# Русско-японская война
Ру́сско-япо́нская война́ (яп. 日露戦争 нити-ро сэнсо: 27 января (9 февраля) 1904 — 23 августа (5 сентября) 1905) — война между Российской и Японской империями за контроль над Маньчжурией, Кореей и Жёлтым морем.
На первом месте во всей русской политике первой половины царствования императора Николая II стояли вопросы Дальнего Востока — «большая азиатская программа»: во время своей встречи в Ревеле с императором Вильгельмом II русский самодержец прямо сказал, что рассматривает укрепление и усиление влияния России в Восточной Азии как задачу именно своего правления.
Основным препятствием к русскому преобладанию на Дальнем Востоке была Япония, неизбежное столкновение с которой Николай II предвидел и готовился к нему как в дипломатическом, так и в военном отношении (сделано было немало: соглашение с Австрией и улучшение отношений с Германией обеспечивало русский тыл; постройка Сибирской дороги и усиление флота обеспечивали материальную возможность борьбы), однако в русских правительственных кругах была сильна и надежда на то, что страх перед силой России удержит Японию от прямого нападения.
После реставрации Мэйдзи в 1868 году, проведя масштабную модернизацию экономики страны, Япония к середине 1890-х годов перешла к политике внешней экспансии, в первую очередь в географически близкой Корее. Натолкнувшись на сопротивление Китая, Япония в ходе японо-китайской войны (1894—1895) нанесла Китаю сокрушительное поражение. Симоносекский договор, подписанный в 1895 году по итогам войны, зафиксировал отказ Китая от всех прав на Корею и передачу Японии ряда территорий, включая Ляодунский полуостров и Маньчжурию. Эти достижения Японии резко увеличивали её мощь и влияние, что не отвечало интересам европейских держав, поэтому Германия, Россия и Франция добились изменения этих условий: предпринятая с участием России тройственная интервенция привела к отказу Японии от Ляодунского полуострова, а затем и к передаче его в 1898 году России в арендное пользование. Осознание того, что Россия фактически отобрала у Японии захваченный в ходе войны Ляодунский полуостров, привело к новой волне милитаризации Японии, на этот раз направленной против России.
В 1903 году спор из-за русских лесных концессий в Корее и продолжающегося русского освоения Маньчжурии привёл к резкому обострению русско-японских отношений. Несмотря на слабость российского военного присутствия на Дальнем Востоке, Николай II не пошёл на уступки, так как для России ситуация, по его мнению, была принципиальна: решался вопрос о выходе к незамерзающим морям, о преобладании на огромной территории относительно слабо заселённых просторов Маньчжурии. Япония же стремилась к полному своему господству в Корее и требовала, чтобы Россия очистила Маньчжурию. По мнению исследователя царствования императора Николая II профессора Сергея Ольденбурга, избежать борьбы с Японией Россия могла лишь ценой капитуляции и своего самоустранения с Дальнего Востока, и никакие частичные уступки, которых было сделано немало (в том числе задержка отправления подкреплений в Маньчжурию), не смогли не только предотвратить, но даже отсрочить решение Японии начать войну с Россией, в которой Япония и по существу, и по форме стала нападающей стороной. В октябре 1901 года Николай II говорил принцу Генриху: «Столкновение неизбежно; но надеюсь, что оно произойдёт не ранее, чем через четыре года — тогда у нас будет преобладание на море. Это — наш основной интерес».
В конце декабря 1903 года Главный штаб в докладной записке Николаю II обобщил всю поступившую разведывательную информацию: из неё следовало, что Япония полностью завершила подготовку к войне и ждёт лишь удобного случая для атаки. Кроме реальных доказательств неизбежности войны, русская военная разведка смогла установить и практически точную дату её начала. Однако никаких экстренных мер со стороны Николая II и его окружения так и не последовало. Нерешительность высших должностных лиц привела к тому, что ни один из планов подготовки кампании против дальневосточного соседа, составленных А. Н. Куропаткиным, Е. И. Алексеевым и Главным морским штабом, не был осуществлён до конца. В январе Куропаткин обвинял В. К. Плеве в содействии развязыванию войны, на что тот ответил: «Чтобы удержать революцию, нам нужна маленькая победоносная война».
31 декабря 1903 (13 января 1904) года Япония через своего посла предложила России формулу договора, по которому Маньчжурия оставалась бы вне зоны интересов Японии, а Корея — вне зоны интересов России. Николай II оттягивал переговоры, и к 22 января (4 февраля) ответ так и не был дан, из-за чего 24 января (6 февраля) Япония объявила о разрыве дипломатических отношений с Россией.
Внезапное, без официального объявления войны, нападение японского флота на российскую эскадру на внешнем рейде Порт-Артура в ночь на 27 января (9 февраля) 1904 года привело к выводу из строя нескольких сильнейших кораблей русского флота на Тихом океане и обеспечило беспрепятственную высадку японских войск в Корее в феврале 1904 года. В мае, использовав бездействие русского командования, японцы провели высадку своих войск на Квантунский полуостров и перерезали железнодорожное сообщение Порт-Артура с Россией. Осада Порт-Артура была начата японскими войсками уже к началу августа 1904 года, а 20 декабря 1904 (2 января 1905) года гарнизон крепости был принуждён к сдаче. Остатки русской эскадры в Порт-Артуре были потоплены осадной артиллерией японцев либо взорваны собственными экипажами.
В феврале 1905 года японцы заставили отступить русскую армию в генеральном сражении при Мукдене, а 14 (27) мая 1905 — 15 (28) мая 1905 года в Цусимском сражении нанесли поражение русской эскадре, переброшенной на Дальний Восток с Балтики. Причины неудач русских армий и флота и их конкретных поражений были обусловлены многими факторами, но главными среди них явились незавершённость военно-стратегической подготовки, удалённость театра военных действий от главных центров страны и армии, чрезвычайная ограниченность сетей коммуникаций и технологическое отставание царской России от своего противника. В результате поражений в этой войне с начала января 1905 года в России возникла и развивалась революционная ситуация.
Война завершилась Портсмутским миром, подписанным 23 августа (5 сентября) 1905 года и зафиксировавшим уступку Россией Японии южной части Сахалина и своих арендных прав на Ляодунский полуостров и Южно-Маньчжурскую железную дорогу.

## Предыстория

### Расширение влияния Российской империи на Дальнем Востоке

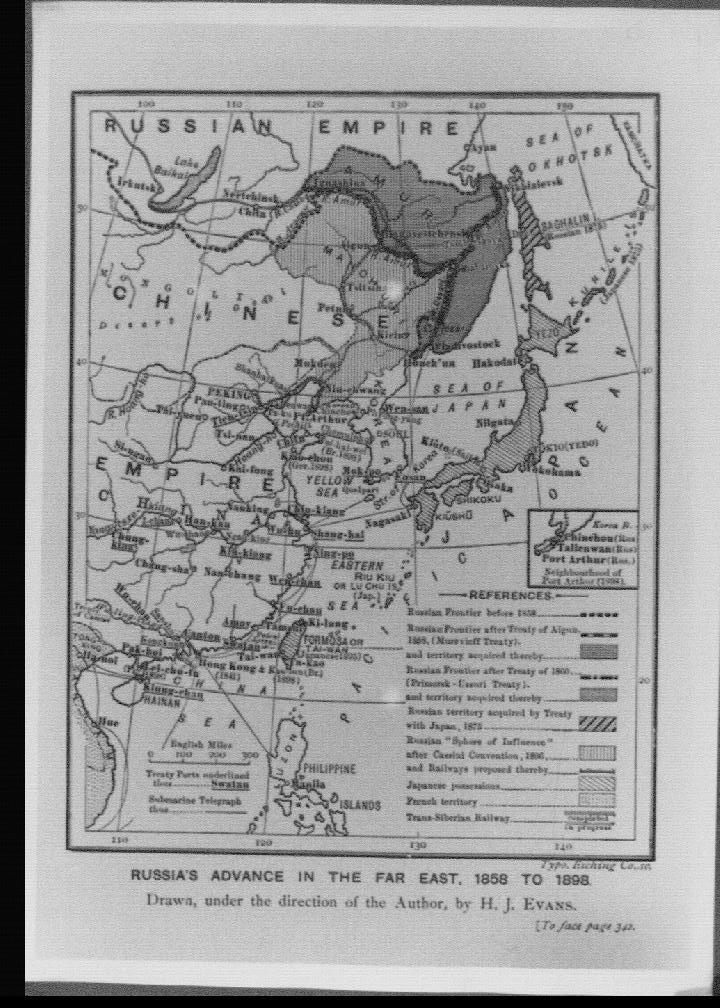
Карта экспансии России и Японии на Дальнем Востоке. 1899 год

В середине 1850-х годов Крымская война обозначила пределы территориальной экспансии Российской империи в Европе. К 1890 году, после выхода на границы Афганистана и Персии, был исчерпан потенциал экспансии в Центральной Азии, дальнейшее продвижение было чревато прямым конфликтом с Британской империей. Внимание России переключилось дальше на Восток, где цинский Китай, ослабленный в 1840—1860 годах сокрушительными поражениями в опиумных войнах и восстанием тайпинов, больше не мог удерживать северо-восточные земли. Айгунский договор, подписанный с Китаем в 1858 году, зафиксировал передачу России Приамурья, а Пекинский договор 1860 года передачу России Приморья, на территории которого в том же году был заложен Владивосток.
С Японией в 1855 году был заключён Симодский трактат, согласно которому Курильские острова к северу от острова Итуруп объявлялись владениями России, а Сахалин объявлялся совместным владением двух стран. В 1875 году Петербургский договор зафиксировал передачу Сахалина России в обмен на передачу Японии всех 18 Курильских островов.
Дальнейшее укрепление российских позиций на Дальнем Востоке ограничивалось малочисленностью российского населения и отдалённостью от населённых частей империи — так, в 1885 году Россия располагала за Байкалом всего 18 тысячами войскового контингента, причём, по расчётам Приамурского военного округа, первый батальон, направленный в Забайкалье из Европейской России походным порядком, мог подойти на помощь только через 18 месяцев.
С целью сократить время в пути до 2—3 недель, а также для освоения и развития восточно-сибирских и дальневосточных земель в мае 1891 года было начато строительство Транссибирской магистрали — железнодорожной магистрали между Челябинском и Владивостоком длиной около 7 тысяч километров, призванной соединить железнодорожным сообщением Европейскую часть России и Дальний Восток. Российское правительство было крайне заинтересовано в сельскохозяйственной колонизации Приморья, и как следствие — в обеспечении беспрепятственной торговли через незамерзающие порты Жёлтого моря, такие как Порт-Артур.

### Борьба Японии за доминирование в Корее

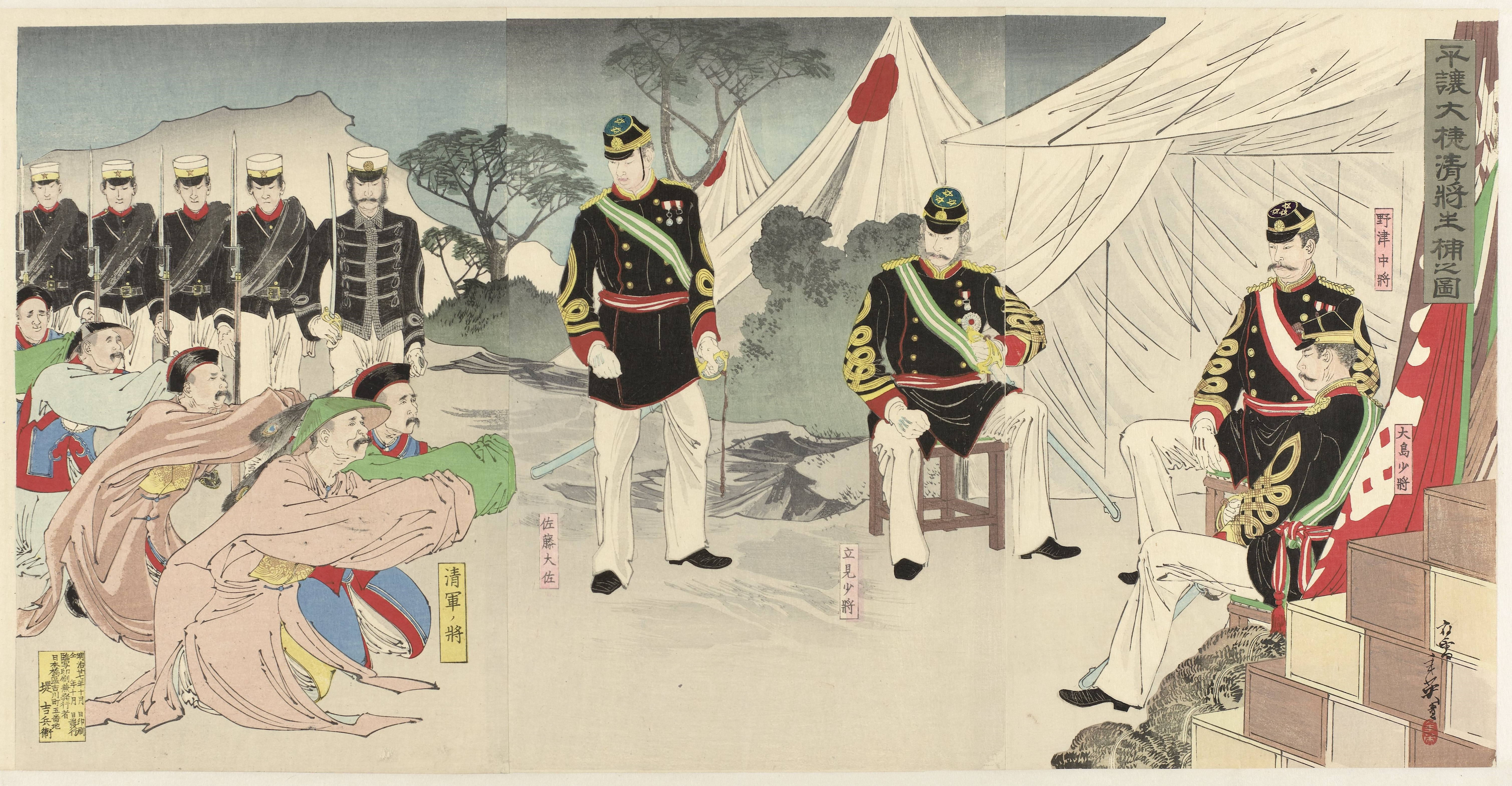
Китайские генералы в Пхеньяне сдаются японцам, октябрь 1894 года (японская гравюра).

После Реставрации Мэйдзи, начавшейся в 1866 году, новое правительство Японии прекратило политику самоизоляции и взяло курс на модернизацию страны. Масштабные экономические реформы позволили к началу 1890-х годов провести модернизацию экономики, создав такие современные отрасли как производство станков и электрооборудования, начать экспорт угля и меди. Созданные и обученные по западным образцам армия и флот набрали силу и позволили Японии задуматься о внешней экспансии, в первую очередь в Корею и Китай.
Корея, ввиду её географической близости к Японии, рассматривалась последней как «нож, направленный в сердце Японии». Недопущение иностранного, особенно европейского, контроля над Кореей, а желательно взятие её под свой контроль, было главной целью японской внешней политики. Уже в 1876 году Корея, под японским военным давлением, подписывает договор с Японией, закончивший самоизоляцию Кореи и открывший её порты японской торговле. Последовавшая борьба с Китаем за контроль в Корее привела к японо-китайской войне 1895 года.
30 марта 1895 года на Особом совещании по вопросу о японо-китайской войне начальник Главного штаба генерал-адъютант Н. Н. Обручев говорил:

По мнению начальника Главного штаба, для нас в высшей степени важно ни под каким видом не впутываться в войну. Необходимо иметь в виду, что нам пришлось бы воевать за десять тысяч верст с культурной страной, имеющей 40 миллионов населения и весьма развитую промышленность. Все предметы военного снаряжения Япония имеет у себя на месте, тогда как нам пришлось бы доставлять издалека каждое ружье, каждый патрон для наших войск.

Китайский флот был разбит в сражении в устье реки Ялуцзян, а его остатки, укрывшиеся в хорошо укреплённом Вэйхае, были уничтожены (частично захвачены) японцами в феврале 1895 года, после 23-дневной комбинированной наземной и морской атаки. На суше японская армия в ряде сражений разбила китайскую армию в Корее и Маньчжурии и в марте 1895 года оккупировала Тайвань.
17 апреля Китай был вынужден подписать Симоносекский договор, согласно которому Китай отказывался от всех прав на Корею, передавал Японии остров Тайвань, Пескадорские острова и Ляодунский полуостров, а также уплачивал контрибуцию в 200 млн лян (около 7,4 тыс. тонн серебра), что было эквивалентно трети ВВП Японии или 3 годовым бюджетам японского правительства.

## Непосредственные причины войны

### Тройственная интервенция
11 (23) апреля 1895 года Россия, Франция и Германия, обеспокоенные усилением Японии, предприняли Тройственную интервенцию — в ультимативной форме потребовали отказа Японии от аннексии Ляодунского полуострова. Япония, не имея возможности противостоять объединённому давлению трёх европейских держав, уступила.
Возвратом Ляодуна Китаю воспользовалась Россия. 15 (27) марта 1898 года между Россией и Китаем была подписана конвенция, согласно которой России предоставлялись в аренду незамерзающие порты Ляодунского полуострова Порт-Артур и Дальний и разрешалась прокладка к этим портам железной дороги от одного из пунктов Китайско-Восточной железной дороги.
Осознание того, что Россия фактически отобрала у Японии захваченный в ходе войны Ляодунский полуостров, привело к новой волне милитаризации Японии, на этот раз направленной против России, под лозунгом «Гасин-сётан» (яп. 臥薪嘗胆, «лёжа на хворосте, лизать жёлчь»), призывавшего нацию стойко перенести рост налогообложения ради военного реванша в будущем.

### Оккупация Маньчжурии и заключениеангло-японского союза

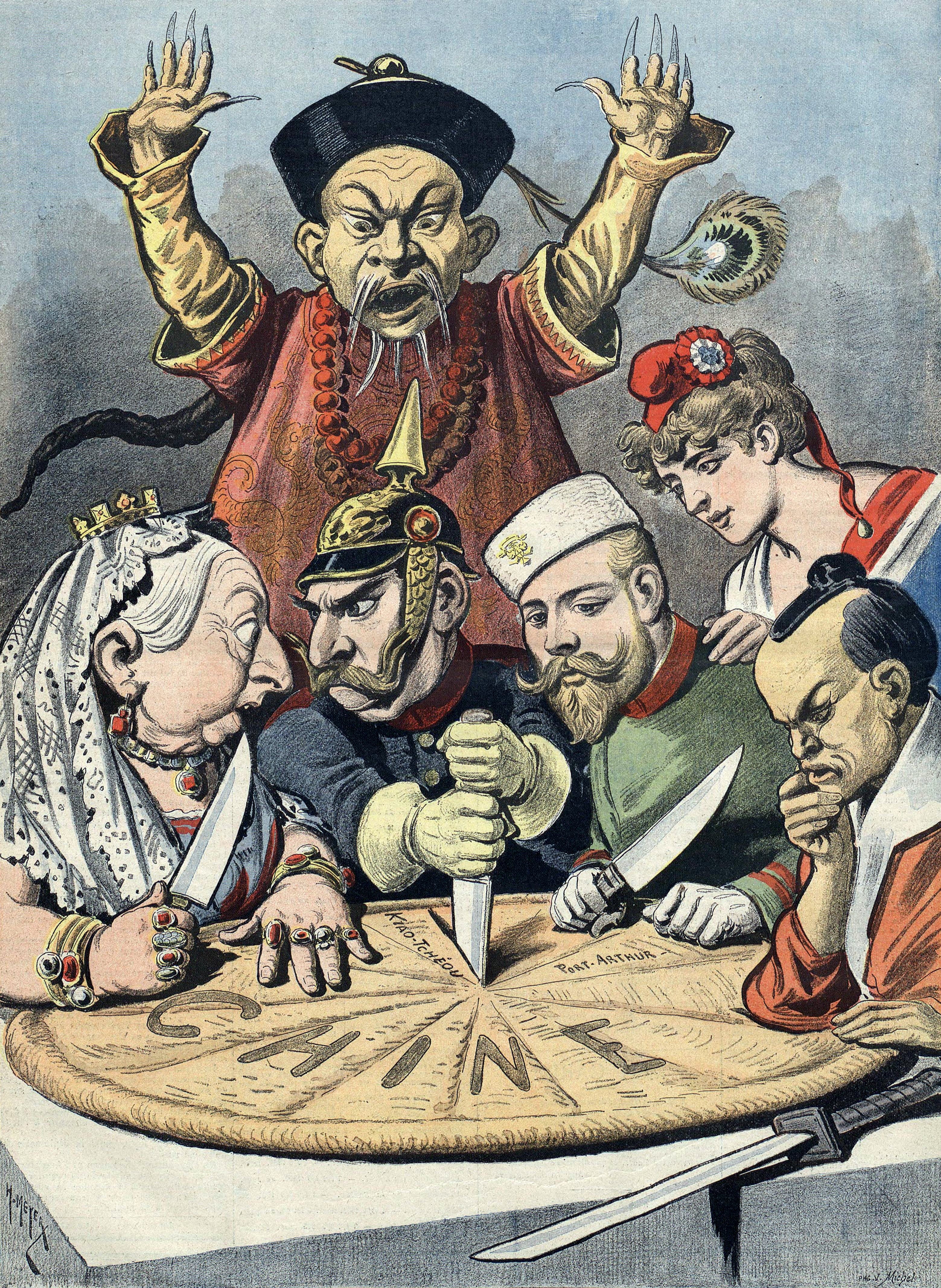
Раздел Китая европейскими державами и Японией. Французская карикатура 1890-х гг.

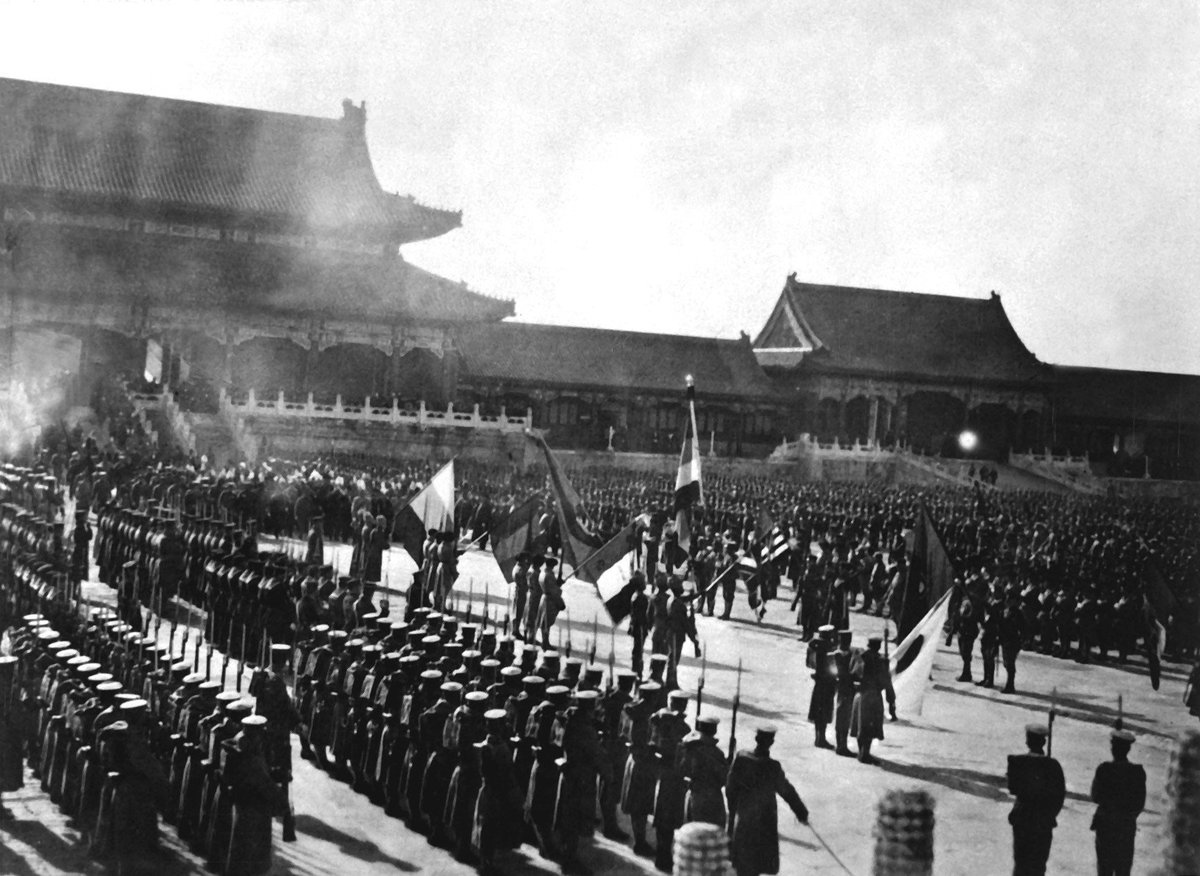
Войска Альянса восьми держав в Пекине

В октябре 1900 года русские войска, в рамках подавления восстания ихэтуаней в Китае войсками Альянса восьми держав, заняли Маньчжурию.
В мае 1901 года в Японии пал сравнительно умеренный кабинет министров Хиробуми Ито и к власти пришёл кабинет Таро Кацуры, настроенный более конфронтационно в отношении России. В сентябре Ито по собственной инициативе, но с согласия Кацуры, отправился в Россию, с целью обсудить соглашение о разделении сфер влияния в Корее и Маньчжурии. Программа-минимум Ито (Корея — целиком и полностью Японии, Маньчжурия — России), однако, не нашла понимания в Санкт-Петербурге, в результате чего японским правительством был сделан выбор в пользу заключения альтернативного соглашения с Великобританией.
17 (30) января 1902 года был подписан англо-японский договор, статья 3 которого в случае войны одного из союзников с двумя и более державами обязывала другую сторону оказать военную помощь. Договор давал Японии возможность начать борьбу с Россией, обладая уверенностью, что ни одна держава (например, Франция, с которой Россия с 1891 года состояла в союзе) не окажет России вооружённой поддержки из опасения войны уже не с одной Японией, но и с Англией. Японский посол, отвечая на вопрос англичан о возможном поводе для войны с Россией, пояснил, что «если безопасность Кореи будет гарантирована, Япония, вероятно, не пойдёт на войну из-за Маньчжурии, или Монголии, или других отдалённых частей Китая».
3 (16) марта 1902 г. была опубликована франко-русская декларация, явившаяся дипломатическим ответом на англо-японский союз: в случае «враждебных действий третьих держав» или «беспорядков в Китае», Россия и Франция оставляли за собой право «принять соответствующие меры». Декларация эта имела малообязывающий характер — существенной помощи на Дальнем Востоке Франция своей союзнице России не оказала.

### Рост русско-японской конфронтации
26 марта (8 апреля) 1902 года было подписано русско-китайское соглашение, по которому Россия обязывалась в течение 18 месяцев (то есть к октябрю 1903 года) вывести свои войска из Маньчжурии. Вывод войск должен был быть осуществлён в 3 этапа по 6 месяцев каждый.
В апреле 1903 года российское правительство не выполнило второй этап вывода своих войск из Маньчжурии. 5 (18) апреля китайскому правительству была направлена нота, поставившая условием дальнейшего вывода войск закрытие Маньчжурии для иностранной торговли. Первые три пункта ноты гласили: «1) о неотчуждении территорий в эвакуируемых местностях „под каким бы то ни было видом — уступки, аренды, концессии и проч.“; 2) о неоткрытии для иностранной торговли новых пунктов в Маньчжурии и недопущении в них иностранных консулов — без согласия на то России; 3) о недопущении иностранцев в администрацию Маньчжурии». В ответ Англия, США и Япония заявили России протест против нарушения сроков вывода российских войск, а Китаю посоветовали не принимать вообще никаких условий, — что китайское правительство и сделало, заявив, что оно будет обсуждать «любые вопросы о Маньчжурии» лишь «по эвакуации».
В мае 1903 года около сотни российских солдат, переодетых в гражданскую одежду, были введены в деревню Йонампхо в Корее, находившуюся в зоне концессии на реке Ялу. Под предлогом строительства лесных складов в деревне было начато строительство военных объектов, что было воспринято в Великобритании и Японии как подготовка России к созданию постоянной военной базы на севере Кореи. Японское правительство в особенности было встревожено возможностью развития ситуации в Корее по порт-артурскому сценарию, когда за укреплением Порт-Артура последовала оккупация всей Маньчжурии.
1 (14) июля 1903 года было открыто движение по Транссибу на всём его протяжении. Движение шло через Маньчжурию (по КВЖД). Под предлогом проверки пропускной способности Транссиба, немедленно началась переброска российских войск на Дальний Восток. Участок вокруг Байкала не был завершён (грузы через Байкал перевозились на паромах), что снижало пропускную способность Транссиба до 3—4 пар поездов в сутки.
30 июля (12 августа) 1903 года было образовано наместничество Дальнего Востока, объединившее Приамурское генерал-губернаторство и Квантунскую область. Целью образования наместничества было объединение всех органов русской власти на Дальнем Востоке для противодействия ожидаемому японскому нападению. Наместником был назначен адмирал Е. И. Алексеев, которому были поставлены в подчинение войска, флот и администрация (включая полосу Китайско-Восточной дороги).
12 августа японское правительство представило российскому проект двустороннего договора, предусматривавшего признание «преобладающих интересов Японии в Корее и специальных интересов России в железнодорожных предприятиях в Маньчжурии».
5 октября Японии был направлен ответный проект, предусматривавший, с оговорками, признание Россией преобладающих интересов Японии в Корее, в обмен на признание Японией Маньчжурии лежащей вне сферы её интересов.
Положение об исключении Маньчжурии из зоны её интересов японское правительство категорически не устраивало, однако дальнейшие переговоры существенных изменений в позиции сторон не внесли.
8 октября 1903 года истёк срок, установленный соглашением от 8 апреля 1902 года, для полного вывода российских войск из Маньчжурии. Несмотря на это, войска выведены не были; в ответ на требования Японии о соблюдении условий соглашения российское правительство указывало на невыполнение Китаем условий эвакуации. Одновременно Япония начала протестовать против российских мероприятий в Корее. По мнению исследователя царствования Императора Николая II С. С. Ольденбурга, Япония лишь искала повод для начала военных действий в удобный для себя момент.
Япония не оставляла попыток решить вопрос мирно и 31 декабря (13 января) 1904 года через своего посла предложила России формулу договора, по которому Маньчжурия оставалась бы вне зоны интересов Японии, а Корея — вне зоны интересов России. Николай II оттягивал переговоры и отказывался принять японского посла, и к 22 января (4 февраля) ответ так и не был дан.
5 февраля 1904 года японский министр иностранных дел Дзютаро Комура телеграфировал послу в Петербурге «прекратить настоящие бессодержательные переговоры», «ввиду промедлений, остающихся большей частью необъяснимыми», и прервать дипломатические отношения с Россией.
Решение о начале войны против России было принято в Японии на совместном заседании членов тайного совета и всех министров 22 января (4 февраля) 1904 года, а в ночь на 23 января (5 февраля) отдано распоряжение о высадке в Корее и об атаке русской эскадры в Порт-Артуре. Вслед за этим 24 января (6 февраля) 1904 Япония официально объявила о разрыве дипломатических отношений с Россией.
Максимально выгодный для себя момент Японией был выбран с высокой точностью: перекупленные ею у Аргентины в Италии броненосные крейсеры «Ниссин» и «Касуга» только что миновали Сингапур, и их уже нигде и никто не мог задержать по пути в Японию; русские же последние подкрепления («Ослябя», крейсеры и миноносцы) ещё находились в Красном море.

## Соотношение сил и коммуникаций
Соотношение сил сторон к началу войны приведено в таблице ниже.
|                       | Япония     | Россия      | Россия (к востоку от Байкала) |
| --------------------- | ---------- | ----------- | ----------------------------- |
| Армия мирного времени | 180 000    | 1 100 000   | 125 000—150 000               |
| Вместе с резервистами | 850 000    | 4 541 000   | н/д                           |
| Население (справочно) | 46 000 000 | 141 000 000 | ~1 000 000                    |

Основным театром военных действий было Жёлтое море, в котором японский Соединённый флот под командованием адмирала Хэйхатиро Того блокировал российскую эскадру в Порт-Артуре.
В Японском море Владивостокскому отряду крейсеров противостояла 3-я японская эскадра, задачей которой было противодействие рейдерским атакам российских крейсеров на японских коммуникациях.
Соотношение сил русского и японского флотов в Жёлтом и Японском морях, по типам кораблей
| Театры военных действий                       | Жёлтое море                   | Жёлтое море                                   | Японское море                   | Японское море        |
| Типы кораблей                                 | Русская эскадра в Порт-Артуре | Японский Соединённый флот (1-я и 2-я эскадры) | Владивостокский отряд крейсеров | Японская 3-я эскадра |
| Эскадренные броненосцы                        | 7                             | 6                                             | 0                               | 0                    |
| Броненосные крейсеры                          | 1                             | 6                                             | 3                               | 0                    |
| Большие бронепалубные крейсеры (свыше 4000 т) | 4                             | 4                                             | 1                               | 4                    |
| Малые бронепалубные крейсеры                  | 2                             | 4                                             | 0                               | 7                    |
| Минные крейсеры и минные заградители          | 4                             | 2                                             | 0                               | 0                    |
| Мореходные канонерские лодки                  | 7                             | 2                                             | 3                               | 7                    |
| Эскадренные миноносцы                         | 22                            | 19                                            | 0                               | 0                    |
| Миноносцы                                     | 0                             | 16                                            | 17                              | 12                   |

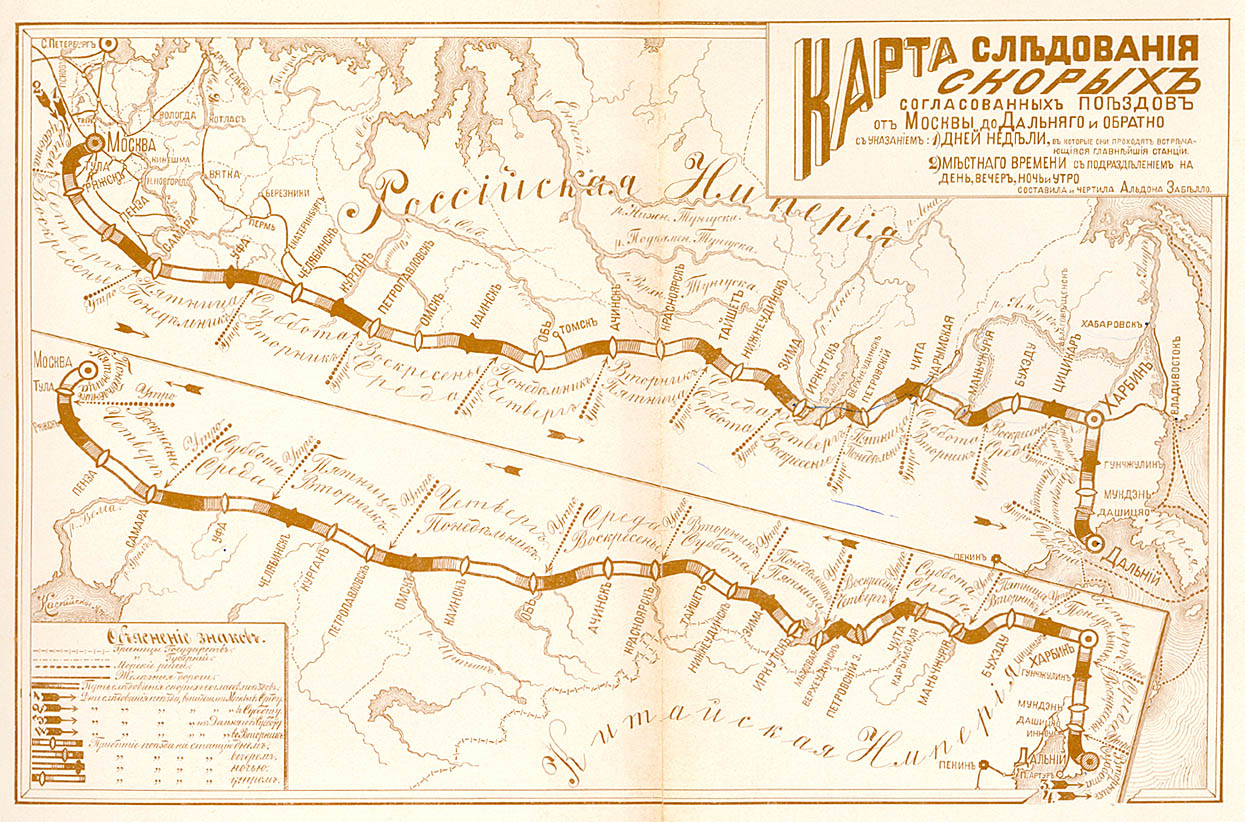
Карта следования скорых поездов по маршруту Москва — Дальний (1903 год). Время в пути — 13—14 суток
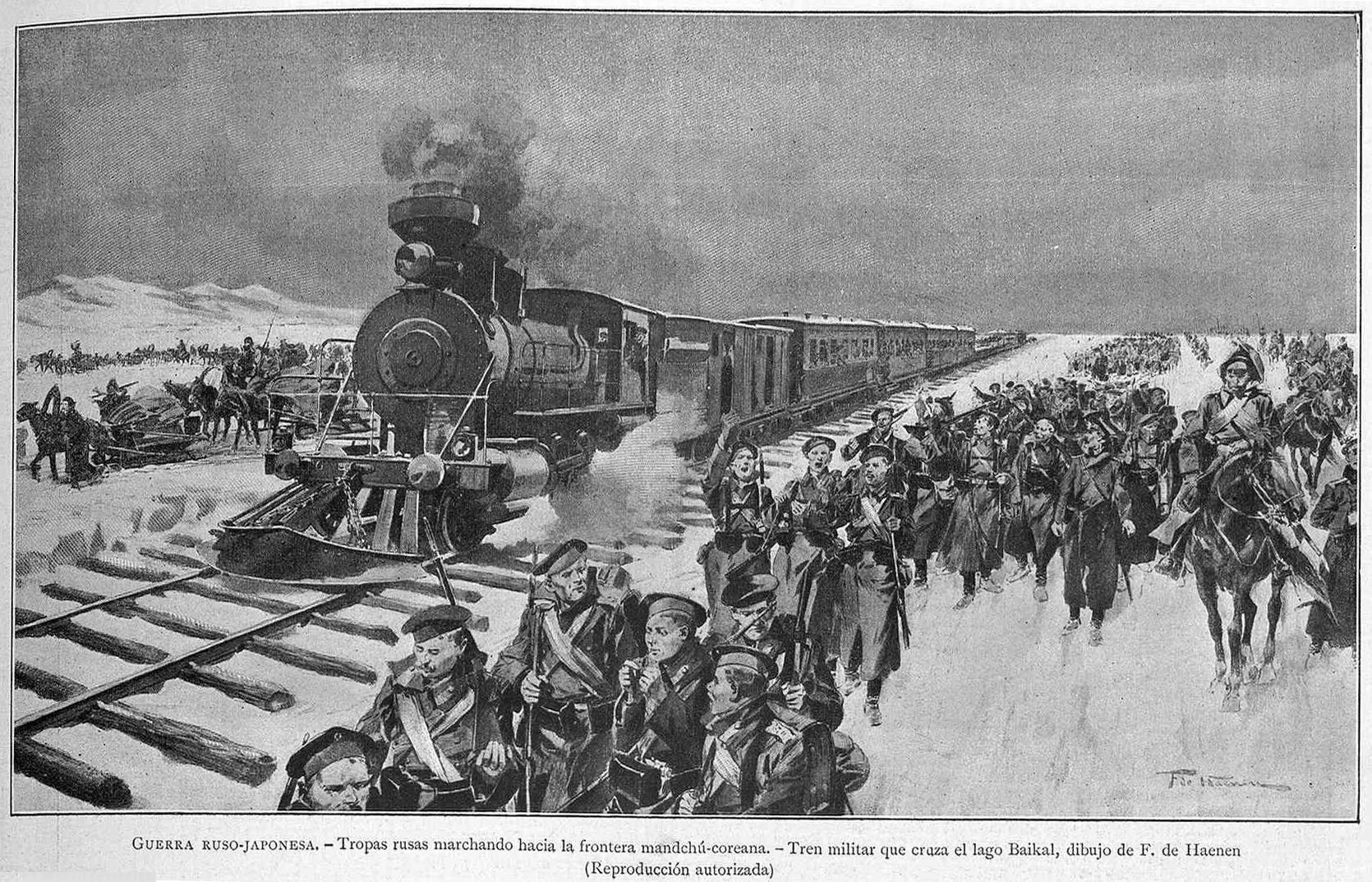
Фредерик де Ханен Российские войска двигаются к корейско-маньчжурской границе

### Российская империя

#### Армия

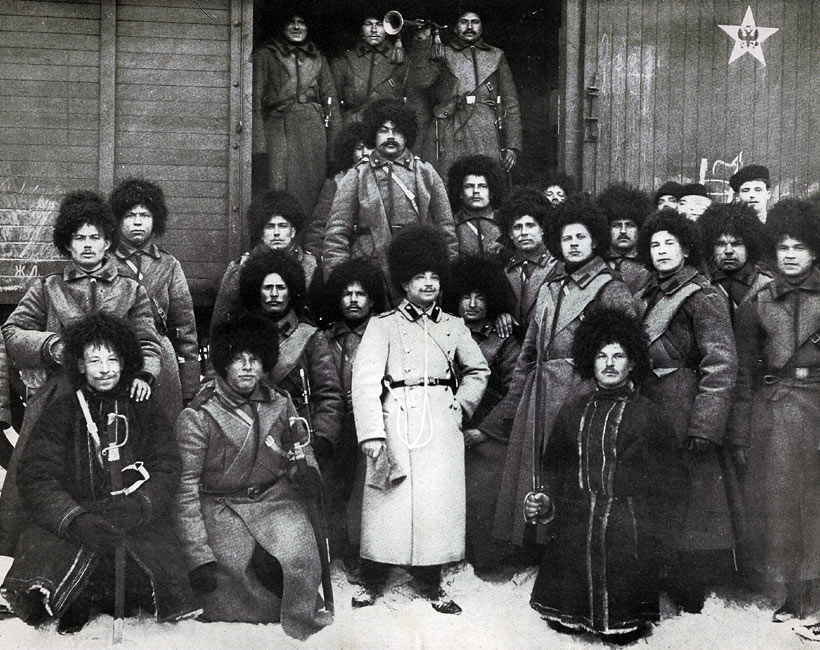
Из Гатчины на японский фронт, в Маньчжурию, воевать с японцами отправляется 23-я артиллерийская бригада, зима 1904 года, по просьбе фотокорреспондента Виктора Буллы канониры картинно выстроились для парадного снимка.

Российская империя, обладая почти трёхкратным преимуществом в численности населения, могла выставить пропорционально бо́льшую армию. Вместе с тем, численность вооружённых сил России непосредственно на Дальнем Востоке (за Байкалом) составляла не более 150 тыс. человек, причём, с учётом того, что большая часть этих войск была связана охраной Транссиба/госграницы/крепостей, непосредственно для активных операций было доступно около 60 тыс. человек.

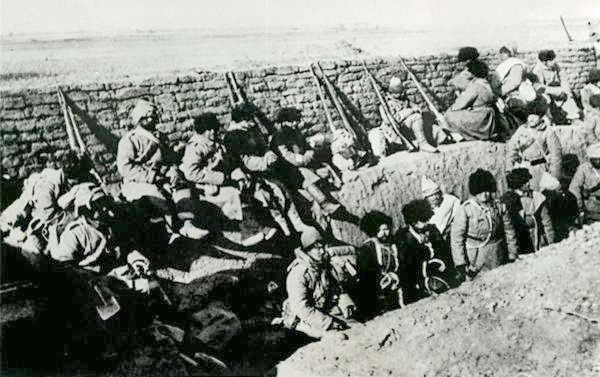
Русские солдаты в окопах. Японская война 1904—1905 года.

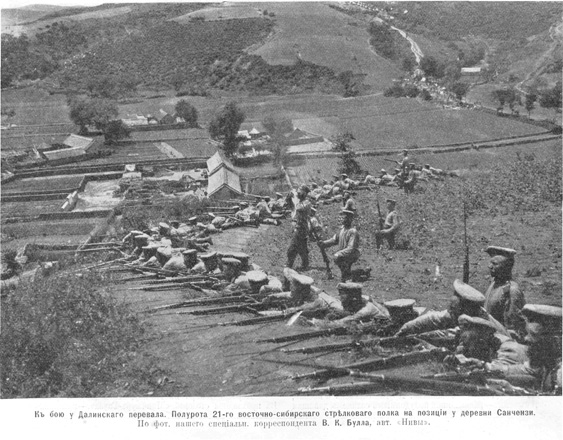
Бой у Далинского перевала. Полурота 21-го восточно-сибирского стрелкового полка на позиции у деревни Санчензи.

К началу войны Транссиб уже действовал, но пропускная способность его составляла лишь 3—4 пары поездов в сутки. Узкими местами были паромная переправа через Байкал и забайкальский участок Транссиба; пропускная способность остальных участков была в 2—3 раза выше. Низкая пропускная способность Транссиба означала низкую скорость переброски войск на Дальний Восток: переброска одного армейского корпуса (около 30 тыс. человек) занимала около месяца.
Распределение российских войск на Дальнем Востоке:
- около Владивостока — 45 тыс. человек;
- в Маньчжурии — 28,1 тыс. человек;
- гарнизон Порт-Артура — 22,5 тыс. человек;
- железнодорожные войска (охрана КВЖД) — 35 тыс. человек;
- крепостные войска (артиллерия, инженерные подразделения и телеграф) — 7,8 тыс. человек.
- Полевой штаб Наместника Е. И. В. на Дальнем Востоке.
- Маньчжурская армия была сформирована 30 января 1904 (по другим данным[65] 10 февраля 1904 г.). 28 октября 1904 развёрнута в три армии. Расформирована 4 ноября 1904 года. Полевой штаб армии переформирован в Штаб главнокомандующего Главнокомандующий всеми сухопутными и морскими вооружёнными силами, действующими против Японии[66]:

- 1-я Маньчжурская армия. Штаб и управления форсировались 28 октября 1904 по 1 января 1905 (по другим данным 4 ноября 1904 г.). Расформирована 12 (16) февраля 1906.
- 2-я Маньчжурская армия. Сформирована 28 октября 1904 (по другим данным 24 сентября 1904 г.). Расформирована 15 (16) февраля 1906.
- 3-я Маньчжурская армия. Сформирована 28 октября 1904 (по другим данным 4 ноября 1904 г.). Расформирована 15 (16) февраля 1906.

- Крепость Порт-Артур.

Войска Приамурского военного округа в составе действующей армии с 10 февраля 1904 г. по 8 июля 1906 г.:
- 1-й Сибирский армейский корпус.
- 2-й Сибирский армейский корпус.
- 3-й Сибирский армейский корпус.
- Отдельные формирования:

- 2-я Восточно-Сибирская стрелковая дивизия.
- 4-я Восточно-Сибирская стрелковая дивизия.
- 7-я Восточно-Сибирская стрелковая дивизия.
- 10-я Восточно-Сибирская стрелковая дивизия.
- Уссурийская конная бригада.
- Забайкальская казачья бригада.
- Урало-Забайкальская сводная дивизия.
- Оренбургская казачья дивизия.
- 10-я Восточно-Сибирская стрелковая артиллерийская бригада.
- 1-я Восточно-Сибирская горная артиллерийская бригада.

#### Флот

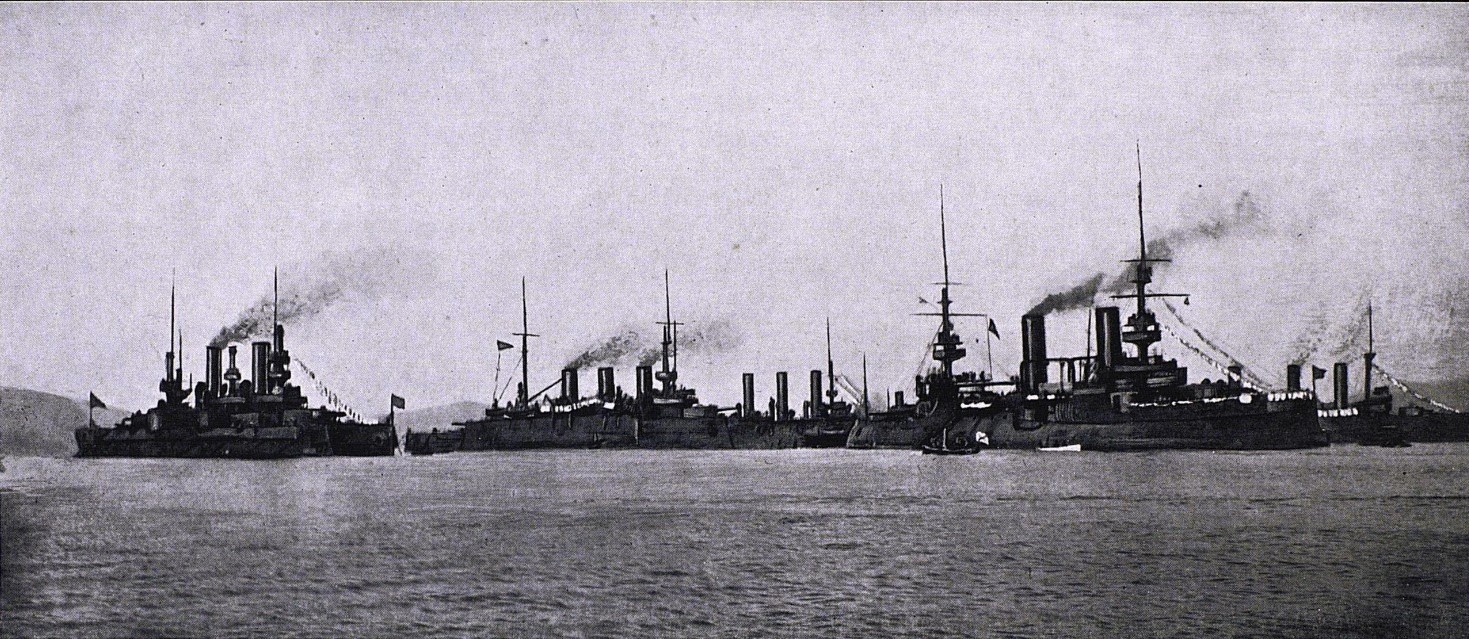
Русская эскадра в Порт-Артуре. Из альбома М. Ф. Шульца

В конце 1903 года Россией на Дальний Восток были отправлены только что построенные во Франции броненосец «Цесаревич» и броненосный крейсер «Баян»; вслед за ними вышли броненосец «Ослябя» и несколько крейсеров и миноносцев. Сильным козырем России являлась возможность снарядить и перебросить из Европы ещё одну эскадру, по численности примерно равную находившейся на Тихом океане на начало войны. Начало войны застало на полдороге к Дальнему Востоку достаточно крупный отряд адмирала А. А. Вирениуса, двигавшийся на усиление русской эскадре в Порт-Артуре. Это ставило перед японцами жёсткие временные рамки, как по началу войны (до прихода отряда Вирениуса), так и по уничтожению российской эскадры в Порт-Артуре (до подхода помощи из Европы). Идеальным для японцев вариантом была блокада российской эскадры в Порт-Артуре с последующей её гибелью после захвата Порт-Артура осаждавшими его японскими войсками.
Суэцкий канал был слишком мелок для новейших русских броненосцев типа «Бородино», проливы Босфор и Дарданеллы были закрыты для прохода русских военных кораблей из достаточно мощной черноморской эскадры. Единственным путём для значимой поддержки флота Тихого океана был путь из Балтики вокруг Европы и Африки.
Военно-морской флот России, участвовавший в войне:
- Флот на Тихом океане.
- 1-я эскадра в Порт-Артуре.
- Владивостокский отряд крейсеров.
- 2-я эскадра флота Тихого океана (создана 17 апреля 1904 года, почти полностью уничтожена 14—15 мая 1905 года). Флагман — эскадренный броненосец «Князь Суворов». Всего: 8 эскадренных броненосцев, 3 броненосца береговой охраны, 3 броненосных крейсера (2 устаревших), 6 крейсеров, 1 вспомогательный крейсер, 9 миноносцев, 2 госпитальных судна, 6 вспомогательных судов. Состав эскадры[71]:

- 1-й броненосный отряд.

- эскадренный броненосец «Князь Суворов».
- эскадренный броненосец «Император Александр III»
- эскадренный броненосец «Бородино».
- эскадренный броненосец «Орёл».
- бронепалубный крейсер II-го ранга «Жемчуг»

- 2-й броненосный отряд.
- 3-й броненосный отряд.
- Крейсерский отряд.
- Разведочный отряд.
- 1-й отряд миноносцев.
- 2-й отряд миноносцев.

### Японская империя

#### Армия
По расчётам военной разведки, Япония в момент мобилизации могла выставить армию в 375 тыс. человек. Японская же армия после мобилизации насчитывала около 442 тыс. человек.
Возможности Японии высадить войска на материке зависели от контроля Корейского пролива и южной части Жёлтого моря. Япония обладала достаточным транспортным флотом, чтобы одновременно перевозить две дивизии со всем необходимым оборудованием, а от портов Японии до Кореи было меньше суток пути.

##### Стрелковое оружие
Обе армии перед войной закончили перевооружение новым стрелковым оружием. Россия получила винтовку Мосина, а Япония — винтовку Тип-30. Японская винтовка была дальнобойнее, кучнее, легче и короче, что значительно облегчало её использование более низкорослыми японцами, была удобнее в эксплуатации, в частности в перезарядке, но уступала российской винтовке по надёжности. Русская винтовка отличалась простотой устройства, имела высокую прочность, была чрезвычайно живучей, надёжной и безотказной в боевых условиях. Несмотря на хорошие баллистические качества, все достоинства, присущие винтовкам «Арисака», сводились на нет капризным и ненадёжным механизмом запирания, поскольку он давал частые отказы при малейшем загрязнении или запылении затвора. Поэтому после войны появилась модификация Тип-38, где эта проблема была решена. Ещё одним из преимуществ российской винтовки перед японскими была большая, в силу калибра, убойная сила на малых дистанциях. Однако, это преимущество компенсировало многие недостатки, тем более, что и недостаток в размерах в ходе частых штыковых боёв обернулся достоинством — более длинная и тяжёлая винтовка в большей мере позволяла реализовать статистическое преимущество русских в габаритах и физической силе. Впрочем, и японское преимущество в совершенстве конструкции и качестве производства оценивается многими как недостаток, излишним бременем легший на и без того перегруженную промышленность Японии. Процесс принятия на вооружение русского оружия, хоть и затянулся, но начался значительно раньше, чем в Японии, русская армия уже имела опыт боевой эксплуатации этой системы. Активно модернизируемая англичанами японская армия имела некоторый технологический перевес перед русской, в частности, не имевшие к началу войны пулемётов в действующих войсках, уже к концу войны на каждую японскую дивизию приходилось по 14 пулемётов Гочкисса, а артиллерия освоила стрельбу с закрытых позиций ещё до начала войны.

##### Структура
Состав японской армии:
- Военное министерство.
- Генеральный штаб.
- Японские войска в Маньчжурии и на Ляодунском полуострове.

- Армии

- 1-я армия (яп. Dai-ichi gun)
- 2-я армия (яп. Dai-ni gun)
- 3-я армия (яп. Dai-san gun)
- 4-я армия (яп. Dai-yon gun)

- Дивизии (в скобках указаны места постоянной дислокации)

- Гвардейская (Токио)
- 1-я (Токио)
- 2-я (Сэндай)
- 3-я (Нагоя)
- 4-я (Осака)
- 5-я (Хиросима)
- 6-я (Кумамото)
- 7-я (Сапорро)
- 8-я (Хиросаки)
- 9-я (Канадзава)
- 10-я (Химэдзи)
- 11-я (Дзэнцудзи)
- 12-я (Курумэ)
- 13-я (Сэндай)
- 14-я (Уцуномия)
- 15-я (Нагоя)
- 16-я (Киото)

#### Флот
Основные корабли японского Соединённого флота — включая 6 эскадренных броненосцев и 6 броненосных крейсеров — были построены в Великобритании, Франции (броненосный крейсер «Адзума») и Германии (броненосный крейсер «Якумо») в 1896—1901 годах. Эти корабли по ряду тактико-технических данных (скорость, дальность хода, коэффициент бронирования и т. д.) превосходили российские корабли.
Японская корабельная артиллерия превосходила российскую по массе снаряда (того же калибра) и технической скорострельности, вследствие чего бортовой залп (суммарный вес выпущенных снарядов) японского Соединённого флота во время боя в Жёлтом море составлял около 12 418 кг против 9111 кг у русской эскадры в Порт-Артуре, то есть был в 1,36 раза больше.
Кроме 6 эскадренных броненосцев «первой линии», в ВМФ Японии было ещё 2 более старых броненосца («Тин-Эн», это правильное название, в литературе более 100 лет употреблялось написание «Чин-Иен», германской постройки 1882 года, трофей японо-китайской войны, и «Фусо» британской постройки 1877 года).
Существовала качественная разница в снарядах, использовавшихся русским и японским флотами — содержание взрывчатых веществ в русских снарядах основных калибров (12, 8, 6 дюймов) было в 4—6 раз ниже. При этом мелинит, применявшийся в японских снарядах, по мощности взрыва примерно в 1,2 раза превосходил пироксилин, применявшийся в российских.
В первом же бою 27 февраля (11 марта) 1904 года у Порт-Артура наглядно проявилось мощное разрушительное действие японских тяжёлых фугасных снарядов по небронированным или слабобронированным конструкциям, не зависевшее от дальности стрельбы, а также существенная бронепробивающая способность русских лёгких бронебойных снарядов на коротких дистанциях (до 20 кабельтовых). Японцы сделали необходимые выводы и в последующих боях, обладая превосходством в скорости, старались удерживать огневую позицию в 35—45 кабельтовых от русской эскадры.
Однако мощная, но нестабильная шимоза собрала свою «дань» — разрушения от взрывов собственных снарядов в стволах орудий при выстрелах наносили японцам едва ли не больший ущерб, чем попадания русских бронебойных снарядов. Стоит упомянуть про появление во Владивостоке к апрелю 1905 года первых 7 подводных лодок которые хоть и не достигли существенных военных успехов, но всё же были важным сдерживающим фактором, существенно ограничившим в ходе войны действия японского флота в районе Владивостока и Амурского лимана.
Состав ВМФ Японии:
- Военное-морское министерство.
- Морской генеральный штаб.
- Эскадры:

- Объединённый флот и 1-я эскадра.
- 2-я эскадра.
- 3-я эскадра.
- 4-я эскадра.

- Боевые отряды:

- 1-й боевой отряд.
- 2-й боевой отряд.
- 3-й боевой отряд.
- 4-й боевой отряд.
- 5-й боевой отряд.
- 6-й боевой отряд.
- 7-й боевой отряд.

## Ход войны

### Кампания 1904 года

#### Начало войны

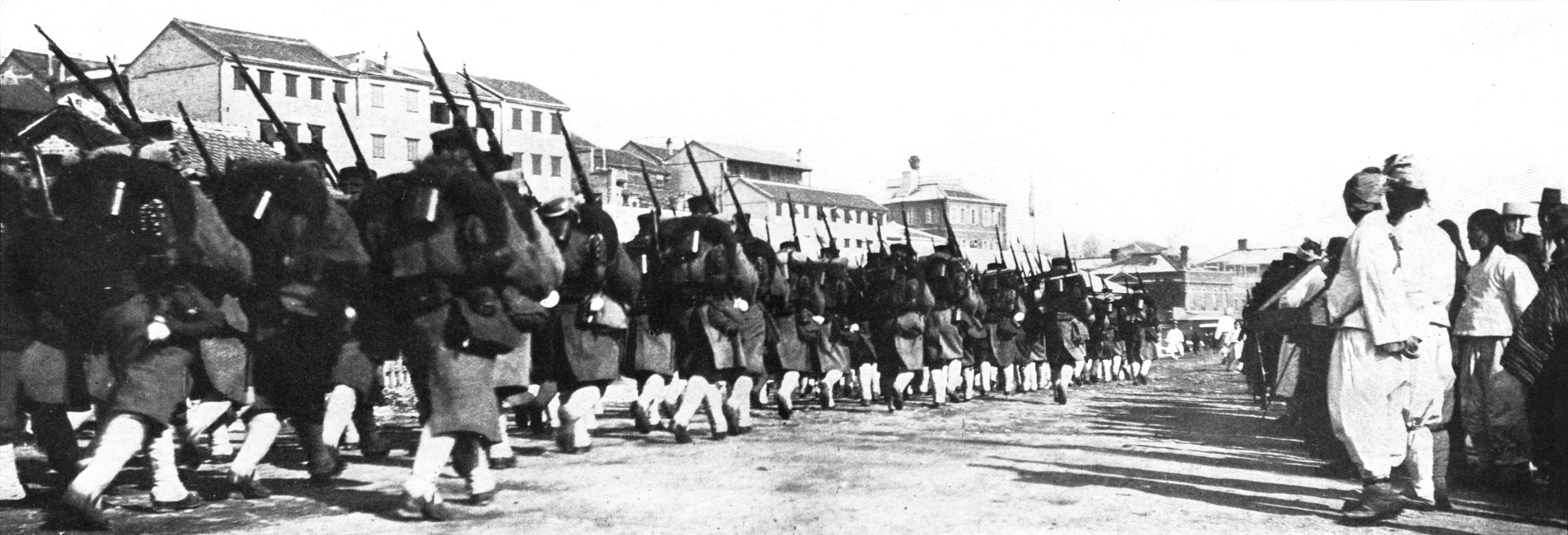
Японская пехота во время оккупации Сеула. Корея, 1904

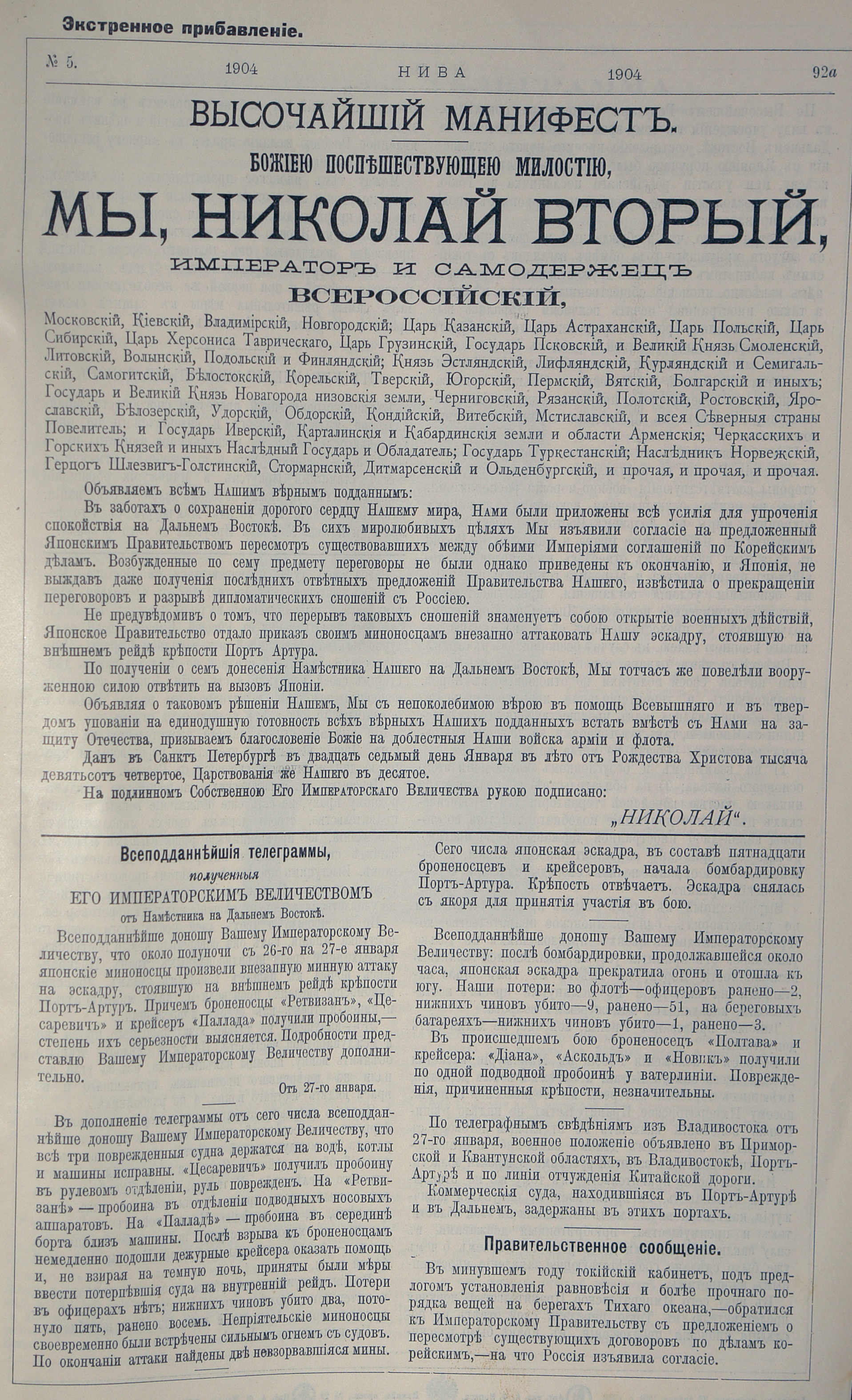
Экстренное дополнение к журналу «Нива» с обращением Николая II о начале русско-японской войны

Разрыв дипломатических отношений делал войну более чем вероятной. Командование флотом так или иначе готовилось к возможной войне. Высадка многочисленного десанта и активные боевые действия последнего на суше, требующие постоянного снабжения, невозможна без господства военно-морского флота. Было логично предположить, что без этого превосходства Япония не начнёт сухопутные действия. По предвоенным оценкам Тихоокеанская эскадра, вопреки расхожему мнению, если и уступала японскому флоту, то незначительно. Было логично предположить, что войну до прихода «Касуги» и «Ниссина» Япония не начнёт. Оставалась лишь возможность парализации эскадры, до их прихода, путём блокирования её в гавани Порт-Артура, блокшипами. Для предотвращения этих действий боевые корабли несли дежурство на внешнем рейде. Причём для отражения возможной атаки силами всего флота, а не только блокшипов, на рейде стояли не миноносцы, а самые современные броненосцы и крейсеры. Об опасности такой тактики накануне войны предупреждал С. О. Макаров, однако его слова как минимум не успели к адресатам.
В ночь на 27 января (9 февраля) 1904 года, до официального объявления войны, 8 японских миноносцев провели торпедную атаку кораблей русского флота, стоявших на внешнем рейде Порт-Артура. В результате атаки на несколько месяцев были выведены из строя два лучших русских броненосца («Цесаревич» и «Ретвизан») и бронепалубный крейсер «Паллада».
27 января (9 февраля) 1904 года японская эскадра в составе 6 крейсеров и 8 миноносцев вынудила к бою находившиеся в корейском порту Чемульпо бронепалубный крейсер «Варяг» и канонерку «Кореец». После 50-минутного сражения получивший тяжёлые повреждения «Варяг» был затоплен, а «Кореец» — взорван своими командами.
После боя в Чемульпо продолжилась высадка частей 1-й японской армии под командованием барона Куроки, общей численностью около 42,5 тыс. человек (началась ещё 26 января (8 февраля) 1904).
21 февраля 1904 года японские войска заняли Пхеньян, к концу апреля — вышли к реке Ялу, по которой шла корейско-китайская граница.

##### Отношение русской общественности к началу войны с Японией

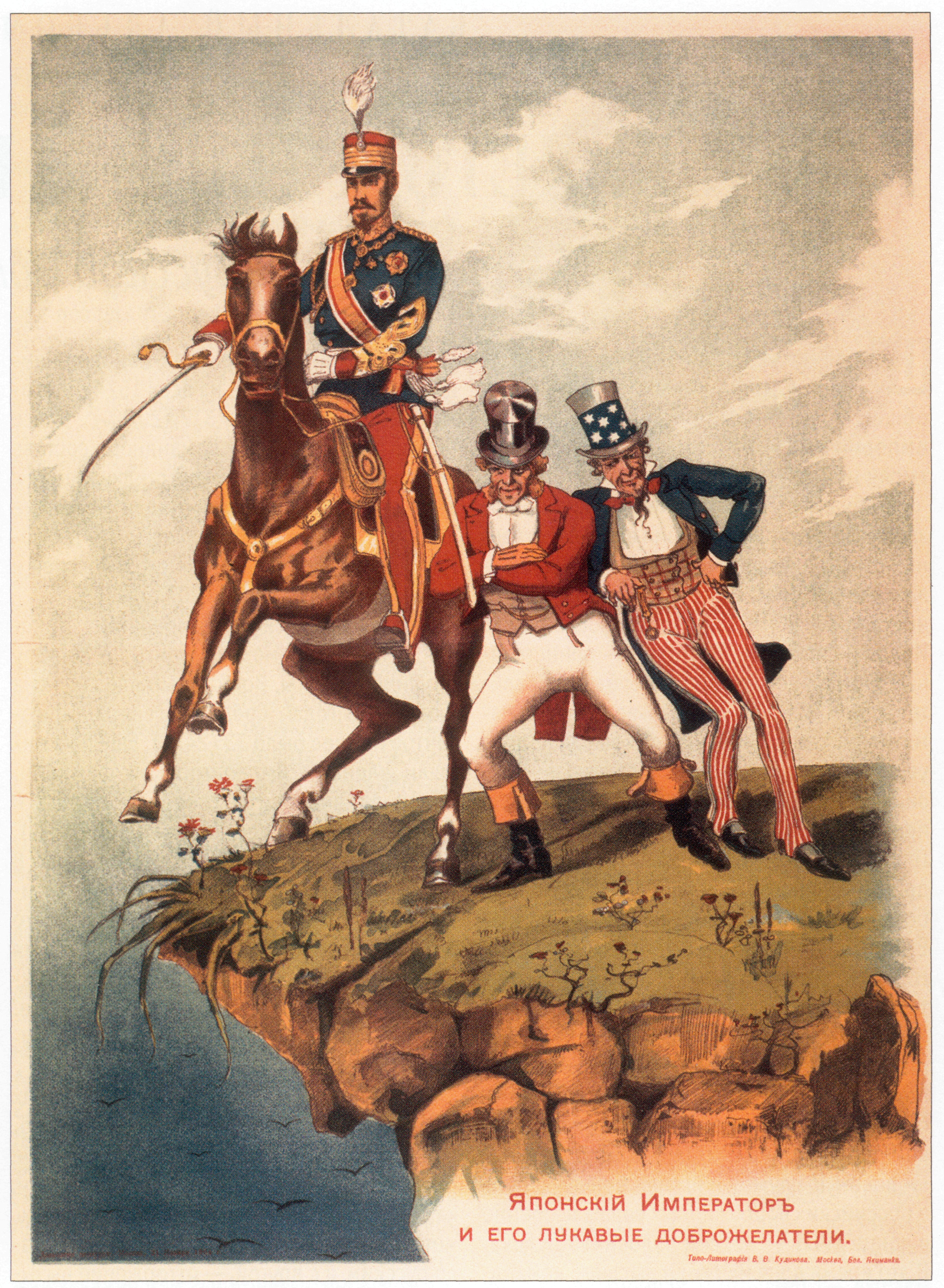
Русский плакат начала русско-японской войны, 1904. Японский император и его лукавые доброжелатели: Джон Булль и Дядя Сэм

Известие о начале войны мало кого в России оставило равнодушным: в первый период войны в народе и общественности преобладало настроение, что на Россию напали и необходимо дать отпор агрессору. В Петербурге, а также других крупных городах империи самопроизвольно возникали невиданные уличные патриотические манифестации. Даже известная своими революционными настроениями учащаяся столичная молодёжь завершила свою университетскую сходку шествием к Зимнему Дворцу с пением «Боже, Царя храни!».
Оппозиционные правительству круги оказались застигнутыми этими настроениями врасплох. Так, собравшиеся 23 февраля (ст. ст.) 1904 года на совещание в Москве земцы-конституционалисты приняли коллективное решение прекратить любые провозглашения конституционных требований и заявлений ввиду начавшейся войны. Это решение мотивировалось патриотическим подъёмом в стране, вызванным войной.

##### Реакция мирового сообщества

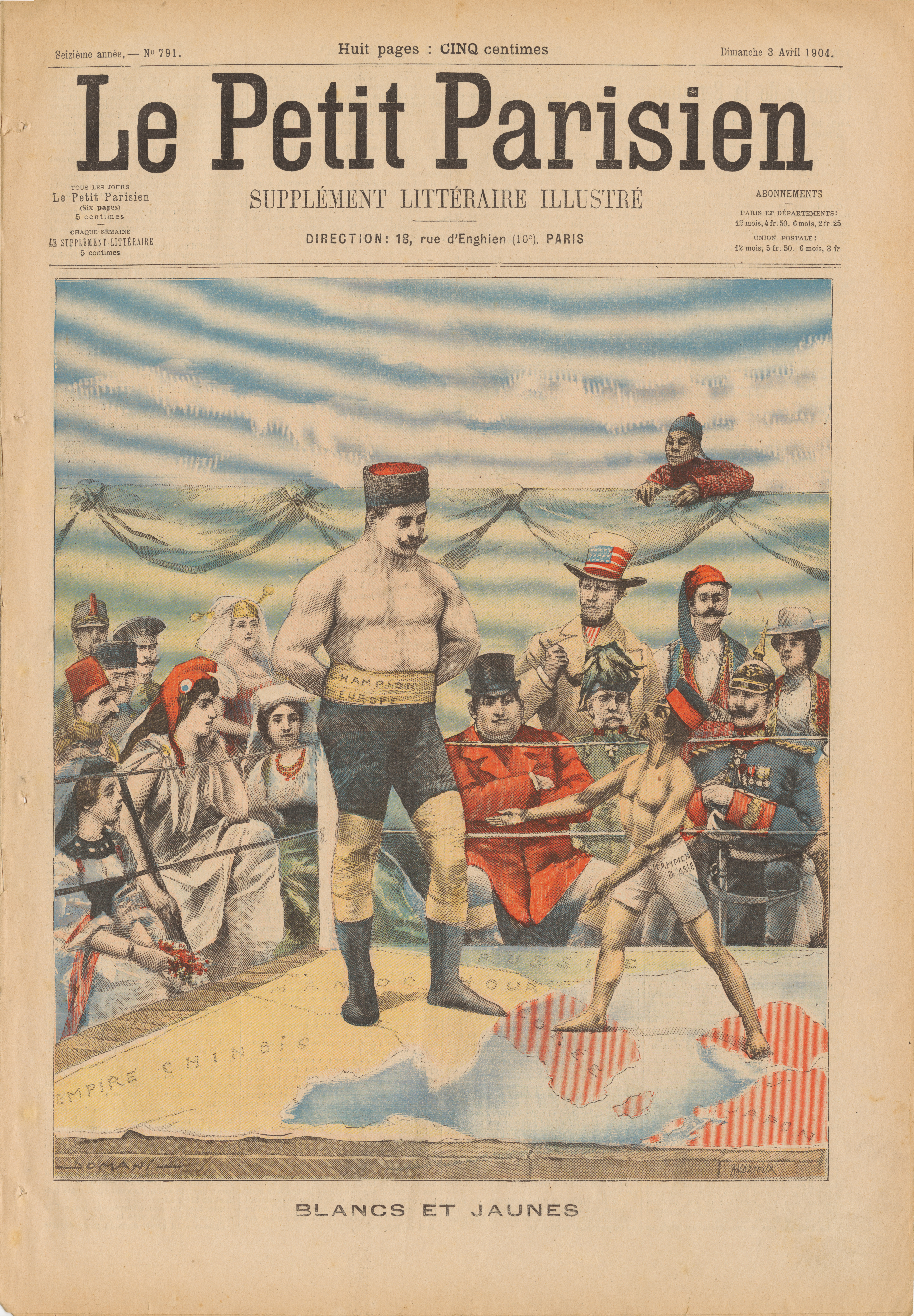
Страница французской газеты Le Petit Parisien в 1904 году. «Чемпион Европы против чемпиона Азии».

Отношение ведущих мировых держав к началу войны между Россией и Японией раскололо их на два лагеря. Англия и США сразу и определённо заняли сторону Японии: начавшая выходить в Лондоне иллюстрированная летопись войны даже получила название «Борьба Японии за свободу»; а американский президент Рузвельт открыто предостерегал Францию от её возможного выступления против Японии, заявив, что в этом случае он «немедленно станет на её сторону и пойдёт так далеко, как это потребуется». Тон американской печати был настолько враждебен России, что побудил М. О. Меньшикова — одного из ведущих публицистов русского национализма — воскликнуть в «Новом времени»: 
Нет сомнения, что без обеспечения Америки и Англии Япония не сунулась бы с нами в войну.
Франция, ещё накануне войны посчитавшая необходимым разъяснить, что её союз с Россией относится лишь к европейским делам, тем не менее была недовольна действиями Японии, начавшей войну, ибо была заинтересована в России как в своей союзнице против Германии; вся французская, за исключением крайней левой, печать выдерживала строго корректный союзнический тон. Однако, 30 марта (12 апреля) было подписано вызвавшее известное недоумение в России «сердечное согласие» между Францией — союзницей России и Англией — союзницей Японии. Это соглашение положило начало Антанте, но в то время осталось почти без реакции в русском обществе, хотя «Новое время» и писало по этому поводу: «Почти все почувствовали веяние холода в атмосфере франко-русских отношений».

Германия накануне событий заверяла обе стороны в дружественном нейтралитете. И теперь, после начала войны, германская пресса была разделена на два противоположных лагеря: правые газеты были на стороне России, левые — на стороне Японии. Существенное значение имела личная реакция германского императора на начало войны. Вильгельм II пометил на докладе германского посланника в Японии: 
Tua res agitur! Русские защищают интересы и преобладание белой расы против возрастающего засилия жёлтой. Поэтому наши симпатии должны быть на стороне России.

#### Блокада Порт-Артура

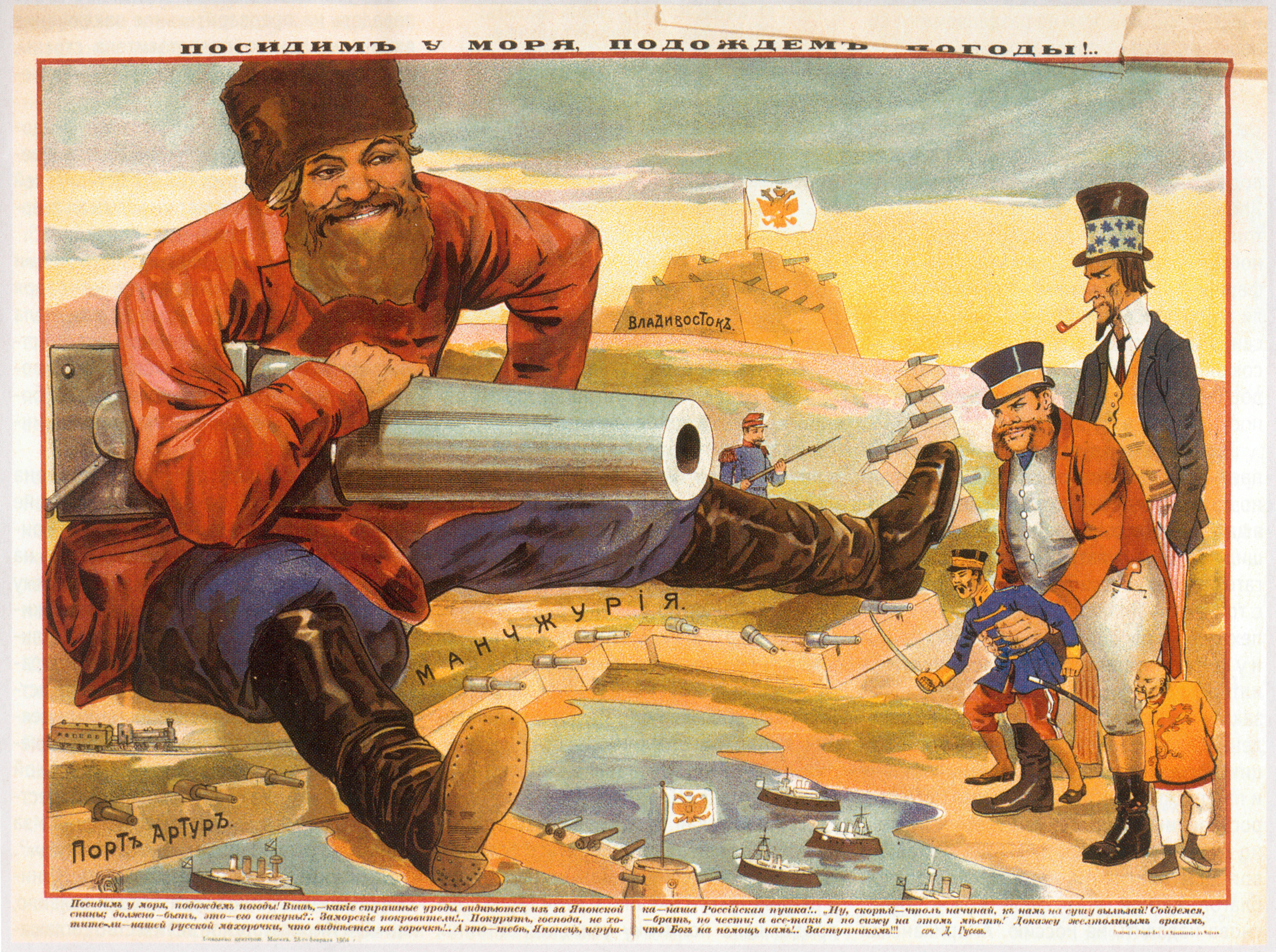
Русский плакат начала войны «Посидим у моря, подождём погоды»

Утром 24 февраля японцы попытались затопить 5 старых транспортов у входа в гавань Порт-Артура с целью запереть русскую эскадру внутри. План был сорван «Ретвизаном», всё ещё находившимся на внешнем рейде гавани.
2 марта отряд Вирениуса получил приказ на возвращение на Балтику, несмотря на протесты С. О. Макарова, считавшего, что тот должен следовать далее на Дальний Восток. 

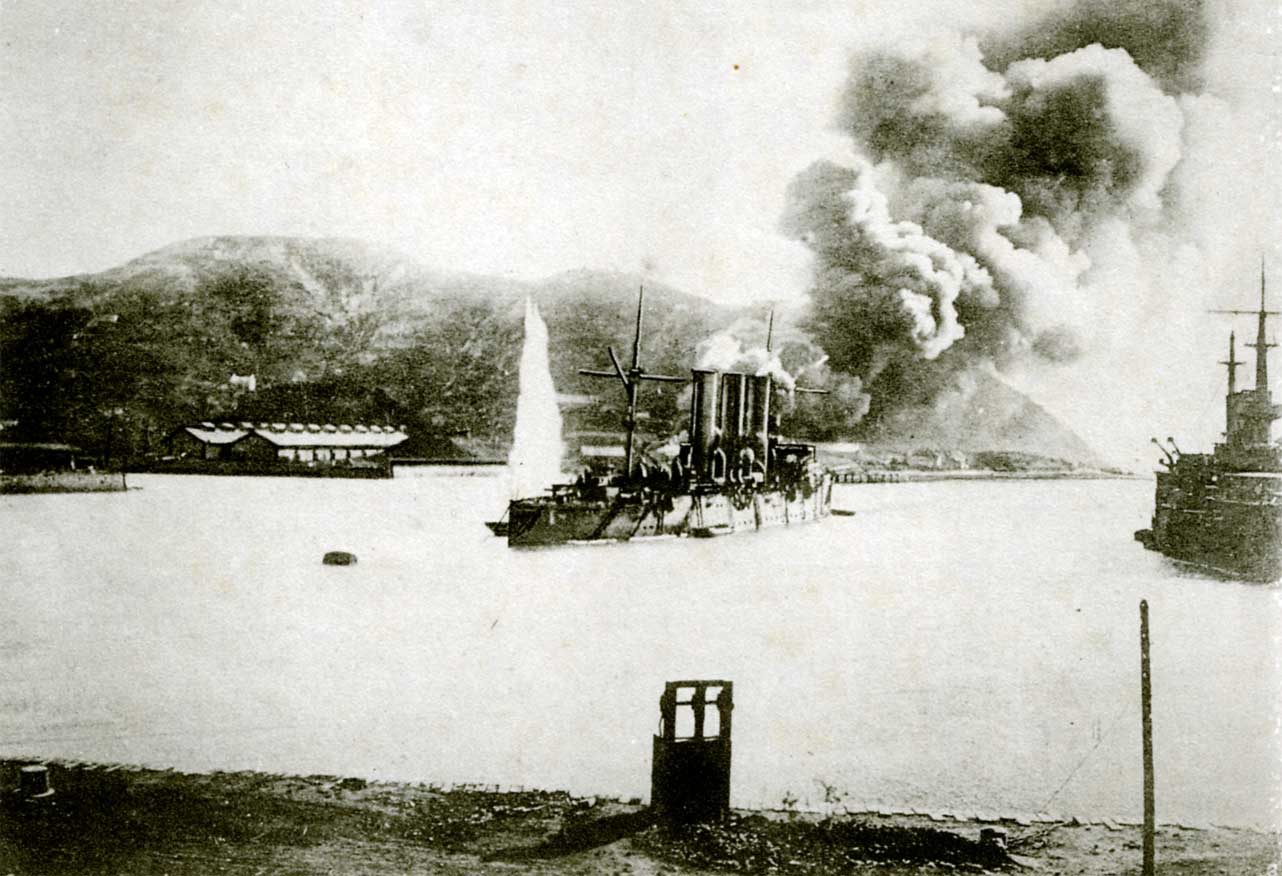
Крейсер «Паллада» под обстрелом в гавани Порт-Артура во время обороны Порт-Артура.

8 марта 1904 года в Порт-Артур прибыл адмирал Макаров и известный кораблестроитель Н. Е. Кутейников, вместе с несколькими вагонами запасных частей и оборудования для ремонта. Макаров немедленно принял энергичные меры для восстановления боеспособности русской эскадры, что привело к росту воинского духа на флоте.
27 марта японцы снова попытались перекрыть выход из гавани Порт-Артура, на этот раз использовав 4 старых транспорта, наполненных камнями и цементом. Транспорты, однако, были затоплены слишком далеко от входа в гавань.
31 марта, во время выхода в море, броненосец «Петропавловск» налетел на минную банку (3 мины) и затонул в течение двух минут. Погибло 650 человек, в их число вошли адмирал Макаров и известный художник-баталист Верещагин. Подорвался и вышел из строя на несколько недель броненосец «Победа».
3 мая японцами была предпринята третья и последняя попытка заблокировать вход в гавань Порт-Артура, на этот раз с использованием 8 транспортов. В результате русский флот оказался на несколько дней заблокирован в гавани Порт-Артура, что расчищало дорогу для высадки 2-й японской армии в Маньчжурии.
Из всего русского флота лишь владивостокский крейсерский отряд («Россия», «Громобой», «Рюрик») сохранял свободу действий и за первые 6 месяцев войны несколько раз переходил в наступление против японского флота, проникая в Тихий океан и находясь у японских берегов, затем уходя вновь к Корейскому проливу. Отряд потопил несколько японских транспортов с войсками и орудиями, в том числе 31 мая Владивостокскими крейсерами был перехвачен японский транспорт «Хи-таци Мару» (6175 брт), на борту которого находилось восемнадцать 280-мм мортир для осады Порт-Артура, что позволило затянуть осаду Порт-Артура на несколько месяцев.

#### Усиление русской армии
Армия Российской империи насчитывала 1 100 000 человек и около 3 500 000 человек обученного резерва и запаса. Однако из них русское командование имело на Дальнем Востоке к началу войны лишь 98 000 человек (кроме охранной стражи КВЖД, которая насчитывала около 24 000 человек и использовалась главным образом для обеспечения тыла).
Поэтому с начала войны происходила постоянная переброска подкреплений на театр военных действий, которая затруднялась слабой пропускной способностью одноколейной Транссибирской магистрали. Поезда из Европейской России шли на Дальний Восток около 6 недель, и переброска подкреплений в первое полугодие войны не превышала 20 000 человек в месяц.
Сначала была мобилизована Кавказская конная бригада; на третьем месяце войны была объявлена мобилизация Оренбургской казачьей дивизии и 10-го и 17-го армейских корпусов, которые ещё в конце 1903 года отправили на Дальний Восток по одной бригаде. Затем были образованы 5-й и 6-й Сибирские армейские корпуса, которые укомплектовывались отвыкшими от военного дела запасными Московского и Казанского военных округов. Через полгода после начала войны был мобилизован и отправлен на войну 1-й армейский корпус. Мобилизации изменяли соотношение между числом кадровых и запасных солдат на фронте: если в начале войны запасных там было только 30 %, то ко времени Мукденского сражения их доля возросла до 72 %.
Действующая армия усиливалась до самого конца войны: в октябре 1904 года прибыли 8-й армейский корпус и 4-я казачья дивизия, в ноябре и декабре 1904 года прибыли 1-я, 2-я и 5-я стрелковые бригады, сведенные в Сводно-стрелковый корпус, а также 16-й армейский корпус, в марте 1905 года прибыли 4-й армейский корпус, 3-я и 4-я стрелковые бригады, в апреле 1905 года прибыло свыше 40000 запасных и выздоровевших, а в первой половине мая прибыло 40000 охотников (добровольцев) со всех полков русской армии. Все стрелковые бригады были развернуты в дивизии и образован 2-й стрелковый корпус. В конце мая 1905 года прибыла 53-я пехотная дивизия, в июне — 9-й армейский корпус, в июле — 19-й армейский корпус и в августе стал прибывать 13-й армейский корпус.

#### Японское наступление в Маньчжурии, оборона и сдача Порт-Артура

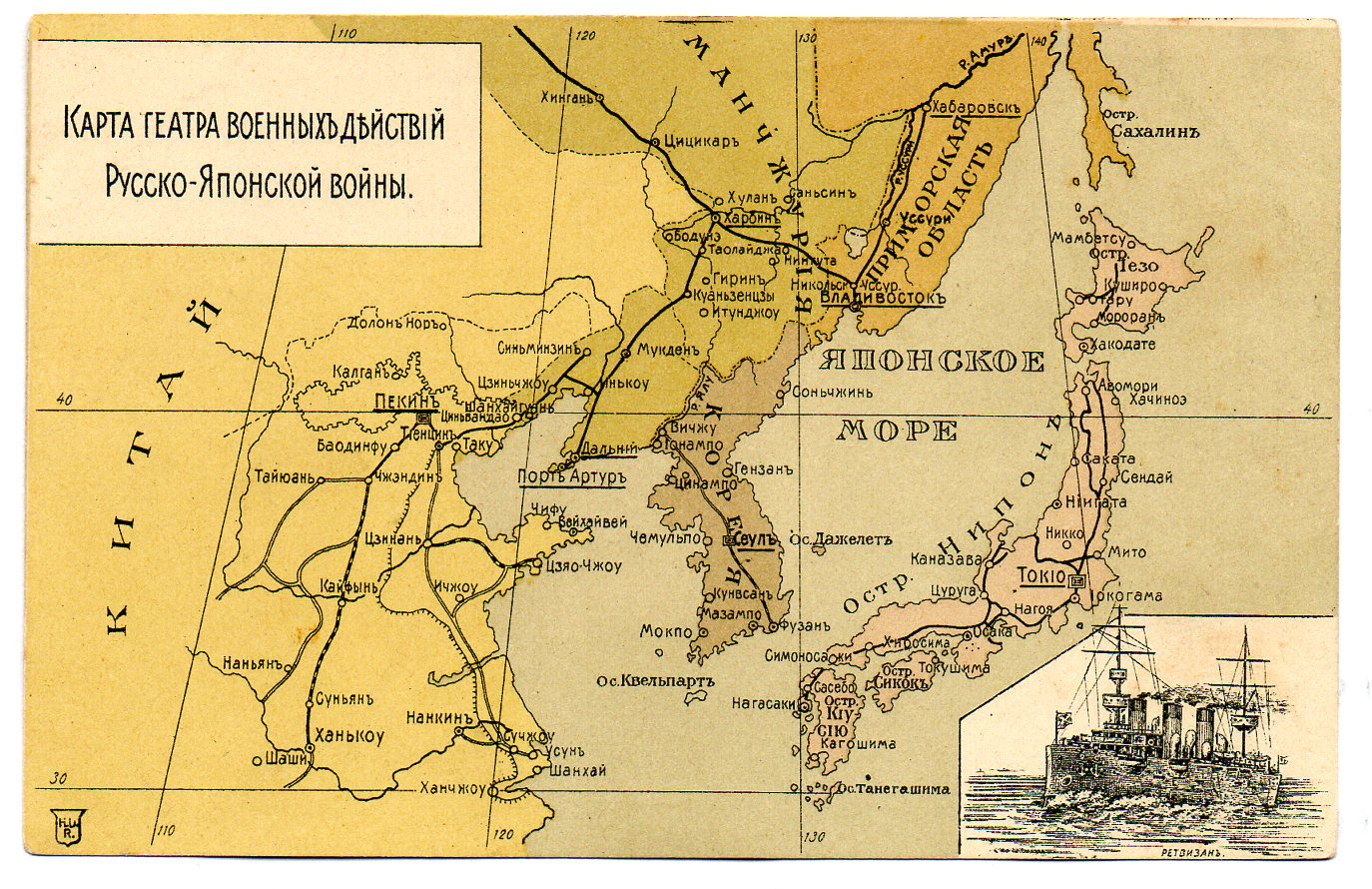
Карта театра военных действий русско-японской войны

Весь февраль и март 1904 года русская Маньчжурская армия вела себя совершенно пассивно (лишь кавалерийский отряд Мищенко в феврале и марте совершал рейды в Северную Корею). В главных силах армии по прибытии IV Сибирского корпуса считалось 6 пехотных и 1 кавалерийская дивизия — 80 000 бойцов и 210 орудий, расположенных вдоль железной дороги от Ляояна до Мукдена. Восточный отряд генерала М. И. Засулича — 2 пехотные и 1,5 кавалерийские дивизии (25 000 бойцов и 78 орудий) — составлял стратегический авангард на реке Ялу, в дикой, горной и лесистой местности на расстоянии свыше 200 километров от главных сил.

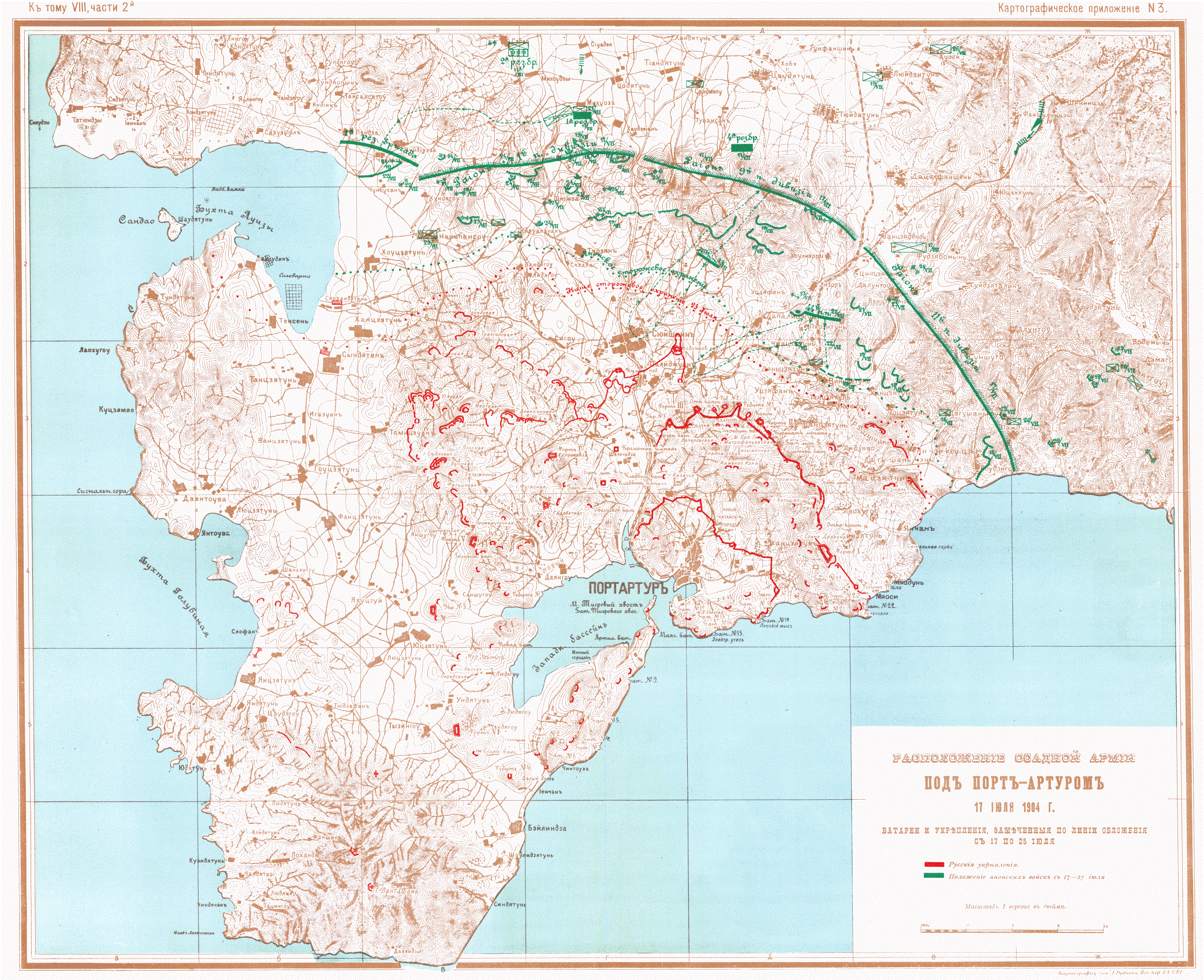
План обороны Порт-Артура

18 апреля (1 мая) 1904 года 1-я японская армия численностью около 45 тысяч человек форсировала реку Ялу и в бою на реке Ялу нанесла поражение восточному отряду русской Маньчжурской армии под командованием М. И. Засулича численностью около 18 тысяч человек. Началось вторжение японских войск в Маньчжурию.
22 апреля (5 мая) 2-я японская армия под командованием генерала Ясукаты Оку, численностью около 38,5 тыс. человек, начала высадку на Ляодунском полуострове, примерно в 100 километрах от Порт-Артура. Высадка осуществлялась 80-ю японскими транспортами и продолжалась до 30 апреля (13 мая). Русские части, насчитывавшие около 17 тыс. человек, под командованием генерала Стесселя, также как и русская эскадра в Порт-Артуре под командованием Витгефта, активных действий для противодействия высадке японцев не предприняли.
27 апреля (10 мая) наступающими японскими частями было прервано железнодорожное сообщение между Порт-Артуром и Маньчжурией.

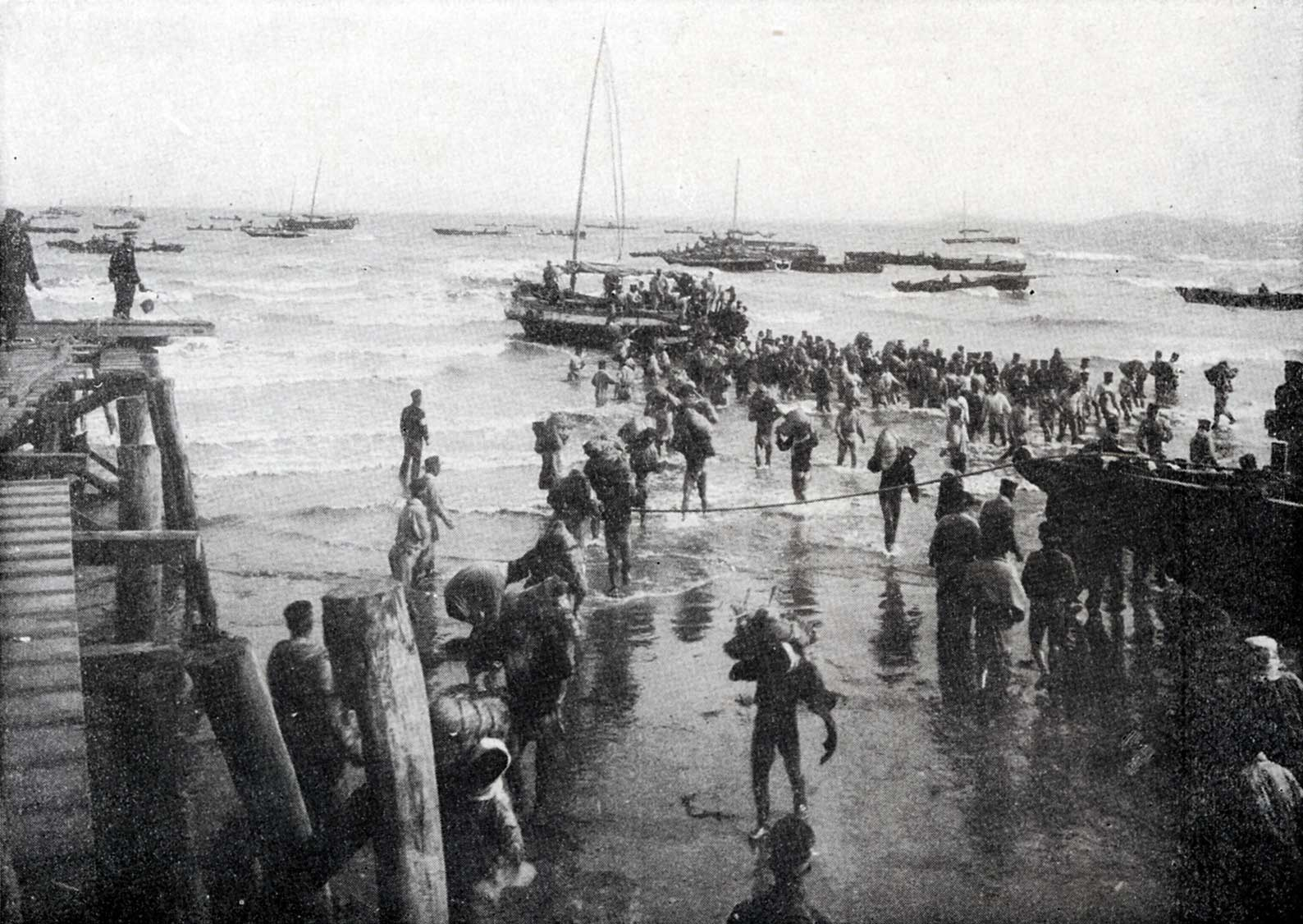
Высадка 2-й японской армии на Ляодунском полуострове. Фото из японских архивов.

Если 2-я японская армия высадилась без потерь, то флот Японии, обеспечивавший десантную операцию, понёс весьма значительные потери.
2 (15) мая 2 японских броненосца, 12 320-тонный «Ясима» и 15 300-тонный «Хацусэ», были потоплены после попадания на минное заграждение, выставленное русским минным транспортом «Амур». Всего за период с 12 по 17 мая японский флот потерял 7 кораблей (2 броненосца, лёгкий крейсер, канонерскую лодку, авизо, истребитель и миноносец), а ещё 2 корабля (включая броненосный крейсер «Касуга») ушли на ремонт в Сасэбо.

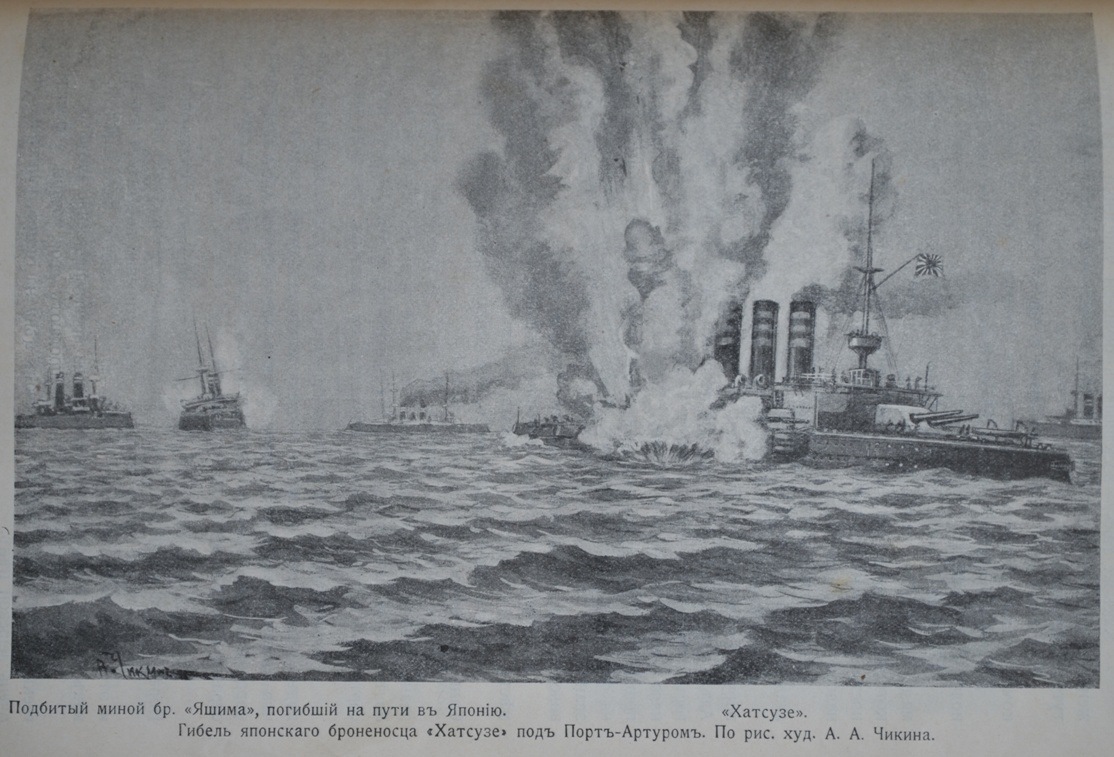
Гибель японского броненосца «Хацусэ» на русских минах

2-я японская армия, завершив высадку, начала движение на юг, к Порт-Артуру, с целью установления тесной блокады крепости. Принять бой русское командование решило на хорошо укреплённой позиции около города Цзиньчжоу, на перешейке, соединявшем Квантунский полуостров с Ляодунским.
13 (26) мая состоялся бой у Цзиньчжоу, в котором один русский полк (3,8 тыс. человек при 77 орудиях и 10 пулемётах) в течение двенадцати часов отражал атаки трёх японских дивизий (35 тыс. человек при 216 орудиях и 48 пулемётах). Оборона была прорвана только к вечеру, после того как подошедшие японские канонерки подавили левый фланг русских. Потери японцев составили 4,3 тысячи человек, русских — около 1,5 тысяч человек убитыми и ранеными.
В результате успеха во время боя у Цзиньчжоу японцами была преодолена главная естественная преграда на пути к порт-артурской крепости. 29 мая японскими войсками был без боя занят порт Дальний, причём его верфи, доки и железнодорожная станция достались японцам практически неповреждёнными, что значительно облегчило им снабжение осаждавших Порт-Артур войск.
После занятия Дальнего японские силы разделились: началось формирование 3-й японской армии под командованием генерала Марэсукэ Ноги, которой была поставлена задача взятия Порт-Артура, в то время как 2-я японская армия начала выдвижение на север.
10 (23) июня русская эскадра в Порт-Артуре предприняла попытку прорыва во Владивосток, однако через три часа после выхода в море, заметив на горизонте японский флот, контр-адмирал В. К. Витгефт приказал повернуть обратно, так как посчитал обстановку невыгодной для боя.
1—2 (14—15) июня в бою у Вафангоу 2-я японская армия (38 тыс. человек при 216 орудиях) нанесла поражение русскому 1-му Восточно-Сибирскому корпусу генерала Г. К. Штакельберга (30 тыс. человек при 98 орудиях), направленному командующим русской Маньчжурской армией Куропаткиным для снятия блокады Порт-Артура.
Отступающие к Порт-Артуру русские части после поражения у Цзиньчжоу заняли позицию «на перевалах», примерно на полпути между Порт-Артуром и Дальним, которую японцы довольно долго не атаковали в ожидании полного укомплектования своей 3-й армии.
13 (26) июля 3-я японская армия (60 тыс. человек при 180 орудиях) прорвала русскую оборону «на перевалах» (16 тыс. человек при 70 орудиях), 30 июля заняла Волчьи горы — позиции на дальних подступах к самой крепости, и уже 9 августа вышла на исходные позиции по всему периметру крепости. Началась оборона Порт-Артура.

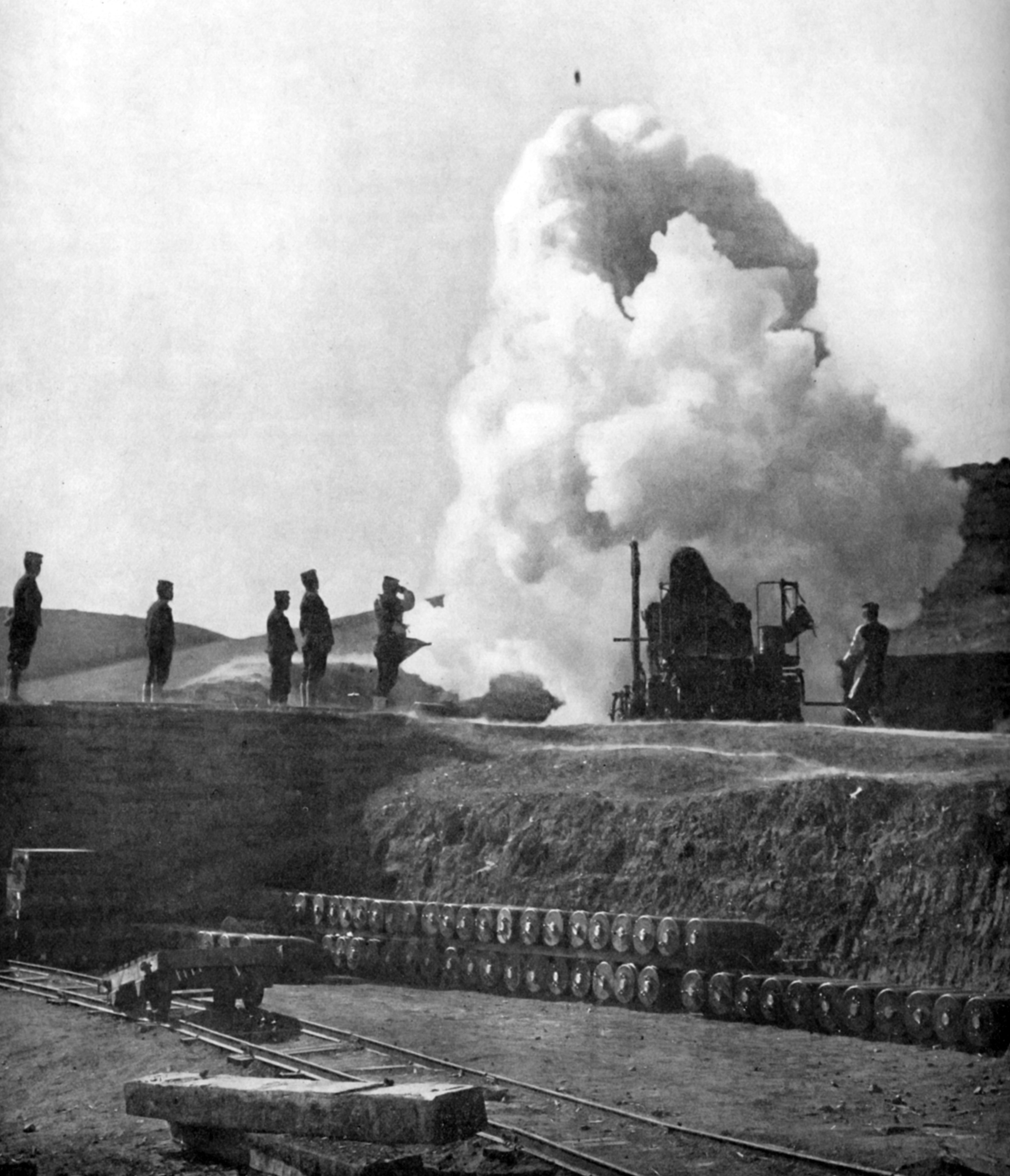
Осадная японская 11-дюймовая мортира стреляет по Порт-Артуру

В связи с началом обстрела гавани Порт-Артура японской дальнобойной артиллерией, командование флота решило предпринять попытку прорыва во Владивосток.
28 июля (10 августа) состоялся бой в Жёлтом море, в ходе которого японскому флоту, из-за гибели Витгефта и потери русской эскадрой управления, удалось вынудить русскую эскадру вернуться в Порт-Артур.
30 июля (12 августа), не зная, что попытка прорыва во Владивосток уже провалилась, 3 крейсера Владивостокского отряда вышли в Корейский пролив, имея целью встретить там прорывающуюся во Владивосток порт-артурскую эскадру. Утром 14 августа они были обнаружены эскадрой Камимуры в составе 6 крейсеров и, не имея возможности уклониться, приняли бой, в результате которого был потоплен «Рюрик».
Оборона крепости продолжалась до 2 января 1905 года и стала одной из ярких страниц русской военной истории.
В отрезанном от русских частей крепостном районе не было единого бесспорного начальства, существовало одновременно три власти: командующий войсками генерал Стессель, комендант крепости генерал Смирнов и командующий флотом адмирал Витгефт (ввиду отсутствия адмирала Скрыдлова). Это обстоятельство, в совокупности с затруднённым сообщением с внешним миром, могло иметь опасные последствия, если бы среди командного состава не нашлось генерала Р. И. Кондратенко, который «с редким умением и тактом сумел согласовать, в интересах общего дела, противоречивые взгляды отдельных начальников». Кондратенко стал героем порт-артурской эпопеи и погиб в конце осады крепости. Его усилиями была организована оборона крепости: были достроены и приведены в боевую готовность фортификационные сооружения. Гарнизон крепости насчитывал около 53 тысяч человек, на вооружении которых было 646 орудий и 62 пулемёта. Осада Порт-Артура продолжалась около 5 месяцев и стоила японской армии около 91 тыс. человек убитыми и ранеными. Потери русских составили около 28 тысяч человек убитыми и ранеными; осадной артиллерией японцев были потоплены остатки 1-й Тихоокеанской эскадры: броненосцы «Ретвизан», «Полтава», «Пересвет», «Победа», броненосный крейсер «Баян», бронепалубный крейсер «Паллада». Единственный оставшийся в строю броненосец «Севастополь» был выведен в бухту Белого Волка в сопровождении 5 миноносцев («Сердитый», «Статный», «Скорый», «Смелый», «Властный»), портового буксира «Силач» и канонерской лодки «Отважный». В результате атаки, предпринятой японцами под покровом ночи, «Севастополь» был серьёзно повреждён, а так как в условиях разбомблённого порта и возможности простреливания внутреннего рейда японскими войсками ремонт корабля был невозможен, было принято решение о потоплении корабля экипажем после предварительного демонтажа орудий и вывоза боезапасов.

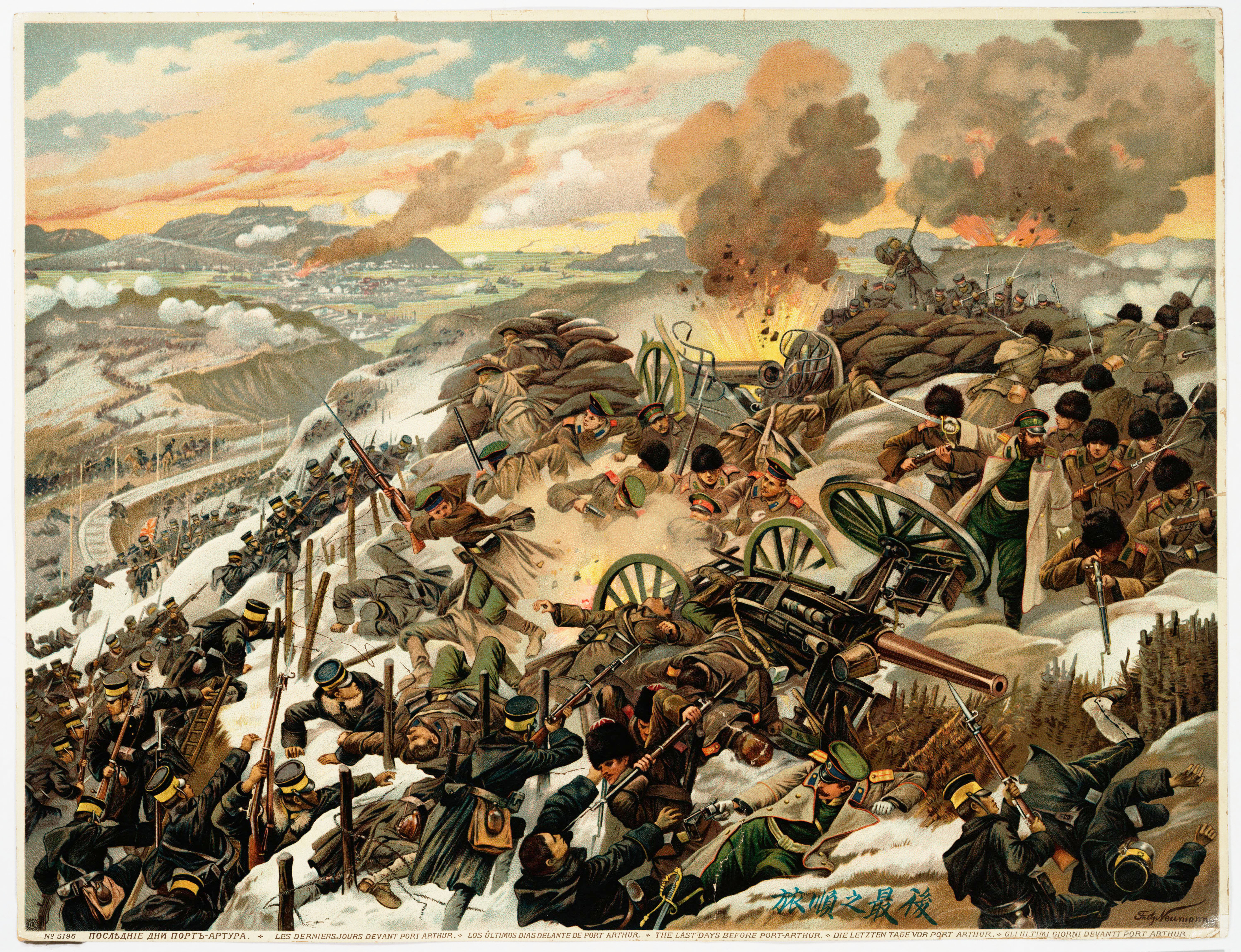
Последние дни Порт-Артура. Рисунок Фрица Неймана

14 ноября 1904 года японцы начали массированный штурм русских укреплений на горе Высокой (203 м.), господствовавшей над городом. Стороны понимали, что владение высотой означает владение крепостью, сражение имело решающий характер и было чрезвычайно упорным. После непрерывных атак, длившихся 10 дней, в русских ротах на горе оставалось в строю по 10-20 человек, в бой вводили даже подразделения, наспех укомплектованные денщиками, поварами, медперсоналом и ранеными, способными вести огонь. 24 ноября, несмотря на отчаянные усилия защитников удержать позиции, японцам удалось окончательно захватить высоту. «С падением Высокой всем стало совершенно ясно, что близок конец и самого Артура…» — писал в своём дневнике офицер-участник обороны. Крепость находилась на тот момент в безнадёжном положении: без связи с внешним миром, без шансов на помощь, без боезапасов, медикаментов, еды, с выбитым офицерским составом, с цингой, тифом и дизентерией среди голодных, обносившихся и грязных солдат, с 8 000 раненых. 15 декабря при артобстреле погиб генерал Р. И. Кондратенко. 19 декабря 1904 года, хорошо закрепившись и подготовившись, японцы начали следующий штурм. Совершенно истощённый гарнизон в один день потерял укрепления сразу в шести районах, которые до этого успешно оборонялись от превосходивших сил долгих четыре месяца. В тот же день, признав очевидное поражение, командующий Квантунским укрепрайоном генерал Стессель приказал подорвать оставшиеся на плаву суда и запросил у противника условия капитуляции. «При таких обстоятельствах… продолжать оборону значило подвергать ежедневно бесполезному убийству войска наши, сохранение коих есть долг всякого начальника», — объявил он в Приказе по войскам. 20 декабря 1904 года (2 января 1905 года по новому стилю), на 329-й день после начала войны, крепость была сдана японцам. 9 000 человек, оставшихся в строю от 40 000 гарнизона, попали в плен. К ним присоединилось ~14 000 раненых и больных, не пожелавших оставаться в лазаретах.
Во время осады Порт-Артура имели место случаи братаний японских и русских солдат.

#### Ляоян и Шахэ
В течение лета 1904 года японцы медленно двигались на Ляоян: с востока — 1-я армия под командованием Тамэмото Куроки, 45 тыс., и с юга — 2-я армия под командованием Ясукаты Оку, 45 тыс. и 4-я армия под командованием Митицуры Нодзу, 30 тыс. человек. Русская армия медленно отступала, в то же время постоянно пополняясь прибывающими по Транссибу пополнениями.

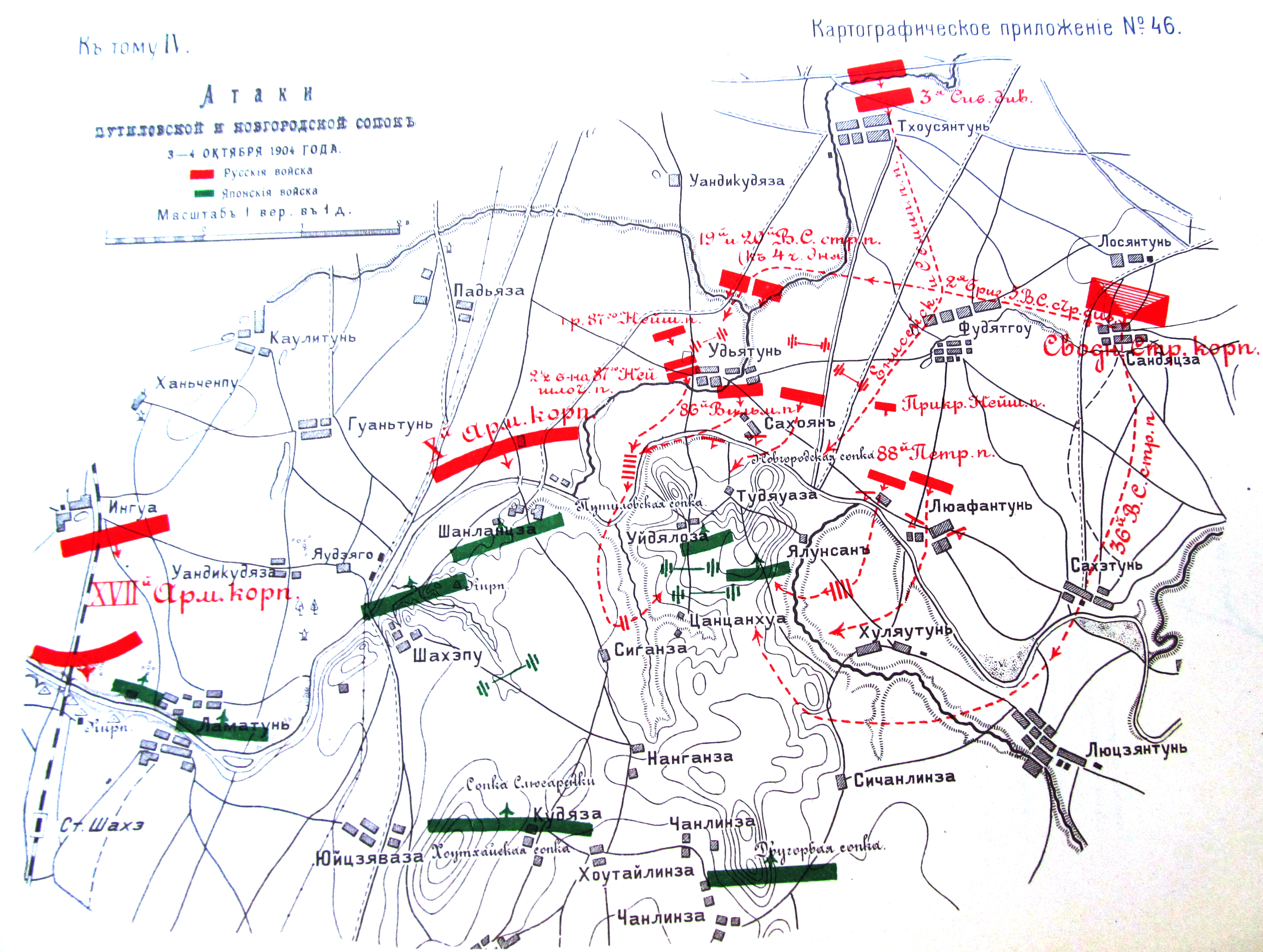
Атаки Путиловской и Новгородской сопок 3—4 октября 1904 г.

11 (24) августа началось одно из генеральных сражений русско-японской войны — сражение при Ляояне. Три японские армии полукругом атаковали позиции русской армии: с юга наступала армия Оку и Нодзу, на востоке — Куроки. В продолжавшихся до 22 августа боях японские войска под командованием маршала Ивао Оямы (130 тыс. при 400 орудиях) потеряли около 23 тыс. человек, русские войска под командованием Куропаткина (170 тыс. с 644 орудиями) — 16 тысяч (по другим данным 19 тыс. убитых и раненых). Русские три дня успешно отбивали все атаки японцев к югу от Ляояна, после этого А. Н. Куропаткин решил, сконцентрировав свои силы, перейти в наступление против армии Куроки. Операция не принесла желаемых результатов, и русский командующий, переоценивший силы японцев, решив, что они могут перерезать железную дорогу с севера от Ляояна, отдал приказ об отходе к Мукдену. Русские отступили в полном порядке, не оставив ни единого орудия. Общий исход сражения при Ляояне был неопределённым. Тем не менее русский историк профессор С. С. Ольденбург пишет, что этот бой стал тяжёлым моральным ударом, так как все ждали в Ляояне решительного отпора японцам, а по сути, пишет историк, это был ещё один арьергардный бой, чрезвычайно кровопролитный к тому же.
22 сентября (5 октября) состоялось сражение на реке Шахэ. Сражение началось атакой русских войск (270 тыс. человек); 10 октября японские войска (170 тыс. человек) перешли в контратаку. Исход сражения был неопределённым, когда 17 октября Куропаткин отдал приказ о прекращении атак. Потери русских войск составили до 40 тыс. убитыми и ранеными, японских — 30 тыс.
После операции на реке Шахэ на фронте установилось позиционное затишье, продолжавшееся до конца 1904 года.

#### Крейсерские операции

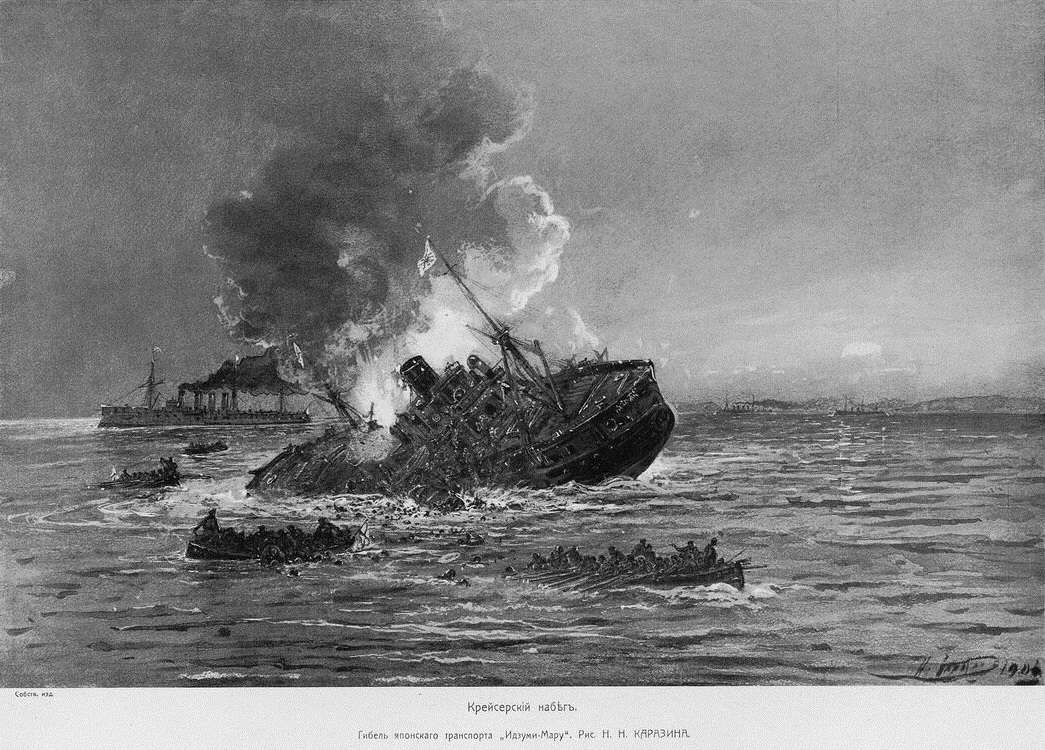
Русский крейсер «Громобой» уничтожает японский транспорт «Идзуми-мару»

Островное положение Японии и зависимость её промышленности от иностранного сырья открывали для российского флота широкие перспективы крейсерских операций. 8 марта 1904 года специальное совещание признало необходимым начать крейсерские операции, и 9 марта российское правительство объявило список предметов, которые считались военной контрабандой.
В Японском море активно действовали на японских коммуникациях корабли Владивостокского отряда крейсеров в составе 4-х кораблей. На морских коммуникациях противника отряд потопил 10 транспортов и 12 шхун, захватил 4 транспорта и 1 шхуну. Наиболее крупным успехом эскадры стало уничтожение японского транспортного конвоя из трёх транспортов 15 июня 1904 года, в результате чего были серьёзно нарушены японские перевозки в Маньчжурию.
В начале июля 1904 года пароходы Добровольного флота «Петербург» и «Смоленск» вышли из Севастополя и 7 июля вошли в Красное море. Там они подняли военный флаг, установили орудия и приступили к операциям против торговых судов, шедших в Японию через Суэцкий канал. «Петербург» осмотрел восемь пароходов, из которых задержал один («Малакка»). «Смоленск» осмотрел семь пароходов и задержал три из них («Ардова», «Скандия», «Формоза»).

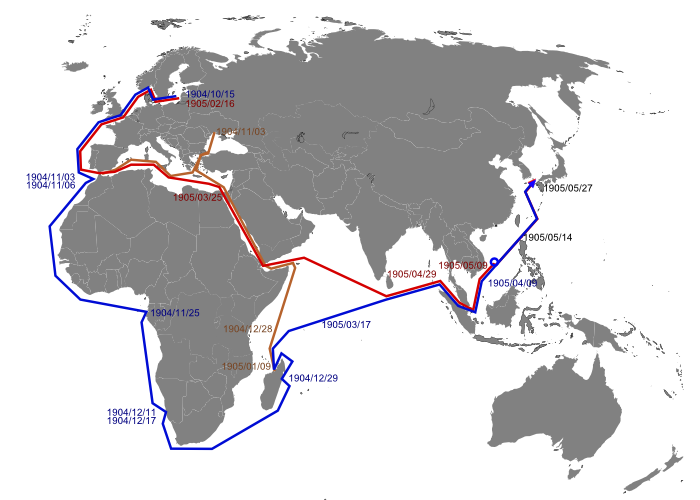
Маршрут 2-й ТОЭ от Балтики к Цусиме.

Задержание 14 июля британского парохода «Малакка», который был признан военным призом и отправлен в Либаву, привело к тому, что правительство Великобритании пригрозило разрывом дипломатических сношений и войной, если «Малакка» не будет освобождена. В результате было решено отпустить захваченный пароход.
У мыса Гвардафуй крейсеры «Петербург» и «Смоленск» разделились: «Петербург» остался в этом районе, а «Смоленск» пошёл к южной оконечности Африки, где держался на путях пароходов, идущих на восток от мыса Доброй Надежды. Оба крейсера в начале октября прибыли в Либаву.
28 июля 1904 года из Либавы вышли в Атлантический океан переоборудованные в крейсеры пароходы «Дон» и «Урал». «Дон» направился к Канарским островам, а «Урал» стал крейсировать у Гибралтарского пролива. «Урал» 26 августа вернулся в Либаву. За всё время крейсерства он осмотрел 12 пароходов, но ни на одном контрабанды не обнаружил. Крейсер «Дон» вернулся 5 сентября. Из-за неисправности в котлах он не мог развивать полного хода, поэтому никаких пароходов не осматривал.
25 августа из Либавы вышел крейсер «Терек», который с 5 по 18 сентября осмотрел в районе мыс Святого Винцента — мыс Спартель 15 пароходов, но контрабанды на них не обнаружил и 26 сентября вернулся в Либаву.
После этого крейсерские операции были прекращены, не оказав никакого значительного влияния на подвоз военных и других грузов в Японию.

### Кампания 1905 года
Сдача Порт-Артура самым кардинальным образом изменила военную обстановку в Маньчжурии. Теперь у японцев не было необходимости воевать на два фронта. Самая многочисленная из японских армий — 3-я генерал-полковника Ноги, чьи солдаты и офицеры были воодушевлены только что одержанной победой, спешно перебрасывалась из Квантуна по железной дороге в распоряжение маршала Ивао Оямы. Весь поток резервов, боеприпасов, провианта и военного имущества с Японских островов шёл только в Маньчжурию.

#### Набег на Инкоу

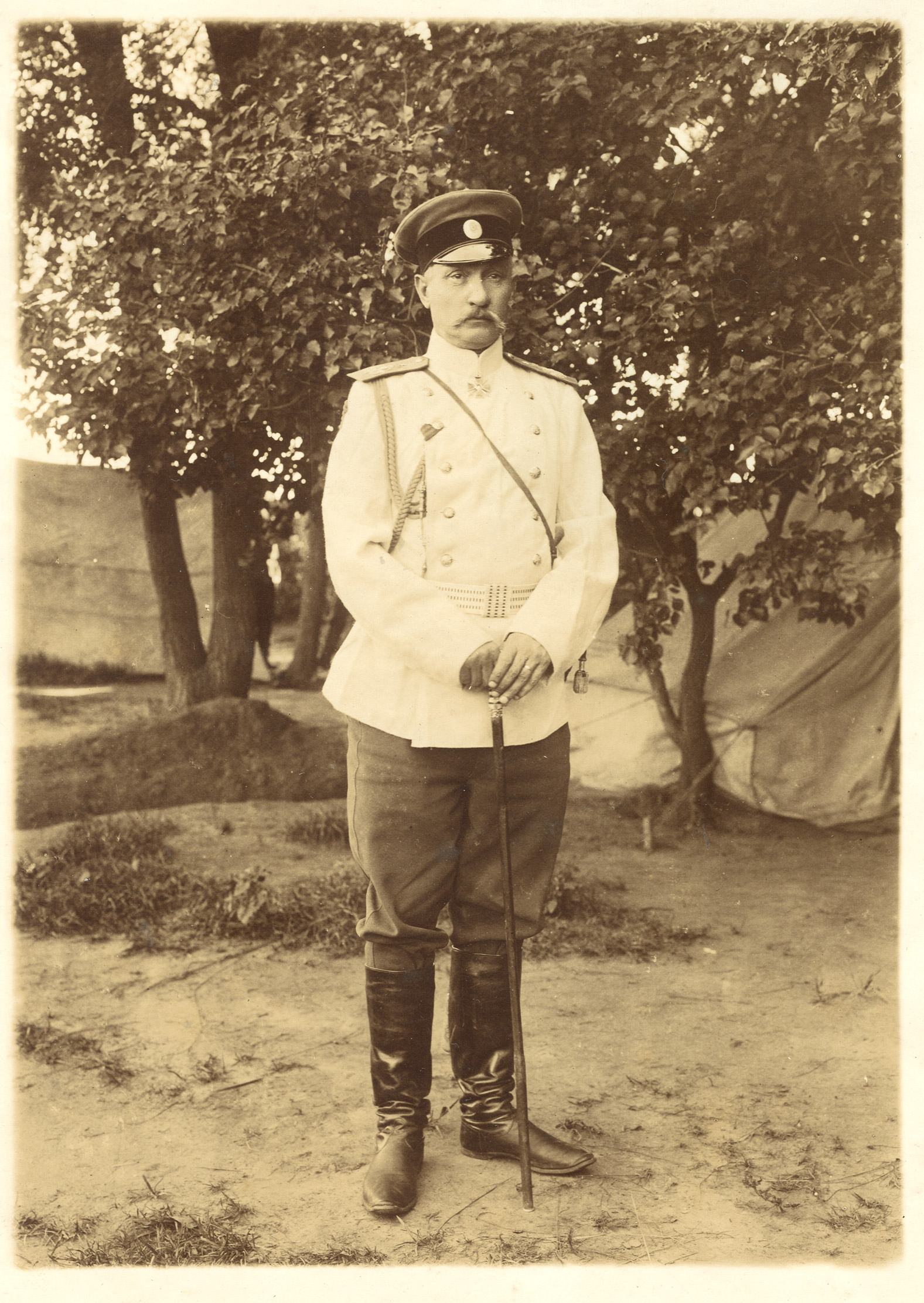
Павел Иванович Мищенко

Чтобы не допустить усиления японской армии на северном фронте, русское командование разработало план войсковой операции с целью сорвать наступление противника. Для этого в японский тыл был направлен сборный кавалерийский отряд генерала Мищенко в надежде перерезать железнодорожное сообщение японцев на участке Ляохэ — Порт-Артур и помешать переброске их войск. Эта операция вошла в историю под названием «Набег на Инкоу».
Отряд генерал-адъютанта П. И. Мищенко был сформирован из состава кавалерии всех трёх армий и насчитывал 69 сотен и эскадронов с 22 орудиями и 4 вьючными пулемётами. В состав отряда вошли Урало-Забайкальская казачья дивизия, Кавказская конная бригада (перед этим одна сотня её Терско-Кубанского казачьего полка была расформирована из-за беспорядков), 4-я Донская казачья дивизия, Приморский драгунский полк, несколько конно-охотничьих команд сибирских стрелков, сборная сотня дивизиона разведчиков главнокомандующего, четыре полусотни конной пограничной стражи, конно-сапёрная команда. Артиллерия отряда состояла из двух забайкальских казачьих батарей, одной конной батареи и поршневой пешей полубатареи. Всего отряд насчитывал 7 с небольшим тысяч человек. Главной целью рейда было разрушение железной дороги, в том числе и железнодорожных мостов, на участке Ляоян — Ташичао — Дальний и тем самым затруднить переброску осадной 3-й японской армии из-под Порт-Артура. Но в день выступления была получена телеграмма: «Синминтинскую железную дорогу считать нейтральной и её не трогать…» (из воспоминаний Деникина А. И.). Вступая по пути в частые перестрелки и непродолжительные стычки с японцами и хунхузами, 30 декабря 1904 года отряд генерала П. И. Мищенко беспрепятственно подошёл к городу-порту Инкоу. По сведениям лазутчиков, там «было сосредоточено запасов на 2, а то и на 20 млн рублей». Для атаки, назначенной на вечер, выделялось 15 эскадронов и сотен, остальные находились в резерве. «Штурмовой колонне было послано приказание взорвать всё что можно и уходить». Перед атакой русская конная артиллерия обстреляла Инкоу и подожгла многочисленные армейские склады, которые горели несколько суток. Однако пламя пожара осветило местность, и японцы повели по атакующей русской коннице прицельный огонь и отбили атаку. На помощь были выдвинуты эскадроны нежинских драгун. Однако слабый, сборный отряд конницы, части которого не учились и не практиковались в наступлении спешенным боевым порядком, бросился в лоб на укрепившуюся и приготовившуюся к встрече пехоту и был отбит с большим уроном. Мищенко хотел повторить атаку в конном строю большими силами, но ему сообщили с линии дозоров, что на выручку гарнизона Инкоу спешит из близкого Ташичао большой японский отряд. Русской коннице пришлось отступить от горящего во многих местах города Инкоу и начать отход в расположение
Маньчжурской армии. Маршал Ояма, обеспокоенный такой глубокой диверсией противника, начав маневрировать тыловыми войсками, пытался перехватить конный отряд генерала П. И. Мищенко. Во время отступления в деревне Синюпученза дивизия была окружена японскими войсками. В последнем сражении отличились 24-й и 26-й донские полки, заставившие противника отступить. 16 января конница вместе с остальными частями отряда вернулись в расположение русских войск.
Результаты набега русской конницы оказались скромными. За 8 дней отряд проделал путь в 270 километров. Во время рейда было разгромлено несколько японских воинских команд, уничтожено до 600 обозных арб с воинскими припасами, подожжены склады в портовом городе Инкоу, в ряде мест нарушена телефонная и телеграфная связь противника, пущено под откос два поезда, взято 19 пленных. За время набеговой операции отряд в боях потерял убитыми и ранеными 408 человек и 158 лошадей.
Главную цель рейда конный отряд не выполнил: разрушенное во многих местах железнодорожное полотно японские ремонтные бригады восстановили всего за 6 часов. Армия генерал-полковника Ноги, которая после овладения Порт-Артуром находилась в приподнятом боевом настроении, была беспрепятственно перевезена по железной дороге из Квантуна на поля Маньчжурии.
В поэтической форме об этом набеге повествуется в народной казачьей песне «За рекой Ляохэ».

#### Сражение при Сандепу

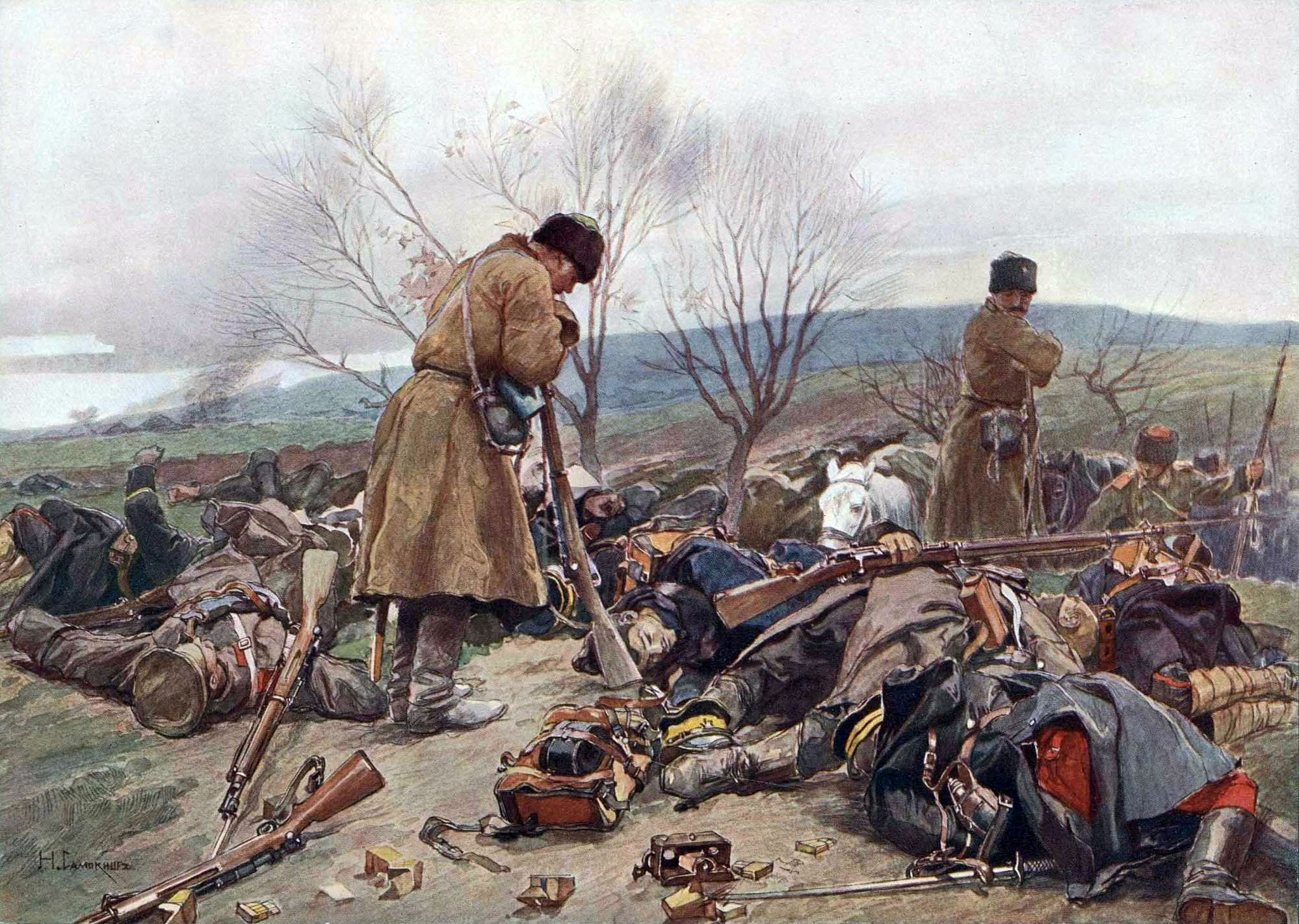
Н. Самокиш. «На сопке после штурма»

В январе 1905 года в России началась революция, что осложнило дальнейшее ведение войны.
12 (25) января началось сражение при Сандепу, в котором русские войска попытались перейти в наступление. После занятия 2 деревень сражение было остановлено 29 января приказом Куропаткина. Потери русских войск составили 12 тыс., японских — 9 тыс. человек убитыми и ранеными.

#### Мукден

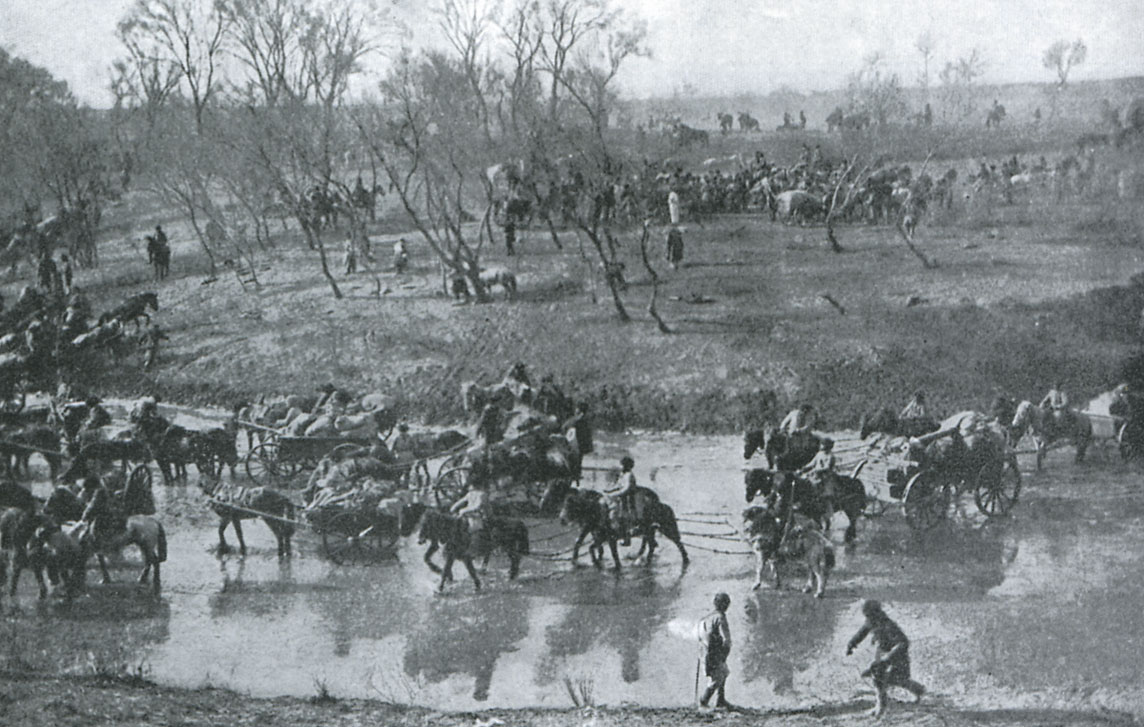
Отступление русских войск после Мукденского сражения.

В феврале 1905 года японцы заставили отступить русскую армию в генеральном сражении при Мукдене, разыгравшемся на более чем 100-километровом фронте и продолжавшемся три недели. До начала Первой мировой войны оно было крупнейшим сухопутным сражением в истории.
Оно произошло на несколько миль севернее Шахэ, то есть того поля сражения, где противники встречались в октябре.
Первое столкновение произошло в пятидесяти милях от Мукдена, на левом фланге 1-й Маньчжурской армии. Ночью 18 февраля началось японское наступление против внешней линии защиты левого фланга. Два дня спустя вся 5-я армия начала движение вперёд, но не особенно энергично и не делая особых успехов.
28 февраля, пока 3-я армия генерала Ноги на западе сражалась с российской армией и продвигалась вперёд, основные японские усилия были вложены в артиллерийский обстрел, начатый японцами по центру русских войск. Особенно жестокой бомбардировке подвергались два пункта: Путиловская сопка и сопка Одинокого Дерева, которая активно фигурировала ещё в сражении при Шахэ.
Высшее российское командование было в полной растерянности. К 1 марта движение на флангах к западу оторвало японцев на сорок миль от их исходных позиций. Генерал Куропаткин понял, что его обошли с флангов, и послал в этот район войска для подкрепления. 4-я японская армия атаковала русскую в этом секторе, к востоку от железной дороги, но атаки были совершенно безуспешны. Так же безуспешны были и попытки 5-й армии продвинуться на восточном фланге русских.
К 7 марта Россия потеряла надежду возобновить наступление и сражалась за Мукден.
3-я японская армия продвинулась на север от Мукдена, чтобы отрезать генерала Куропаткина от железной дороги, соединяющей маньчжурские армии с Европейской Россией. Если перерезать эту линию, то война для России будет проиграна.
9 марта, в четверг, началась решающая фаза сражения. Разыгралась сильная буря. Юго-западный штормовой ветер дул на поле сражения весь день, иногда поднимая облака пыли, так что видимость составляла не более 90 метров. 4-й, 1-й и 5-й армиям было приказано давить Российские 1-ю и 3-ю Маньчжурские армии, отходившие к Мукдену, чтобы помочь генералу Куропаткину резервами, необходимыми ему для броска против 3-й японской армии на западе. К концу дня русские позиции были почти безнадёжными, потому что атаки на западе провалились. Атаки были слабыми и запоздавшими, а японцы смело шли в рукопашную. На востоке войска 1-й армии генерала Куроки подошли близко к железной дороге, что означало для русских войск опасность окружения в Мукдене, откуда они не смогут уйти или получить подкрепление. 9 марта в 18:45 генерал Куропаткин приказал русским армиям произвести общее отступление вдоль железной дороги на Телин — следующий большой город на севере.
10 марта русские войска оставили Мукден. Отступление продолжалось 11 и 12 марта. Русская армия дошла до Телина с большими людскими и имущественными потерями. Японцы продолжали давить по всему фронту, и 12 марта генерал Куропаткин приказал продолжить отступление к городу Сыпингай. Оно длилось десять дней. Теперь японцы прекратили преследование и занимали позиции в нескольких милях к северу и востоку от Телина.
В тяжёлых боях русская армия потеряла 90 тысяч человек (убитыми, ранеными и пленными) из 350 тысяч, участвовавших в сражении; японская армия потеряла 75 тысяч человек (убитыми, ранеными и пленными) из 300 тысяч. После этого война на суше начала затихать и приняла позиционный характер.
Вот так оценивает японский историк Окамото Сюмпэй итоги Мукденского сражения:

Битва была жестокой, она окончилась 10 марта победой Японии. Но это была крайне неуверенная победа, так как потери Японии достигли 72 008 человек. Российские войска отступили на север, «сохраняя порядок», и начали готовиться к наступлению, в то время как подкрепления к ним все прибывали. В императорском штабе становилось ясно, что военная мощь России была сильно недооценена и что в Северной Маньчжурии могут оказаться до миллиона русских солдат. Финансовые возможности России также далеко превосходили подсчёты Японии… После «просчитанного отступления» российские силы восполнили свою военную мощь на маньчжурской границе.

#### Цусима
14 (27) мая — 15 (28) мая 1905 года в Цусимском сражении японский (в составе 120 боевых и вспомогательных кораблей атакующего флота) флот почти полностью уничтожил русскую эскадру (в составе эскадры находилось 30 боевых кораблей, хотя к этому составу можно добавить невооруженные суда, конвой которых защищала русская эскадра), переброшенную на Дальний Восток с Балтики под командованием вице-адмирала З. П. Рожественского.

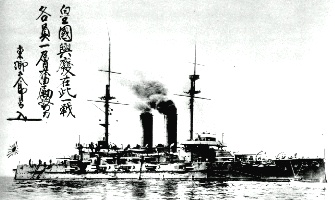
Японский броненосец «Микаса», флагман адмирала Того Хэйхатиро в Цусимском сражении.

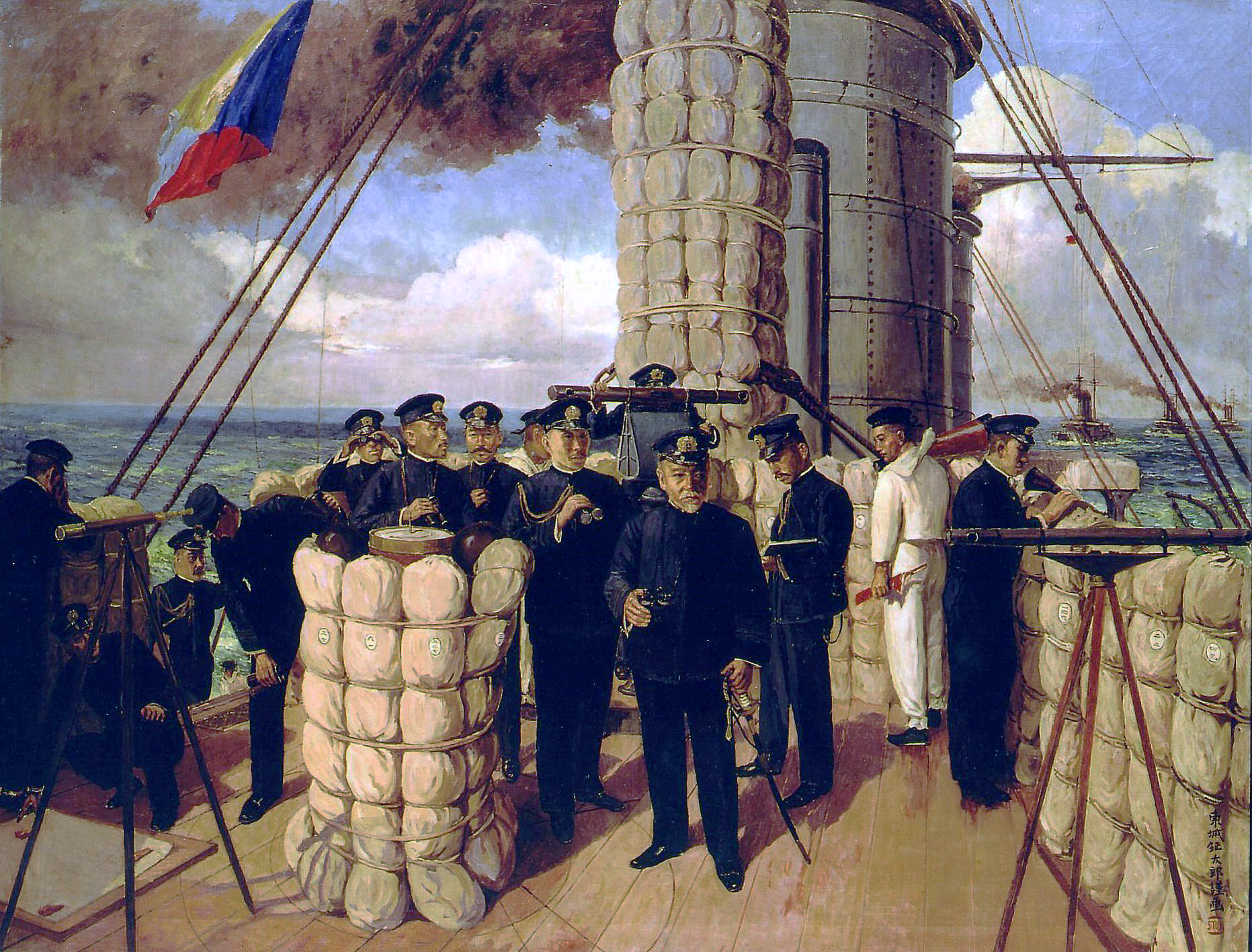
Японский адмирал Того на корабле «Микаса» во время Цусимского сражения.

Из 17 её кораблей 1 ранга 11 погибли, 2 были интернированы, а 4 попали в руки противника. Из крейсеров 2 ранга два погибли, один разоружился и только один (крейсер «Алмаз») достиг Владивостока, куда пришли также всего два эскадренных миноносца из девяти. Из 14 334 русских моряков — участников сражения — 5015 человек, в том числе 209 офицеров и 75 кондукторов, были убиты, утонули или скончались от ран, а 803 человека получили ранения. Многие раненые, включая командующего эскадрой (а всего 6106 офицеров и нижних чинов) попали в плен.

#### Вторжение на Сахалин
7 июля началась последняя крупная операция войны — японское вторжение на Сахалин. 15-й японской дивизии численностью 14 тыс. человек противостояло около 6 тыс. человек русских, состоявших главным образом из ссыльных и каторжан, вступивших в войска только для приобретения льгот по отбыванию каторги и ссылки и не отличавшихся особой боеспособностью. 29 июля, после сдачи основного русского отряда в плен (около 3,2 тыс. человек), сопротивление на острове было подавлено.

#### Окончание войны
Численность русских войск в Маньчжурии продолжала увеличиваться, прибывали пополнения. Ко времени заключения мира русские армии в Маньчжурии занимали позиции около деревни Сыпингай и насчитывали около 500 тысяч бойцов; располагались войска не в линию, как раньше, а эшелонированно в глубину; армия значительно усилилась технически — у русских появились гаубичные батареи, пулемёты, количество которых увеличилось с 36 до 374; связь с Россией поддерживалась уже не 3 парами поездов, как в начале войны, а 12 парами. Наконец, дух маньчжурских армий не был сломлен. Однако решительных действий на фронте русское командование не предпринимало, чему в большой мере способствовала начавшаяся в стране революция, а также тактика Куропаткина на максимальное истощение японской армии.
Со своей стороны японцы, понёсшие огромные потери, также не проявляли активности. Японская армия, стоявшая против русской, насчитывала около 300 тысяч бойцов. Былого подъёма в ней уже не наблюдалось. Япония экономически была истощена.

## Итоги войны

Переговоры в Портсмуте (1905) — слева направо: с русской стороны (дальняя часть стола) — Коростовец, Набоков, Витте, Розен, Плансон; с японской стороны (ближняя часть стола) — Адати Минэитиро, Отиай, Комура, Такахира, Сато. Большой переговорный стол в настоящее время находится в музее Мэйдзи-мура в Инуяме

### Политические итоги

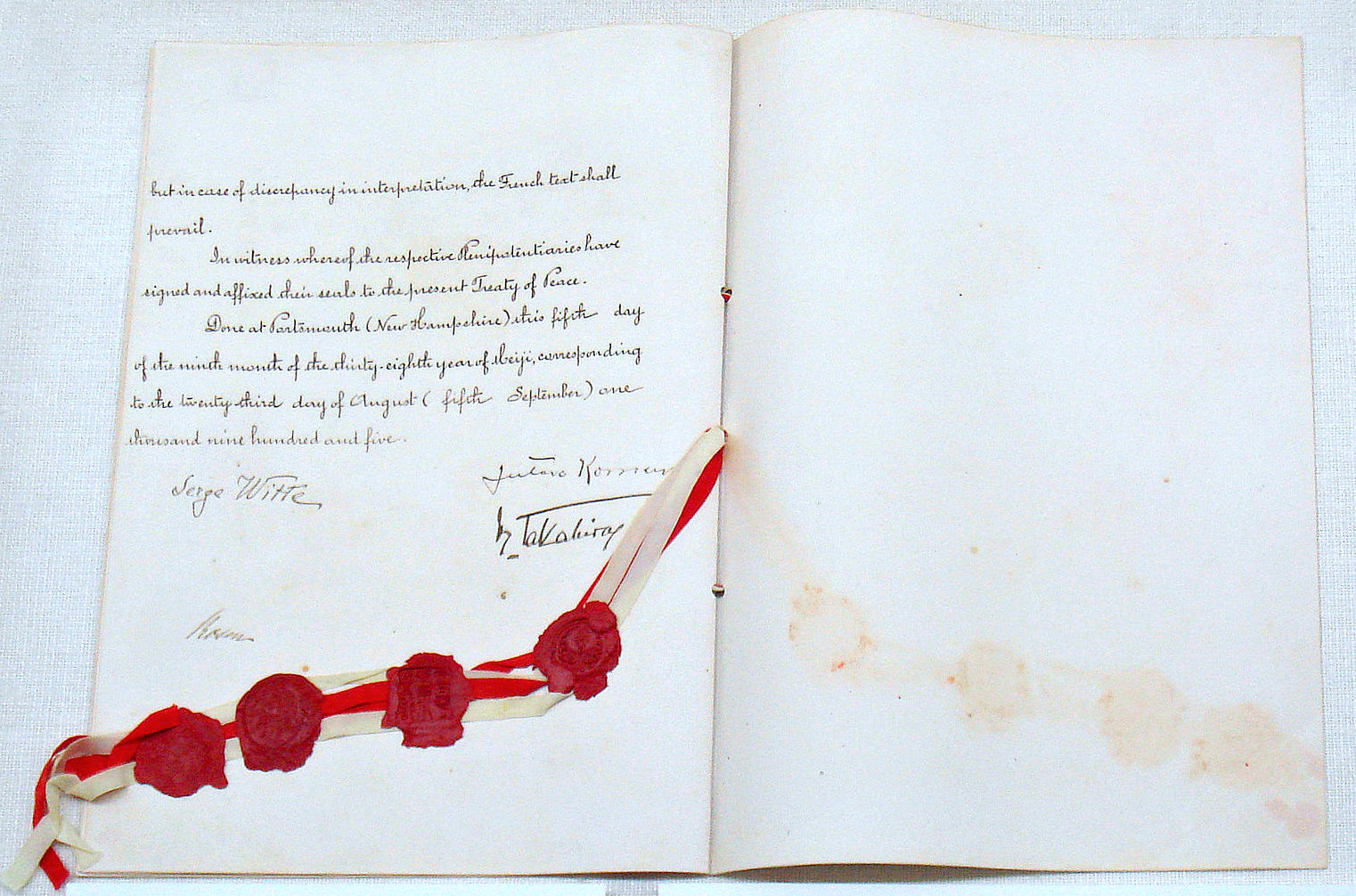
Портсмутский мирный договор, 5 сентября 1905 года.

В мае 1905 года состоялось совещание военного совета, где великий князь Николай Николаевич доложил, что, по его мнению, для окончательной победы необходимо: миллиард рублей расходов, около 200 тысяч потерь и год военных действий. При этом связанные с прошедшими военными действиями расходы уже оценивались в сумму 2,082 миллиарда рублей. После размышлений Николай II принял решение о вступлении в переговоры с посредничеством американского президента Рузвельта по заключению мира (которые уже дважды предлагала Япония) с позиции силы, так как Россия, в отличие от Японии, ещё долго могла вести войну. Первым уполномоченным царём был назначен С. Ю. Витте и уже на следующий день был принят императором и получил соответствующие инструкции: ни в коем случае не соглашаться ни на какие формы выплаты контрибуции, и не отдавать «ни пяди русской земли». При этом сам Витте был настроен пессимистически (особенно в свете требований японской стороны об отчуждении всего Сахалина, Приморского края, передачи всех интернированных кораблей): он был уверен, что «контрибуция» и территориальные потери «неизбежны».
9 августа 1905 года в Портсмуте (США) при посредничестве Теодора Рузвельта начались мирные переговоры. Мирный договор был подписан 23 августа (5 сентября) 1905 года.
Внезапное нападение Японии и положение русского флота в этой войне побудило Россию продолжить дипломатические усилия по принятию международных конвенций о мирном разрешении споров и условиях ведения войны на суше и на море на Второй Гаагской конференции, состоявшейся в 1907 году.

### Экономические итоги
Государственный бюджет империи в 1903 г. составлял 1,9 млрд рублей золотом, а расходы на ведение войны составили 2,6 млрд рублей, в то время как ущерб от войны — ещё 4 млрд рублей золотом. Финансирование военных расходов и мероприятий по ликвидации хозяйственного ущерба требовало золота, приводило к сокращению монетарного золотого запаса России и вызывало сомнения в возможности сохранения размена бумажных денег на золото. Эти сомнения подстёгивали агитаторы вроде Л. Д. Троцкого, который 2 декабря 1905 года выступил в ряде газет с «Финансовым манифестом» ЦК РСДРП и Петербургского совета рабочих депутатов: «Золотой запас Государственного банка ничтожен… Он разлетится в прах, если при всех сделках будут требовать размена на золотую монету». Троцкий предложил «требовать при всех сделках, при выдаче заработной платы и жалованья уплаты золотом». «Валютно-финансовая система империи оказалась на грани краха, поскольку без зарубежных займов ей пришлось бы превысить эмиссионное право Государственного банка и прекратить размен золота. На 23 декабря 1905 г. нехватка золота достигла 47 млн рублей. Муссировались слухи о возможном банкротстве России, оказавшейся в международной финансовой изоляции», — отмечают современные эксперты.

### Потери

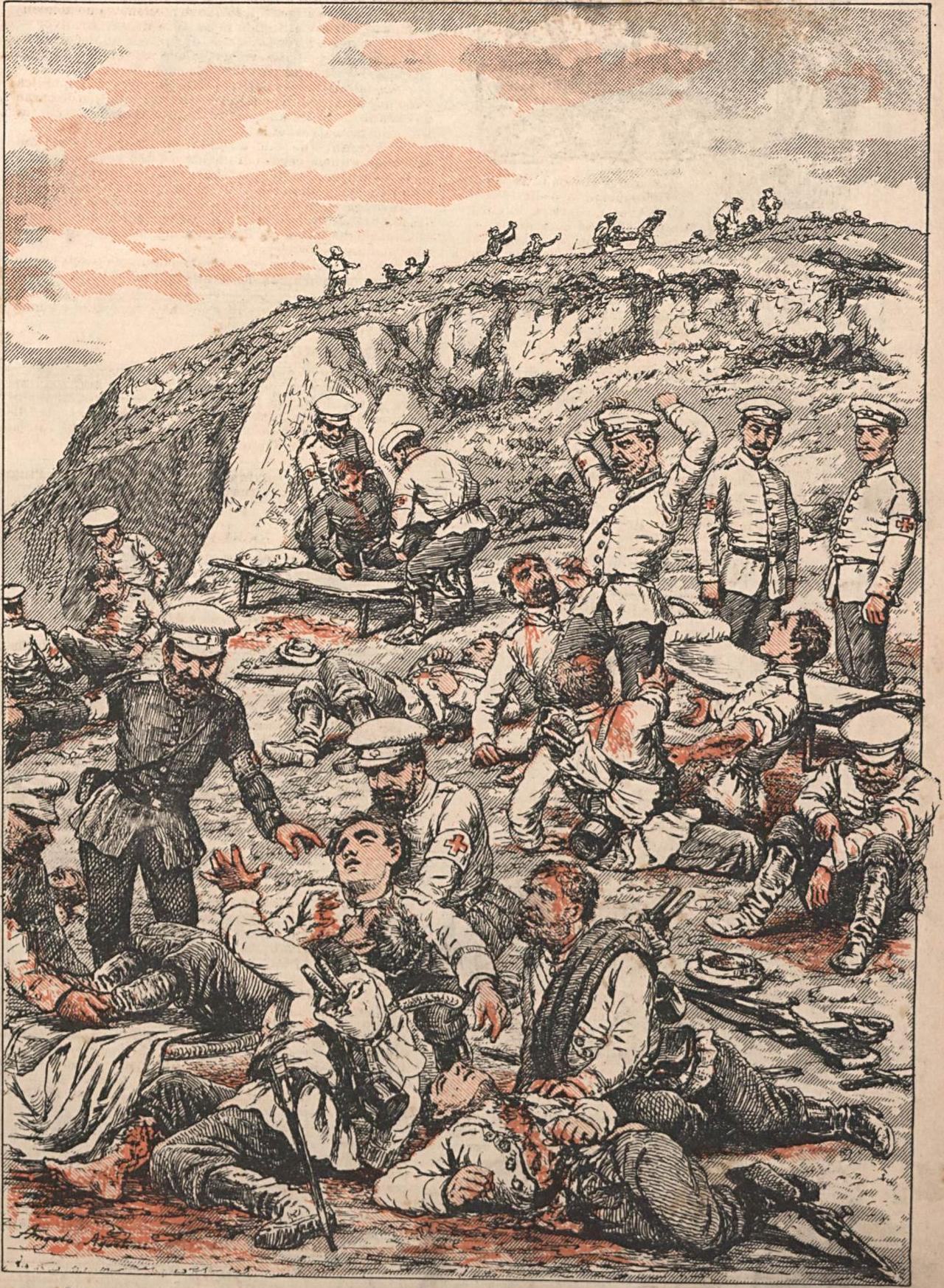
После сражения при Ляояне: Перевозка раненых русских Красным Крестом (Анджело Агостини).

Японская армия потеряла убитыми, по разным данным, от 49 тыс. до 80 тыс., в то время как русская от 32 тыс. до 50 тыс. или 52 501 человек. Русские потери в боях на суше были вдвое меньше японских. Кроме этого, от ран и болезней скончались 17 297 русских и 38 617 японских солдат и офицеров (Урланис). Заболеваемость в обеих армиях составила около 25 человек на 1000 в месяц, однако процент смертности в японских медицинских учреждениях в 2,44 раза превышал русский показатель.

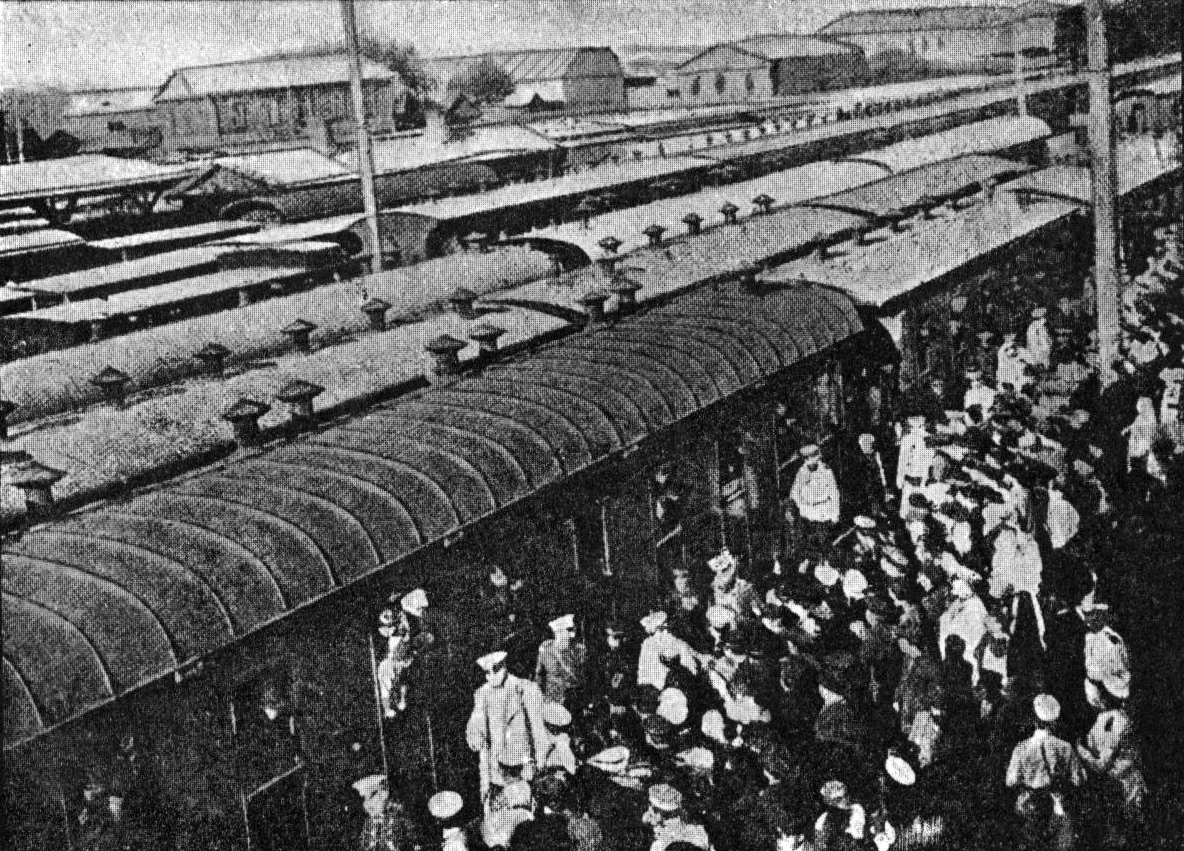
Прибытие пленных японцев в Москву в 1904 году. На дебаркадере Казанского вокзала

Согласно подсчётам, на август 1905 года число русских военнопленных в Японии достигло 71 272 человека. Наибольшее число пленных было захвачено японцами при капитуляции Порт-Артура (свыше 23 000 солдат и офицеров), в Мукденском сражении (свыше 21 000 человек) и в Цусимском сражении (свыше 7000 человек). Основная масса пленных была вывезена в Японию, где находились в специальных приютах, для них издавали в 1905—1906 годах газету «Япония и Россия». Смертность в плену составила не более 2300 человек. После окончания войны при возвращении пленных 117 человек отказались возвращаться и остались в Японии.
К началу февраля 1906 года в Россию на пяти судах Доброфлота из плена вернулись 10 генералов, 2 адмирала, 1066 офицеров, 51 330 солдат и 8783 матроса. В середине февраля 1906 года в Россию были отправлены последние пленные.
Общее количество японских солдат и офицеров, попавших в русский плен, составило 1622 человека. По другим данным — 115 японских офицеров и 2217 нижних чинов и более. Всего пленными и пропавшими без вести числится 6700 человек. По окончании войны военнопленным предоставили право и документы для возвращения домой.

## Позиции заинтересованных сторон после заключения договора

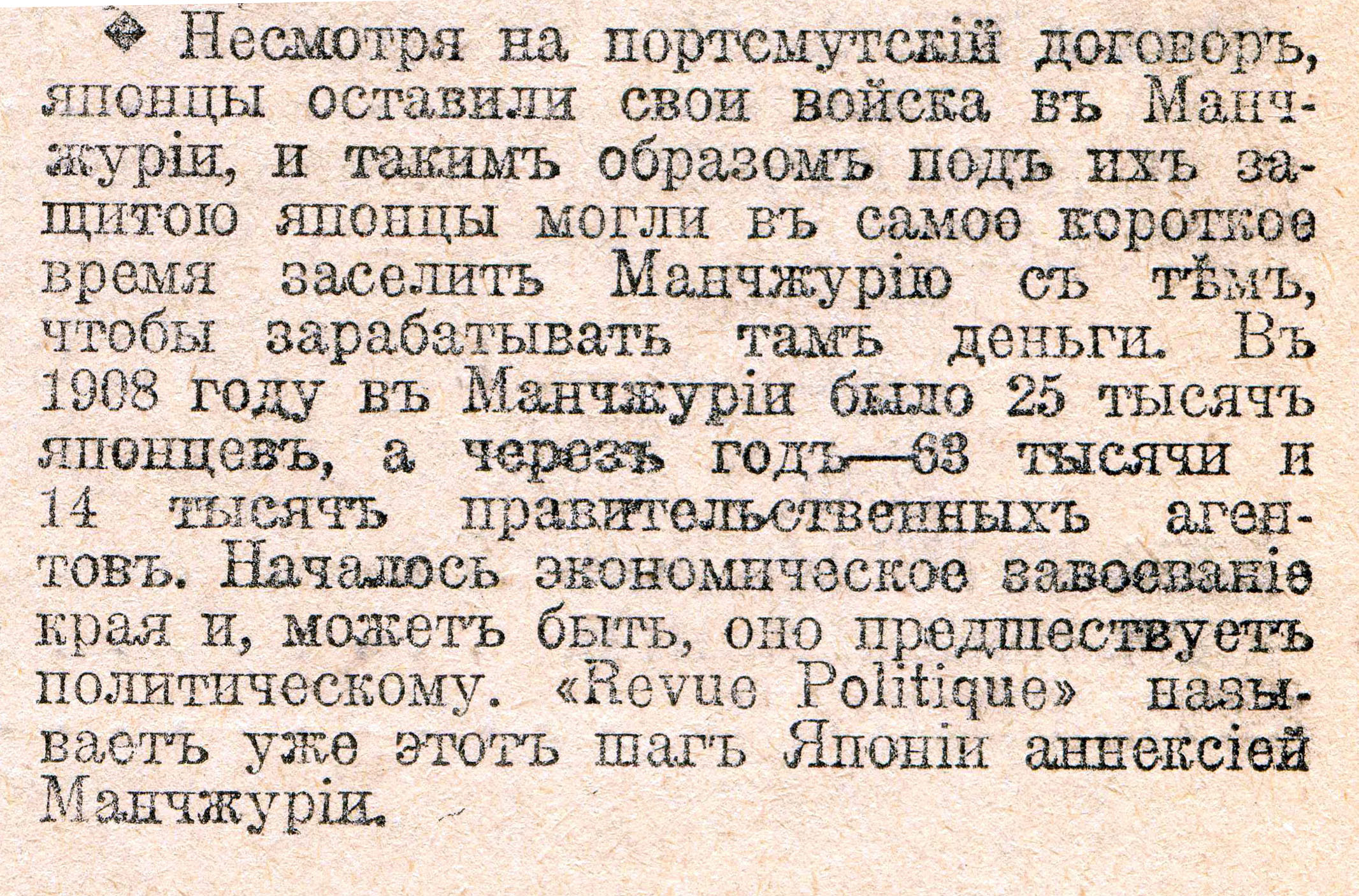
Заселение Маньчжурии японцами в нарушение договора. 1910

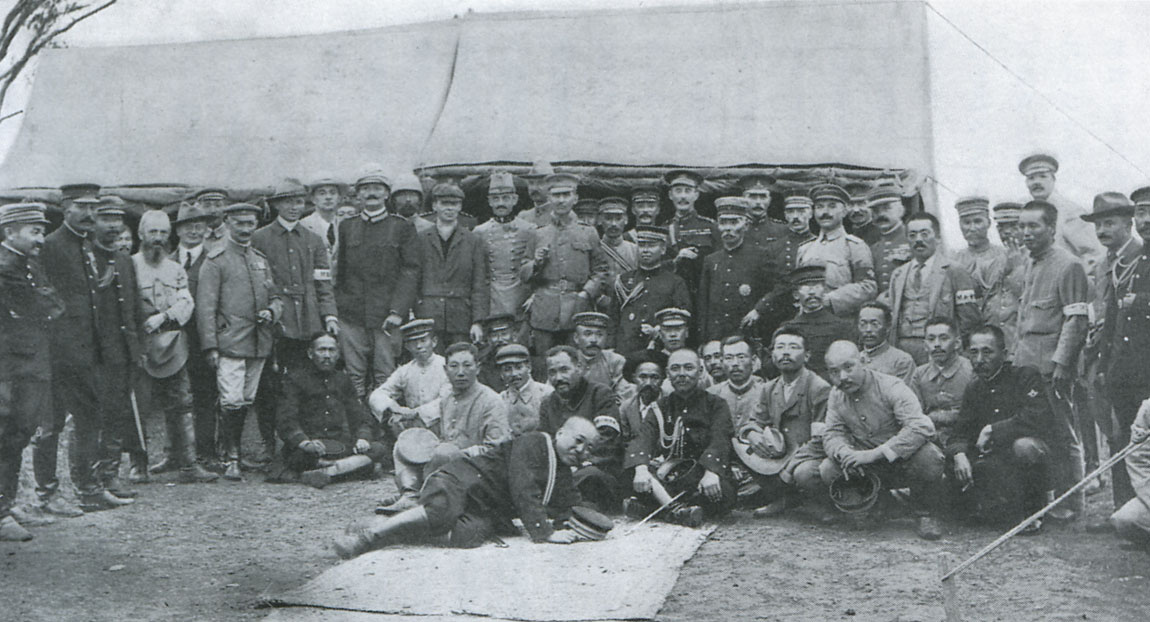
Японский генерал, Куроки Тамэмото и его офицеры, в том числе иностранные офицеры и военные корреспонденты после Шахэйского сражения (1904 год).

Условия договора были значительно ближе к российской, нежели японской программе мира, поэтому в Японии этот мирный договор был встречен с откровенным недовольством — см. Массовые беспорядки в Токио (1905).
Россия уступила Японии южную часть Сахалина (уже оккупированную на тот момент японскими войсками), свои арендные права на Ляодунский полуостров и Южно-Маньчжурскую железную дорогу, соединявшую Порт-Артур с Китайско-Восточной железной дорогой. Россия также признала Корею японской зоной влияния. В 1910 году, несмотря на протесты других стран, Япония формально аннексировала Корею.
Многие в Японии были недовольны мирным договором: Япония получала меньше территорий, чем ожидалось — например, только часть Сахалина, а не весь, а главное, не получала денежных контрибуций. Во время переговоров японская делегация выдвинула требование о контрибуции в 1,2 миллиарда иен, но твёрдая и непреклонная позиция Императора Николая II не позволила Витте уступить в этих двух принципиальных пунктах. Его поддержал президент США Теодор Рузвельт, сообщив японцам, что если они будут настаивать, то американская сторона, до того симпатизировавшая японцам, изменит свою позицию. Так же было отвергнуто требование японской стороны о демилитаризации Владивостока и ряд других условий. Японский дипломат Кикудзиро Исии писал в своих воспоминаниях: 

Япония имела дело со страной, которая на протяжении своей истории никогда не платила контрибуции.

По результатам мирных переговоров Россия и Япония обязывались вывести войска из Маньчжурии, использовать железные дороги только в коммерческих целях и не чинить преград свободе торговли и мореплавания. Русский историк А. Н. Боханов пишет, что портсмутские договорённости стали несомненным успехом русской дипломатии: переговоры представляли собой скорее соглашение равноправных партнёров, а не договор, заключённый вследствие неудачной войны.
Россия затратила на войну 2452 млн рублей, около 500 млн рублей было потеряно в виде отошедшего к Японии имущества.
Война стоила Японии огромного, по сравнению с Россией, напряжения сил. Ей пришлось поставить под ружьё 1,8 % населения (России — 0,5 %), за время войны её внешний государственный долг вырос в 4 раза (у России — на треть) и достиг 2400 млн иен.
Портсмутский мирный договор обязал проигравшую Россию заключить с Японией рыболовное соглашение, предоставив тем самым японским рыбакам право вести рыболовный промысел вдоль русских берегов в Японском, Охотском и Беринговом морях.
Эта рыболовная конвенция, подписанная в 1907 г., дала японским рыбопромышленникам право лова всех видов рыбы и морепродуктов, кроме морских котиков и каланов, вдоль побережий указанных выше морей.

## Мнения и оценки

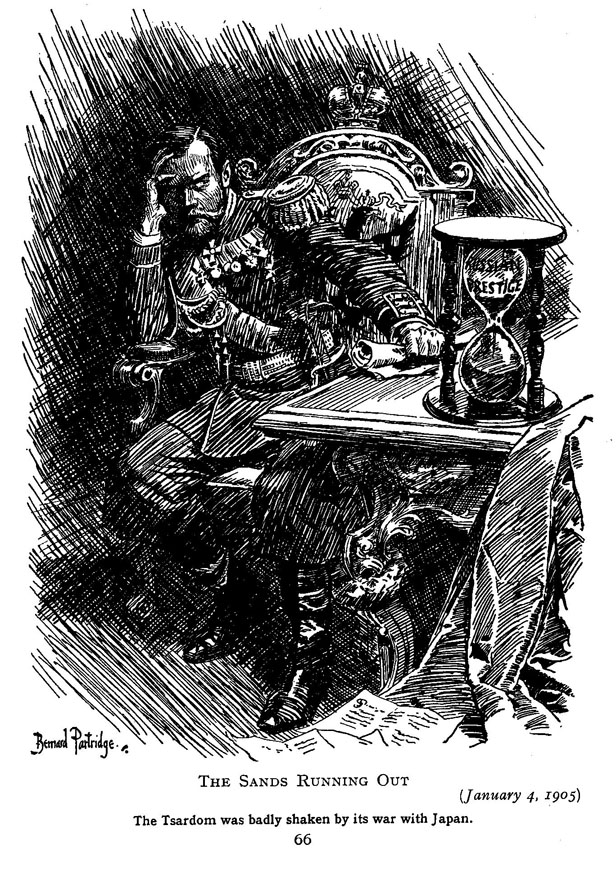
Британский сатирический журнал Панч, 1905 год. Рисунок иллюстрирующий потерю престижа Российской империи после поражения страны. Песочные часы олицетворяют престиж России.

Генерал Куропаткин в своих «Итогах» японской войны писал о командном составе:

Люди с сильным характером, люди самостоятельные, к сожалению, в России не выдвигались вперёд, а преследовались; в мирное время они для многих начальников казались беспокойными. В результате такие люди часто оставляли службу. Наоборот, люди бесхарактерные, без убеждений, но покладистые, всегда готовые во всём соглашаться с мнением своих начальников, выдвигались вперёд.

Аналогичную оценку дал В. Ключевский:

Война обнаружила полную непригодность флота, его материальной части и личного состава, а в сухопутной армии целый ряд глубоких изъянов: отсутствие знаний, произвол и бюрократический формализм высших чинов, а вместе с тем подавленность рядового офицерства, лишённого подготовки, инициативы.

В своих мемуарах Витте признавался: 

Не Россию разбили японцы, не русскую армию, а наши порядки, или правильнее, наше мальчишеское управление 140-миллионным населением в последние годы.

## Другие факты
Высший командный состав русской армии в войне с Японией 1904—1905 годов был довольно эклектичным. Одни генералы имели за плечами две военные академии, а другие «учились понемногу чему-нибудь и как-нибудь». Около трети генералов вообще не имели представления, что такое реальная война, пройдя всю свою службу в столичных штабах, канцеляриях и тыловых гарнизонах. У них не было никакого опыта ведения боевых действий и управления войсками в режиме реального времени. Только 8 % генералов русской армии знали дальневосточный театр военных действий. Для остальных Маньчжурия была terra incognita. Все это стало одной из причин поражения России в войне с Японией.
- Русско-японская война породила несколько мифов об используемой японцами взрывчатке: шимозе. Снаряды, начинённые шимозой, взрывались при ударе о любое препятствие, давая грибовидное облако удушливого дыма и большое количество осколков, то есть имели ярко выраженный фугасный эффект. Русские снаряды, начинённые пироксилином, такого эффекта не давали, хотя и отличались лучшей бронебойностью. Столь заметное превосходство японских снарядов над русскими по фугасности породило несколько распространённых мифов:

1. Мощность взрыва шимозы значительно сильнее пироксилина.
2. Использование шимозы было техническим превосходством Японии, из-за которого Россия потерпела военно-морские поражения.

Оба этих мифа неверны.
- Во время перехода 2-й Тихоокеанской эскадры под командованием З. П. Рожественского из Балтики в район Порт-Артура произошёл так называемый Гулльский инцидент. Рожественский получил сведения, что в Северном море эскадру поджидают японские миноносцы. Ночью 22 октября 1904 эскадра обстреляла английские рыболовные суда, приняв их за японские корабли. Это происшествие вызвало серьёзный англо-русский дипломатический конфликт. Впоследствии для расследования обстоятельств происшествия был создан третейский суд.
- В годы войны в интендантских службах процветали хищения. В то же время единственным крупным чином, привлечённым к ответственности за данный вид преступления, был бывший начальник управления транспорта 1-й Маньчжурской армии генерал-майор Николай Ухач-Огорович.
- Польские революционеры, в частности, Пилсудский, работали на японскую разведку, их деятельность, наряду с разлагающим действием солдат, вернувшихся из японского плена, углубило политический кризис в России. Русские солдаты во время пребывания в плену подвергались психологической обработке, их письма способствовали возникновению революционной ситуации[136].
- Русско-японская война оказала огромное влияние на тактику родов войск, особенно пехоты[137][138][139].

## Хроника событий: предпосылки и военные действия
- 1858 год — по условиям Тяньцзиньского договора европейцы получили право распространять христианство по всей Китайской империи[140].
- Май, 1891 год — закладка одного из ключевых участков Транссибирской железнодорожной магистрали во Владивостоке с участием наследника — будущего императора Николая II.
- 1894 год — Япония, вслед за Китаем, ввела в Корею 12-тысячный воинский контингент[141].
- 16 июля, 1894 год — Англия подписала с Японией равноправный договор, который вступал в силу через 5 лет. Япония фактически возводилась в ранг великой державы[141].
- 25 июля, 1894 год — Начало японско-китайской войны.
- 17 апреля, 1895 год — Подписан Симоносекский мирный договор между Японией и Китаем, согласно которому к Японии отходили Ляодунский полуостров с южноманьчжурским побережьем от корейской границы до Инкоу, о. Формоза, Пескадорские острова и выплачивалась контрибуция в 300 млн таэлей.
- 23 апреля, 1895 год — Представители России, Франции и Германии в Токио потребовали отказа Японии от Ляодуна.
- 10 мая, 1895 год — Японское правительство публично заявило о возвращении полуострова Китаю, правда, увеличив контрибуцию на 30 млн таэлей.
- 8 Октября, 1895 год — убийство королевы Кореи.
- 1896 год — получение концессии Россией на проведение части Сибирской магистрали от Забайкалья к Владивостоку не по собственной территории, но через китайскую Маньчжурию[142].  Эксплуатация Китайско-Восточной железной дороги (КВжд) отдавалась на 80 лет в концессию Обществу КВжд, созданном Русско-китайским банком. Для этой цели Россия осуществила для Китая 150 миллионный заём под гарантии русского правительства и под 4% годовых[143]. 11 иностранных железнодорожных компаний вложили в строительство путей сообщения в общей сложности свыше 55 млн. ф. ст.[144]
- 3 июня 1896 год — союзный договор России с Китаем. По этому договору стороны должны были помочь друг другу вооружёнными силами при нападении Японии на Китай, Корею или восточноазиатские владения России. Русские военные суда получали доступ в порты Китая, где им могла оказываться необходимая помощь[145].
- 1897 год — Россия получила на 25 лет в аренду Люйшунькоу (переименованный в Порт-Артур) и Талиеньвань[146]. Решение занять Порт-Артур и проложить Южно-Маньчжурскую железную дорогу (ЮМжд) к нему через Северную Маньчжурию стало фундаментальной ошибкой, которая во многом определила дальнейший ход событий[147].
- Март, 1898 год — Китай «уступил» Германии порт Цзячжоу (в уст. варианте транскрипции — Киао-Чао, Kiautschou, ныне Циндао, провинция Шаньдун) на 99 лет.
- Апрель, 1898 год — Китай признал провинцию Фуцзянь сферой влияния Японии и передал в аренду Франции на 99 лет Гуанджоувань (провинция Гуандун).
- Февраль, 1898 год — Англия добилась согласия Китая не отчуждать в пользу другой державы бассейн р. Янцзы.
- Июнь, 1898 год — Англия арендовала весь Коулунский полуостров (Цзулун, провинция Гуандун) и остров Лантау на 99 лет.
- Июль, 1898 год — Англия арендовала порт Вэйхайвей (провинция Шаньдун) до тех пор, пока порт Люйшунькоу (Порт-Артур) будет оставаться во владении России.
- 1899 год — Россия объявила порт Дальний открытым для иностранной торговли всех стран. В ответ (сентябрь) Государственный департамент США сообщил, что претендует на то, чтобы отстаивать свои интересы на всей территории Китая под лозунгом политики «открытых дверей» (или «доктрину Хэя»), а Япония продолжила политику утверждения в Корее и Маньчжурии[148]. Российская империя уклонилась от присоединения к доктрине Хэя. С этого момента Америка стала открыто поддерживать Японию и Англию в их совместных действиях против России на Дальнем Востоке[149].
- 12 июня (25 июня) 1900 — Представители Китая официально объявили войну иностранным державам.
- Июнь, 1900 год — Для подавления восстания ихэтуаней (или «боксёрского») в Китай были введены войска Англии, Франции, Германии, Японии, России и США[149].
- 18 сентября (1 октября) 1900 — Русские войска вошли в Мукден. Маньчжурия оказалась полностью занята русскими войсками. Цель — восстановить законное китайское правительство, защитить от восставших железную дорогу.
- 3 октября (16 октября) 1900 — Германия и Англия заключили соглашение, по которому все китайские порты открывались для иностранной торговли и предпринимательства и сохранение территориальной целостности Китайской империи.
- 25 августа (7 сентября) 1901 — Подписан заключительный протокол между иностранными державами и Китаем, закрепляющий его полуколониальное положение.
- 17 января (30 января) 1902 — Заключение англо-японского союзного договора о взаимопомощи в случае вмешательства в вооружённый конфликт третьей державы. Таким образом, Россия в будущей войне с Японией оставалась без союзников. Это крупное дипломатическое поражение заставило русскую дипломатию пойти на уступки[150].
- 26 марта (8 апреля) 1902 — Подписано Соглашение между Россией и Китаем об эвакуации Маньчжурии. Русские войска должны были выводиться в три этапа в течение 1,5 лет, при этом подтверждались все обязательства контракта КВжд.
- Осень, 1902 год — точно в срок, осуществлён первый этап эвакуации российских войск из Маньчжурии. Но затем снова начались разногласия между министрами[151].
- Март, 1903 год — Второй срок эвакуации сорван. Россия предъявила Китаю новые требования. Политика «особых отношений» с Китаем потерпела крах, а Россия на Дальнем Востоке осталась в дипломатической изоляции[152]. Возрастало влияние на царя теневого кабинета. Попытки министров предостеречь царя от увлечения идеями клики (так называемая «безобразовская группировка», возникшая в 1898 году[150]) успехом не увенчались[153].
- 2 мая (15 мая) 1903 — Николай II, не советуясь с министрами, приказал по телеграфу адмиралу Е. И. Алексееву[154] быть готовым проводить под его руководством новый курс. Для этого следовало, например, в минимальный срок, не останавливаясь перед расходами, поставить боевую готовность России на Дальнем Востоке в полное равновесие с её политико-экономическими задачами, дав очевидное для всех доказательство решимости отстоять право на исключительное влияние в Маньчжурии. Принятый курс грозил войной с Японией в самом непродолжительном времени[155].
- 18 ноября, 1903 год — Адмиралом А. А. Алексеевым утверждён план стратегического развёртывания русских войск на Дальнем Востоке. Основным пунктом сосредоточения являлся район Мукден — Ляоян — Хайчен. Прикрывающие сосредоточение бои должны были вести войска Квантунской области (3-я, 4-я, 7-я и 9-я Восточно-Сибирские стрелковые бригады и Забайкальская казачья бригада). Корейскую границу прикрывал 2-й Сибирский армейский корпус генерал-лейтенанта М. И. Засулича (около 9 тыс. человек). На территории собственно Приамурского военного округа располагались 1-й Сибирский армейский корпус и 8-я Восточно-Сибирская стрелковая бригада, оборонявшая крепость Владивосток. В забайкальской области дислоцировалась 1-я Сибирская пехотная резервная бригада, развёртывавшаяся при мобилизации в дивизию, которая придавалась 2 Сибирского армейского корпуса (САК). Силы округа, таким образом, составляли по штатам военного времени около 40 тыс. человек. Общая численность войск на Дальнем Востоке, включая инженерные и железнодорожные, составляла 98 тыс. человек при 120 орудиях[156].
- Декабрь, 1903 год — юрист-международник Мартенс записал в дневнике: Невероятная путаница происходит в правительственных сферах. Наместник под непосредственным контролем одного государя ведёт всю нашу восточную политику. Министр И.Д. почти устранён от этой политики, но должен отвечать здесь, в Петербурге, правителям великих держав! Военный министр не знает, что делают войска на Дальнем Востоке и какие происходят передвижения… Все министры… должны сносится с наместником через… адмирала Абазу… Эта мера явно узаконивает полную анархию в ведении правительственных дел… При таком порядке всякая катастрофа совершенно естественна и неизбежна..
- 12 января, 1904 год — Перевод на военное положение крепости Владивосток и Порт-Артур.
- 24 января, 1904 год — По приказу командующего Соединённым флотом Японии вице-адмирала Х. Того 55 боевых кораблей вышли в море. 25 января из их состава были выделены два отряда быстроходных крейсеров и миноносцев: один направился к Порт-Артуру, другой к корейскому порту Чемульпо.
- 27 января (9 февраля) 1904 — начало войны с Японией. После длительного затягивания дипломатических переговоров на Дальнем Востоке со стороны России, около полуночи с 26-го на 27-е января японские миноносцы произвели внезапную атаку на эскадру, стоявшую на внешнем рейде крепости Порт-Артур[157].
- 10 февраля, 1904 год — Опубликован рескрипт императора Муцухито с объявлением войны, а в России началась мобилизация Забайкальского казачьего войска, из четырёх полков которого Высочайшим повелением образовывалась Забайкальская казачья дивизия[158]. Отсутствие столкновений между русскими и китайскими войсками во время войны говорит о том, что стороны придерживались договорённостей (между Н.П. Линевичем и Юань Шикаем)[159].
- 23 апреля, 1904 год — на Ляодунском полуострове высадилась 50-тысячная 2-я японская армия генерала Я. Оку. Началось наступление в направлении к Порт-Артуру.
- 28 апреля, 1904 год — Перерезано железнодорожное сообщение и начало штурма Кинджоуского укреплённого перешейка. Этот рубеж называли «воротами к Артуру». Русские войска: 1 отряд в составе 1 полка. Японские войска: 35 тыс. солдат. Перевес в силах в 9 раз, в артиллерии в 5 раз. После длительных боёв японцы смогли овладеть этим важным стратегическим рубежом, открывшим прямой путь к Порт-Артуру.
- 14 мая, 1904 год — Без боя японцам сдан порт Дальний. Начальник Квантунского укреплённого района А. М. Стессель не позаботился ни разрушить портовые сооружения, ни вывести снаряжение. В руки японцев попали нетронутыми около сотни складов, электростанция, железнодорожные мастерские, большое количество рельсов и подвижного состава, значительные запасы угля и 50 грузовых судов. Через Дальний в течение всей войны японцы направляли для своих войск в Маньчжурии пополнения, вооружение, боеприпасы и продовольствие. Здесь базировались и японские миноносцы.
- 13 августа, 1904 год — наступление японских войск на русские позиции под Ляояном. Упущена возможность контрнаступления превосходящими силами Куропаткина.
- 17—21 августа, 1904 год — бои под Ляояном. Русские войска: 148 тыс. человек и 673 орудия (Куропаткин). Японские войска: 110 тыс. человек и 484 орудия (маршал И. Ояма. 1-я Куроки, 2-я Оку и 4-я Нодзу). Потери: японцы — 24 тыс. человек, русские — 17 тыс. чел. Упущены благоприятные условия для контрнаступления. Неожиданный отход армии Куропаткина от Ляояна оставил японцам важную стратегическую позицию. Ойяма отменил свой приказ об отступлении. Так японская армия не только избежала разгрома, но и выиграла крупное сражение[160].
- 6 августа, 1904 год — Штурм Порт-Артура. Потери: японцы — 20 тыс. человек, русские — 6 тыс. чел. Месяц осады.
- 6—14 сентября, 1904 год — Второй общий штурм Порт-Артура. Потери: японцы — 7,5 тыс. человек. Продолжение осады. Сапёрные работы, подкопы, «минная война».
- 13—17 октября, 1904 год — Третий неудачный штурм Порт-Артура. Осада. К ноябрю увеличение численности японских войск, осаждавших Порт-Артур до 100 тыс. человек. Была доставлена тяжёлая артиллерия.
- 13—22 ноября, 1904 год — четвёртый штурм Порт-Артура. Потери: японцы — свыше 10 тыс. солдат. Уничтожение русской эксадры.
- 2 декабря, 1904 год — Пятый штурм Порт-Артура. Погиб Генерал-майор Р.И. Кондратенко — начальник сухопутных сил крепости, возглавлявший её оборону. Его сменил генерал А. В. Фок[161].
- 15—18 декабря, 1904 год — Последний, шестой штурм Порт-Артура.
- 20 декабря, 1904 год — Очередной «неожиданный подарок» Японии (войска готовили к длительной осаде): Стессель вопреки мнению большинства Военного совета направил генералу Ноги парламентария для переговоров об условиях капитуляции[162]. После сдачи крепости некоторые её укрепления ещё держали оборону. Потери: японцы — 110 тыс. человек убитыми и ранеными, русские — 27 тыс. чел. Было потоплено 15 японских боевых кораблей и 6 получили серьёзные повреждения. Виновник сдачи крепости Стессель в 1907 году под давлением общественного мнения России, был предан военному суду, который в 1908 году приговорил его к смертной казни, заменённой 10-летним тюремным заключением. В апреле 1909 года он был помилован царём[163].
- 12 января, 1905 год — Бои у дер. Сандепу. Потери русских — 12 тысяч солдат.
- 5 февраля, 1905 год — начало упреждающего наступление японской армии Главнокомандующего Оямы. Это самое крупное в истории войн сражение: на 100-километровом фронте участвовало с обеих сторон свыше 600 тыс. человек при 2500 орудиях. Оно длилось с 5 по 25 февраля. Русские превосходили японские по оснащению артиллерией в полтора раза, численность живой силы была равна японской. У Куропаткина были все возможности одержать верх, но все свои резервы он направлял на удлинение фронта, опасаясь обхода с флангов. К этому прибавлялась плохая организация, несогласованность действий и неумелое руководство подчиненных ему генералов. В ночь на 25 февраля Куропаткин издал приказ об отступлении. В упорных боях в течение трёх недель русские потеряли 90 тыс. человек (из них 21 тыс. пленными), японцы потеряли 71 тыс. человек. Русские армии отошли на 180 км к северу от Мукдена и остановились на сыпингайских оборонительных позициях. Длившаяся три недели битва окончилась 10 марта поражением русских войск[159]. Куропаткин был смещён со своей должности, но оставлен на фронте в качестве командующего 1-й армией. Вместо него был назначен генерал Н. П. Линевич[164].
- Август, 1905 год — Численность русских войск достигла 790 тыс человек. Кроме того, в тылу находилось ещё 150 тыс. Численность японских войск в Маньчжурии была увеличена до 750 тыс. человек[164].
- 14—15 (27—28) мая, 1905 год — Последнее в ходе войны морское сражение у острова Цусима. Русская эскадра имела 24 крейсера и броненосца против 28 японских и всего 9 миноносцев против 63. Кроме того, у японцев было ещё около 40 других мелких судов разного назначения. Скорость японских кораблей была в 1,5 раза выше, чем у русских. Двукратным было превосходство японской артиллерии в дальнобойности. Из 33 кораблей эскадры Рождественского 19 были потоплены, 8 захвачены противником, 3 ушли в Манилу и там были интернированы, и только трём кораблям — крейсеру «Алмаз», миноносцам «Бравому» и «Грозному» — удалось прорваться во Владивосток. Из 14 тыс. человек команды погибли более 5 тыс. и около 800 были ранены, 5 тыс. человек попало в плен. Кроме технической отсталости эскадры, немалую роль сыграли грубые тактические ошибки[165].
- 23 августа (5 сентября) 1905 — Подписан мирный договор в американском курортном городе Портсмут. По этому договору Россия уступала Японии аренду Ляодунского полуострова с Порт-Артуром и веткой железной дороги от Порт-Артура до Чаньчуня; предоставляла японским подданным право рыбной ловли в русских водах Японского, Охотского и Берингова морей, Корея была признана сферой японских интересов. Также состоялась уступка половины острова Сахалин. Потери в войне — Россия: 270 тысяч человек, из них 50 тысяч погибшими в боях. Япония: 270 тыс. человек, в т.ч. 86 тыс. погибшими[166].
- 9 октября, 1905 год — Началась демобилизация увольнением четырёх старших возрастов 1887—1890 гг. призыва[167].

## Русско-японская война в искусстве

### Живопись
13 апреля 1904 года в результате подрыва броненосца «Петропавловск» на японских минах погиб знаменитый русский художник-баталист Василий Верещагин. По иронии судьбы незадолго до войны Верещагин вернулся из Японии, где создал ряд картин. В частности одну из них, «Японка», он создал в начале 1904 года, то есть всего за несколько месяцев до своей гибели.

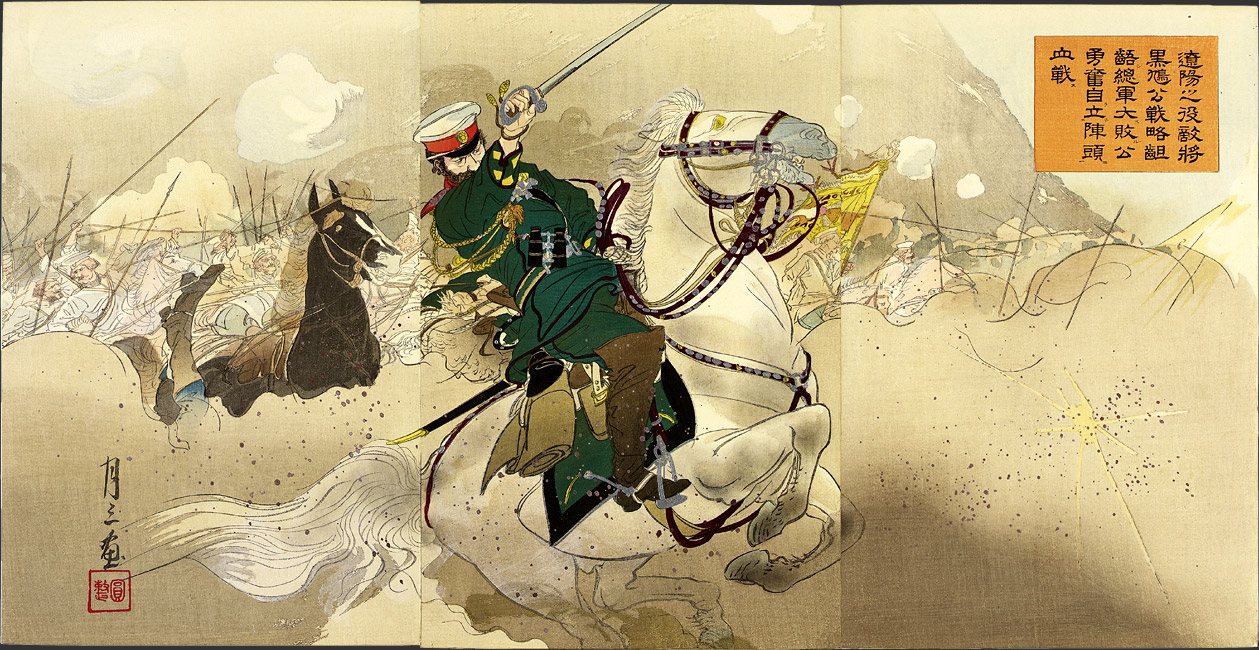
«Сражение при Ляояне», 1904 год.
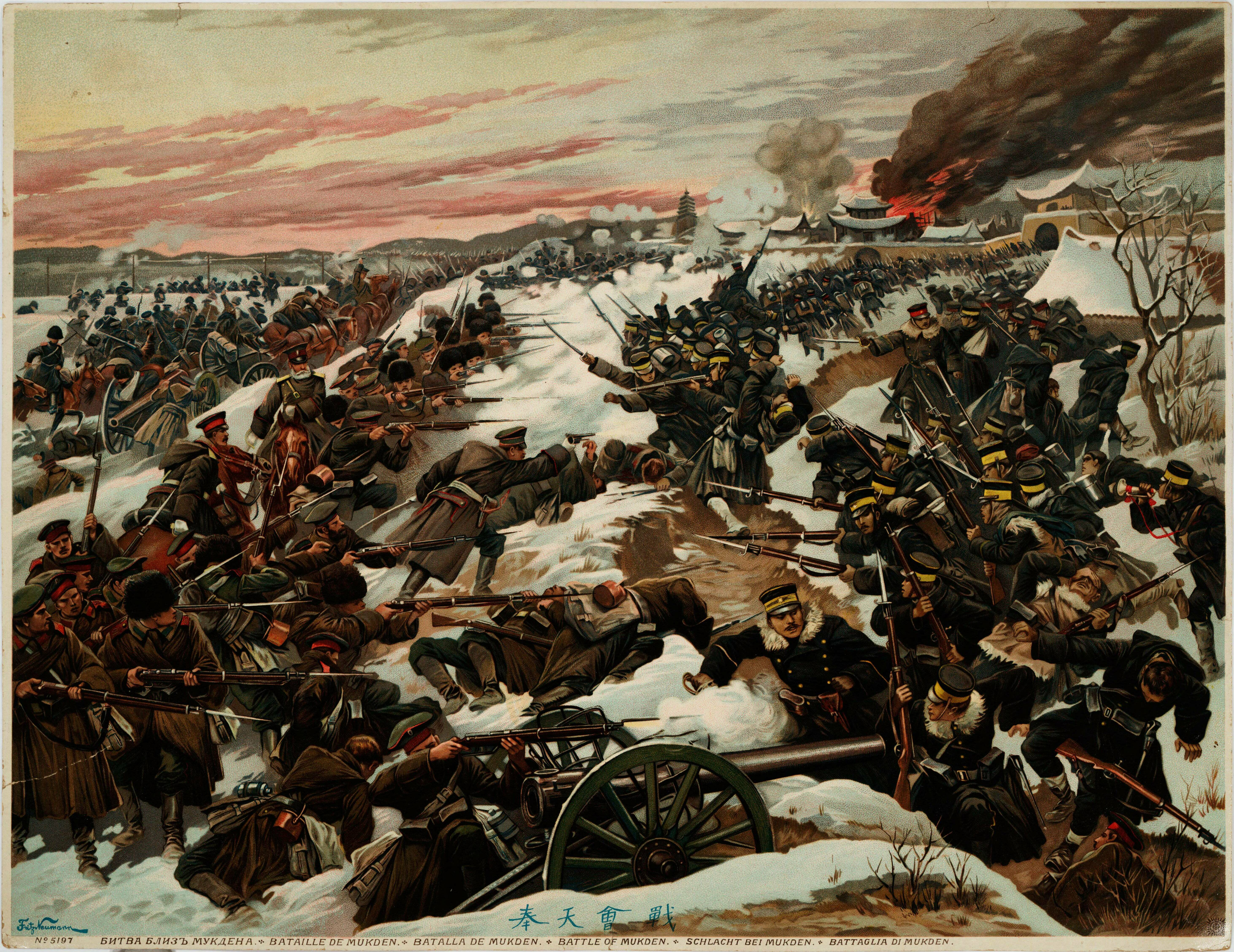
Битва при Мукдене. Ф. Нейман
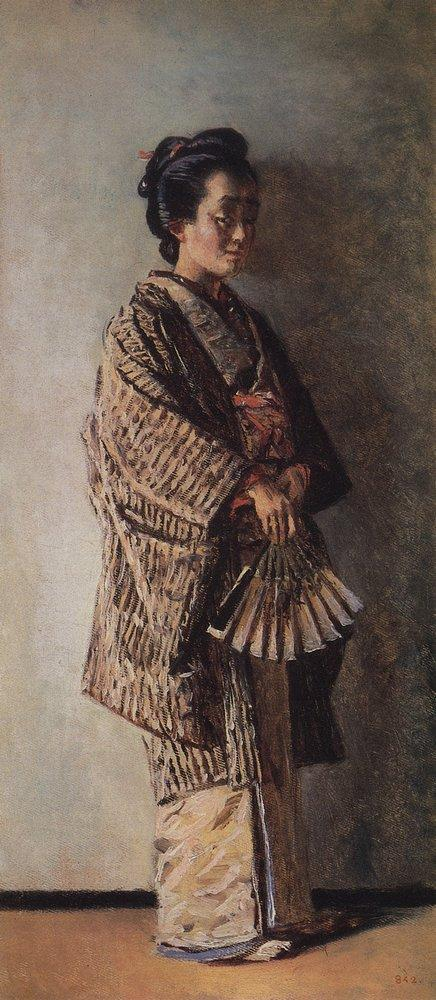
Японка (1904). В. В. Верещагин
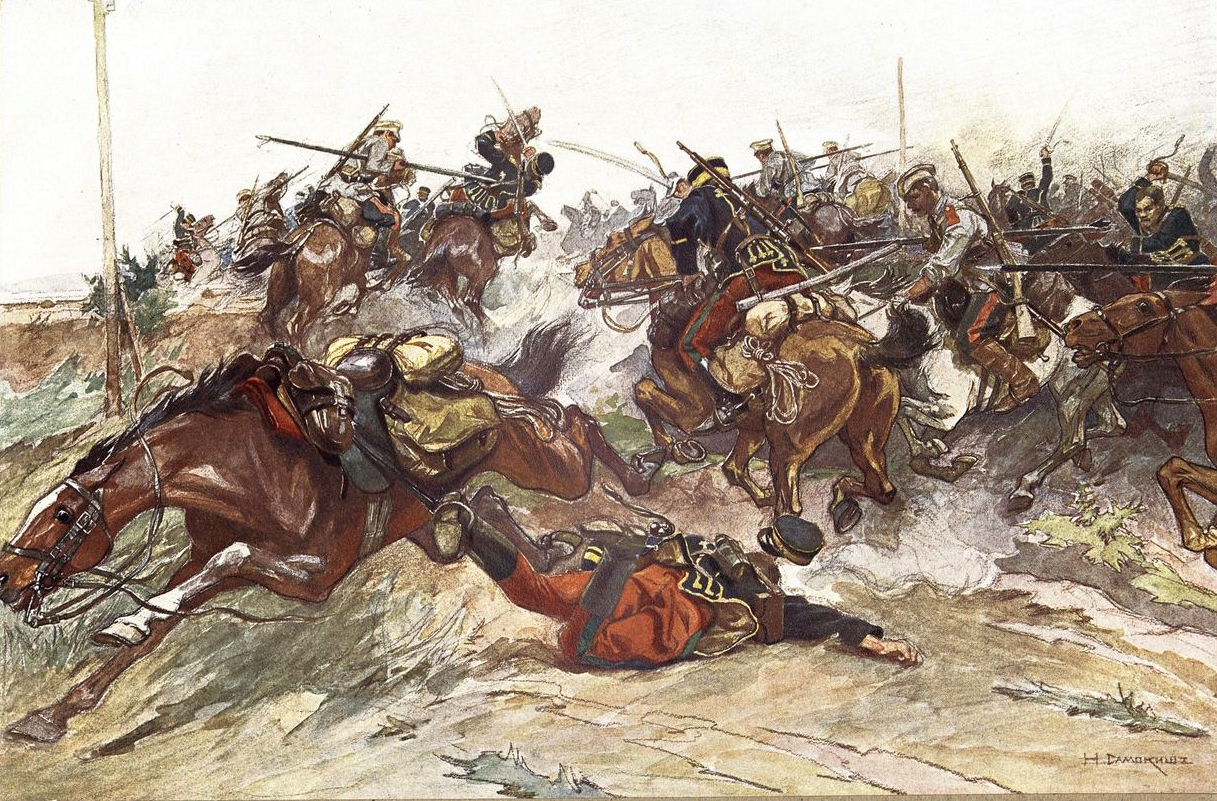
Дело у Вафангоу. Н. С. Самокиш

### Военный лубок
С февраля 1904 года на территории Российской империи в свет начали выходить «листы» образовательного характера, на которых художники изображали сцены повседневной жизни японцев, их обычаи и национальные особенности, а также — портреты японских лидеров, карты местности и так далее. Неблагоприятные моменты и поражения Русской императорской армии в таких лубочных произведениях скрывались, тем самым искусственно создавалось ура-патриотическое («шапкозакидательское») настроение.

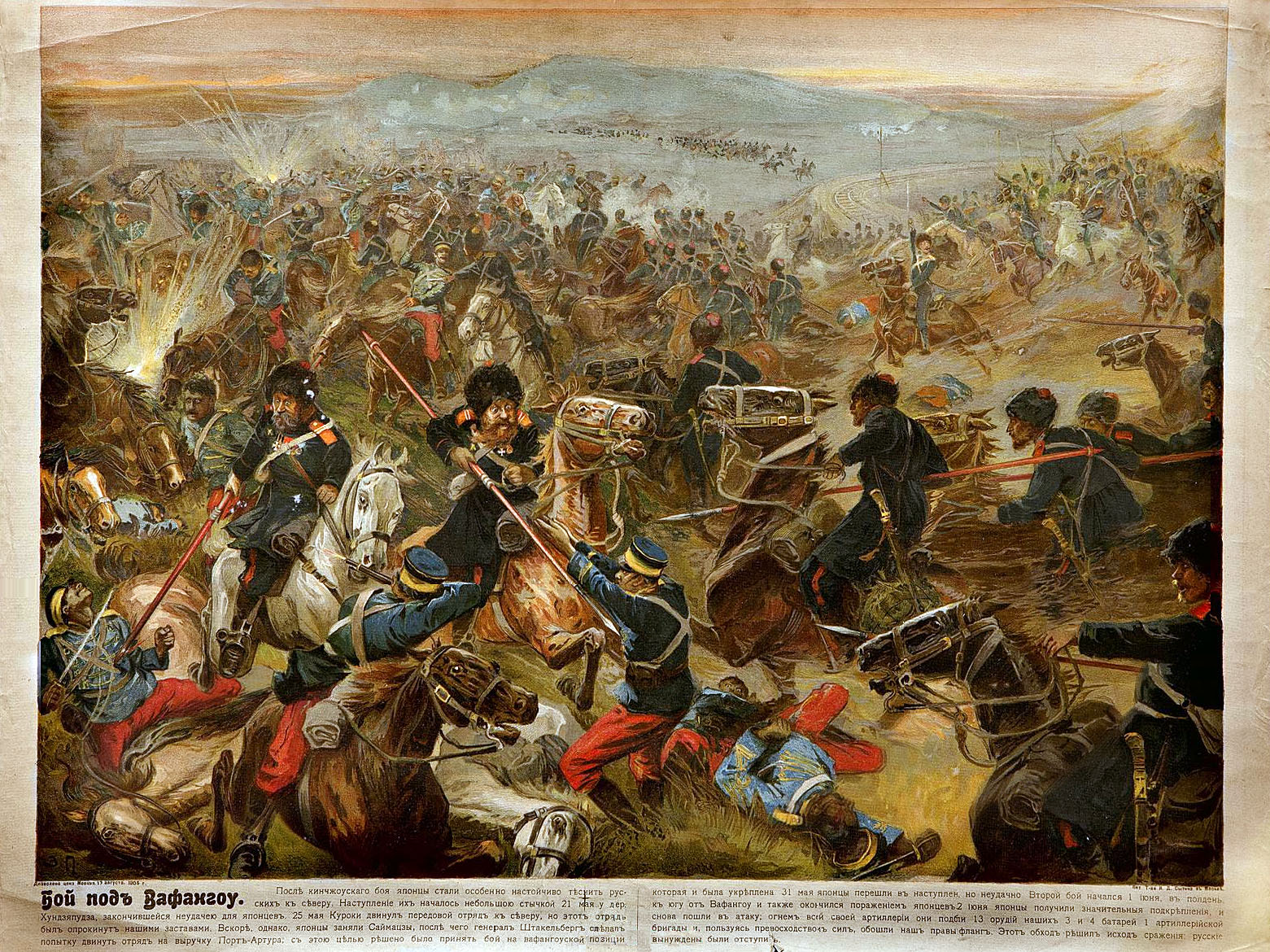
Русский военный лубок
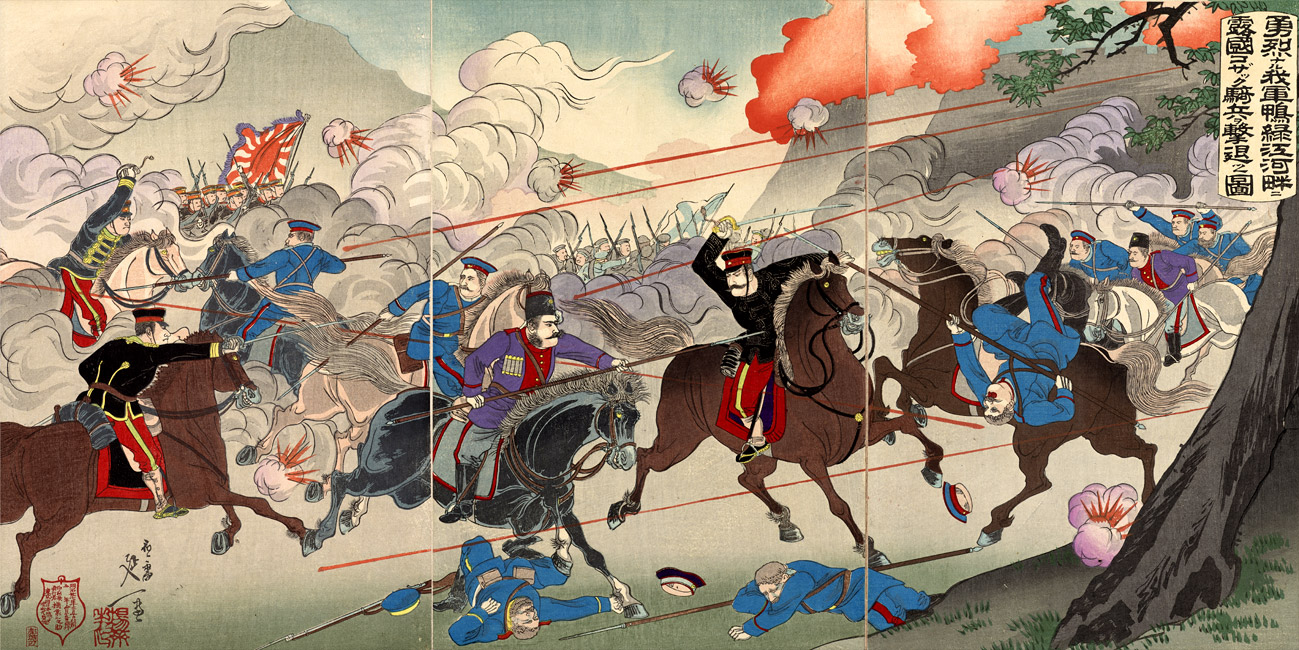
Японский военный лубок, Есай, Нобуказу  «Бой на реке Ялу».

### Художественная и мемуарная литература
| Автор               | Название книги                                                                                                  | Год        | Описание |
| ------------------- | --- | ---------- | --- |
| Куприн А. И.        | Штабс-капитан Рыбников                                                                                          | 1905       | Рассказ. Главная тема — японский шпионаж. |
| Краснов П. Н.       | Погром: Роман из Русско-японской войны                                                                          | 1907       | Роман о Русско-японской войне. |
| Краснов П. Н.       | Год войны (в 2 томах)                                                                                           | 1905       | Корреспондентские фронтовые очерки для газеты «Русский Инвалид», изданные впоследствии двумя книгами. |
| Гейнце Н. Э.        | В действующей армии                                                                                             | 1904       | Заметки о боевых действиях весны-лета 1904 года от военного корреспондента. |
| Дорошевич В. М.     | Восток и война                                                                                                  | 1905       | Главная тема — международные отношения во время войны. |
| Новиков-Прибой      | Цусима | 1932, 1940 | Роман-эпопея в 2 томах. Первая часть повествует о походе Второй Тихоокеанской эскадры под командованием из Либавы к Японскому морю, вторая — о Цусимском сражении (автор — участник сражения). Второй том был отмечен Сталинской премией Второй степени в 1941 г.               |
| Костенко В. П.      | На «Орле» в Цусиме                                                                                              | 1955       | На основе дневников и воспоминаний участника Цусимского сражения (автор был инженером на броненосце «Орёл»). |
| Степанов А. Н.      | Порт-Артур (в 2 частях)                                                                                         | 1940—1942  | Главная тема — Оборона Порт-Артура. Роман отмечен Сталинской премией Первой степени за художественную прозу. |
| Пикуль В. С.        | Крейсера | 1985       | Операции Владивостокского отряда крейсеров во время войны. Роман отмечен Государственной премии РСФСР имени М. Горького в 1988 г. |
| Пикуль В. С.        | Решительные с «Решительного»                                                                                    | 1983       | Историческая миниатюра о миноносце «Решительный». |
| Пикуль В. С.        | Проклятая Доггер-банка                                                                                          | 1985       | Историческая миниатюра о Гулльском инциденте 1905 года. |
| Пикуль В. С.        | Богатство | 1977       | Роман о жизни на Камчатке, основные события разворачиваются в 1903—1905 гг, и включают Оборону Камчатского полуострова. |
| Пикуль В. С.        | Каторга | 1987       | Роман об истории сахалинской каторги во время Русско-японской войны. В центре сюжета — высадка японского десанта на остров Сахалин и оборона Сахалина. |
| Пикуль В. С.        | Три возраста Окини-сан                                                                                          | 1981       | Роман о драматической судьбе морского офицера. |
| Далецкий П. Л.      | На сопках Маньчжурии                                                                                            | 1951       | Роман |
| Григорьев С. Т.     | Кормовой флаг «Громобоя»                                                                                        | 1948       | Рассказ |
| Борис Акунин        | Алмазная колесница                                                                                              | 2002       | Детектив на тему японского шпионажа и диверсий на русской железной дороге во время войны. |
| Вересаев В. В.      | На японской войне (Записки врача)                                                                               | 1906—1907  | Очерковая повесть врача полевого госпиталя, участвовавшего в боях на реке Шахе, в Мукденском сражении. |
| Божаткин М. И.      | «Краб» уходит в море                                                                                            | 1985       | Роман |
| Андреев Л.          | Красный смех | 1904       | Рассказ об ужасах и бессмысленности войны вообще и русско-японской в частности. Сам театр военных действий в этом произведении, впрочем, не упоминается — война описана абстрактной, бессмысленной и беспощадной.                                                               |
| Харитановский А. А. | Господа офицеры!..                                                                                              | 1994       | Роман о русском морском офицере на русско-японской войне. Описан подвиг миноносца «Стерегущий» |
| Allen, Willis Boyd  | The North Pacific: a story of the Russo-Japanese war                                                            | 1905       | Русско-японская война глазами моряков флота США. |
| Сакураи, Тадаёси    | «Живые снаряды» (яп. 肉弾 Никудан; перевод на английский: Human bullets, a soldier's story of Port Arthur)      | 1906       | Военные мемуары японского лейтенанта. |
| Фаррер, Клод        | Битва (Душа Востока)                                                                                            | 1909       | Роман о Русско-японской войне |
| Frank Thiess        | Tsushima (Der Roman eines Seekriges) — Im Bertelsmann Lesering, 1957 (нем.). Со ссылками на источники и картами | 1957       | Литературное изложение фактов подготовки, похода Второй эскадры и хода боя на основании документов, доступных для немецкого автора, придерживавшегося нейтральной позиции (несмотря на помощь в снабжении углём, оказываемой торговым флотом и симпатиями Германии в то время). |
| Семёнов В. И.       | Трагедия Цусимы (трилогия)                                                                                      | 1906—1909  | Трилогия («Расплата», «Бой при Цусиме», «Цена крови») написана офицером, участником Русско-японской войны по собственным дневникам. |
| Сергеев А. С.       | Варяг | 1946       | Роман |
| Сергеев А. С.       | Стерегующий | 1957       | Автор, будучи двоюродным братом командира эсминца «Стерегущий» лейтенанта А. С. Сергеева, положил в основу романа свои юношеские впечатления о жизни на Дальнем Востоке и пребывания в осажденном Порт-Артуре.                                                                  |
| Ильин А.            | Владивостокский отряд                                                                                           | 1988       | В центре повести — походы Владивостокского отряда кораблей. |
| Врангель П. Н.      | Очерки Русско-японской войны, 1904 г.                                                                           |            | Мемуары участника Русско-японской войны. |
| Гроссевич М. П.     | Борьба с лучами восходящего солнца                                                                              | 1908 г.    | Воспоминания участника Русско-японской войны. |

### Художественные фильмы

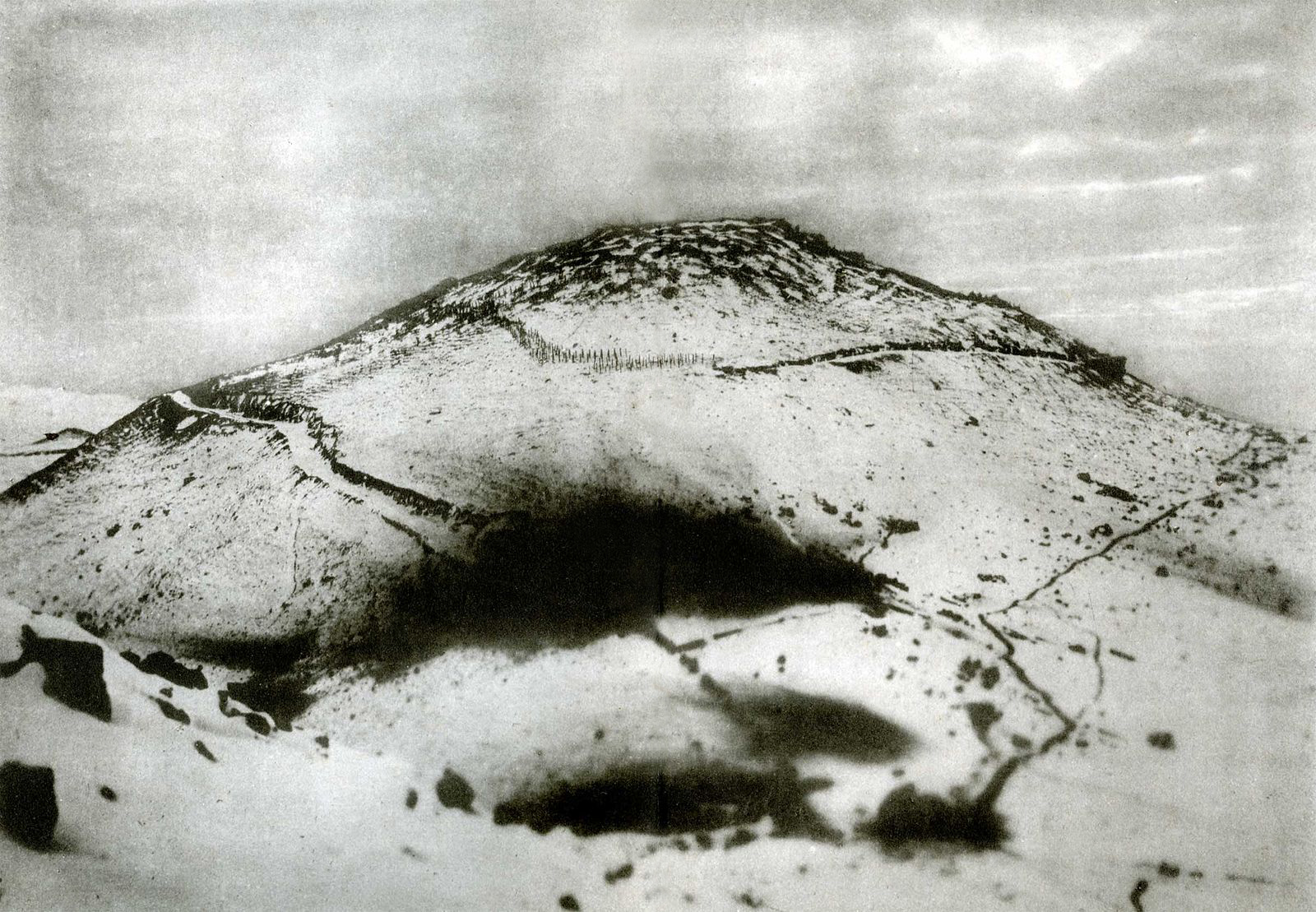
Гора Высокая

- Художественный фильм «Порт-Артур» 1936 г.
- Художественный фильм «Крейсер „Варяг“», снят в 1946 г.
- «Высота 203» (яп. 二百三高地 Нихяку-сан ко:ти, «Высота 203», в неофициальных переводах — «Порт-Артур») — художественный фильм компании Toei об осаде Порт-Артура, снятый в 1980 году. Высота 203 — японское название горы Высокой, господствовавшей над Порт-Артуром.
- «Битва в японском море» (яп. 日本海大海戦 Нихонкай дайкайсэн) — художественный фильм о войне между Российской империей и Японией, снят в 1969 году.
- Российский сериал «Богатство», снятый в 2004 году по мотивам одноимённого романа Валентина Пикуля.
- «Тучи над холмами» (яп. 坂の上の雲 Сака но Уэ но Кумо) — сериал, повествующий о событиях эпохи Мэйдзи (с 1886 года до русско-японской войны) через жизнь братьев-офицеров Акиямы Ёсифуру и Акиямы Санэюки, а также поэта Масаоки Сики.
- «В плену у сакуры» (яп. ソローキンの見た桜 Сорокин но мита сака) — российско-японский фильм 2019, повествующий о любви находящегося в плену у японцев русского офицера и японской медсестры.

### Война в музыке
- Вальс Ильи Шатрова «На сопках Маньчжурии» (1907).
- Песня неизвестного автора «Гибель „Стерегущего“»: Валаамский хор, Жанна Бичевская
- Песня неизвестного автора «Раскинулось море широко» (1900-е) о 2-й Тихоокеанской эскадре: Л. Утёсов, Е. Дятлов, ДДТ.
- Песня «Наверх вы, товарищи, все по местам» (1904), посвящённая гибели крейсера «Варяг»: кадры из фильма «Варяг», Ансамбль Александрова.
- Песня «Плещут холодные волны» (1904), также посвящённая гибели крейсера «Варяг»: Ансамбль Александрова, 1942, хор «Валаам», О. Погудин.
- Песня о Цусиме (1939) Музыка: обр. Ю. Милютин Слова: Богораз и Лебедев-Кумач.
- Песня на стихи Александра Блока «Девушка пела в церковном хоре» (1905): Л. Новосельцева, А. Кустова и Р. Стансков.
- Черкесская народная песня «Япон зауэм и уэрэд», сочинённая кабардинцами, участвовавшими в войне[169].
- Крымскотатарская народная песня «Порт-Артур» о крымских татарах, участвовавших в войне. В годы депортации была запрещена советским правительством из-за куплета, посвященного возвращению домой[170].
- Башкирская народная песня «Порт-Артур», рассказывающая о событиях 1904 года[171].
- Японская песня «Цусимское сражение» (яп. 日本海海戦 Нихонкай кайсэн)
- Японская песня «Встреча в Шуйшиине» (яп. 水師営の会見 Суйсиэй но кайкэн), сочинённая в честь подписания договора о сдаче японцам русской крепости Порт-Артур. Первый и второй вариант исполнения.
- Японская песня «Боевой товарищ» (яп. 戦友 Сэнъю:) о солдате, у которого погиб друг (1905).
- Японская песня «Подполковник Татибана» (яп. 橘中佐 Татибана-тю:са) об офицере, который погиб в сражении при Ляояне.
- Японская песня «Капитан второго ранга Хиросэ» (яп. 広瀬中佐 Хиросэ-тю:са) о капитане японского корабля, который погиб в морском сражении при попытке заблокировать вход в гавань Порт-Артура.
- Совместный альбом индустриальных групп Anthesteria и «Стальной пактъ» «Dedicated To The Russo-Japanese War 1904—1905»[172]
- Песня российской группы Radio Tapok «Цусима» (автор — Олег Абрамов)[173].
- Песня российской группы «Харизма» «Цусима»[174].

### Памятники

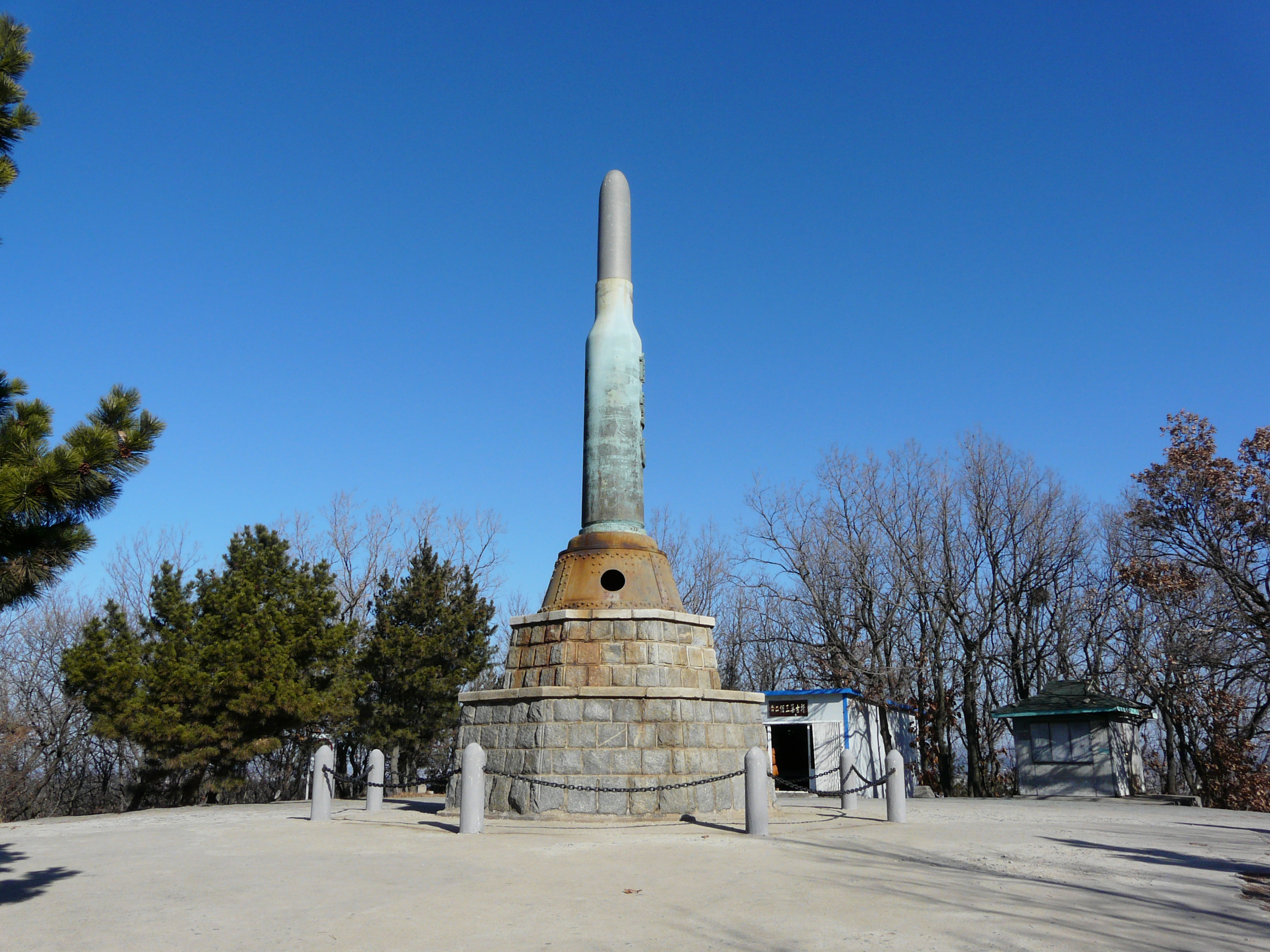
Памятник горе Эрлинг на 203 высоты в Люйшунькоу, Далянь
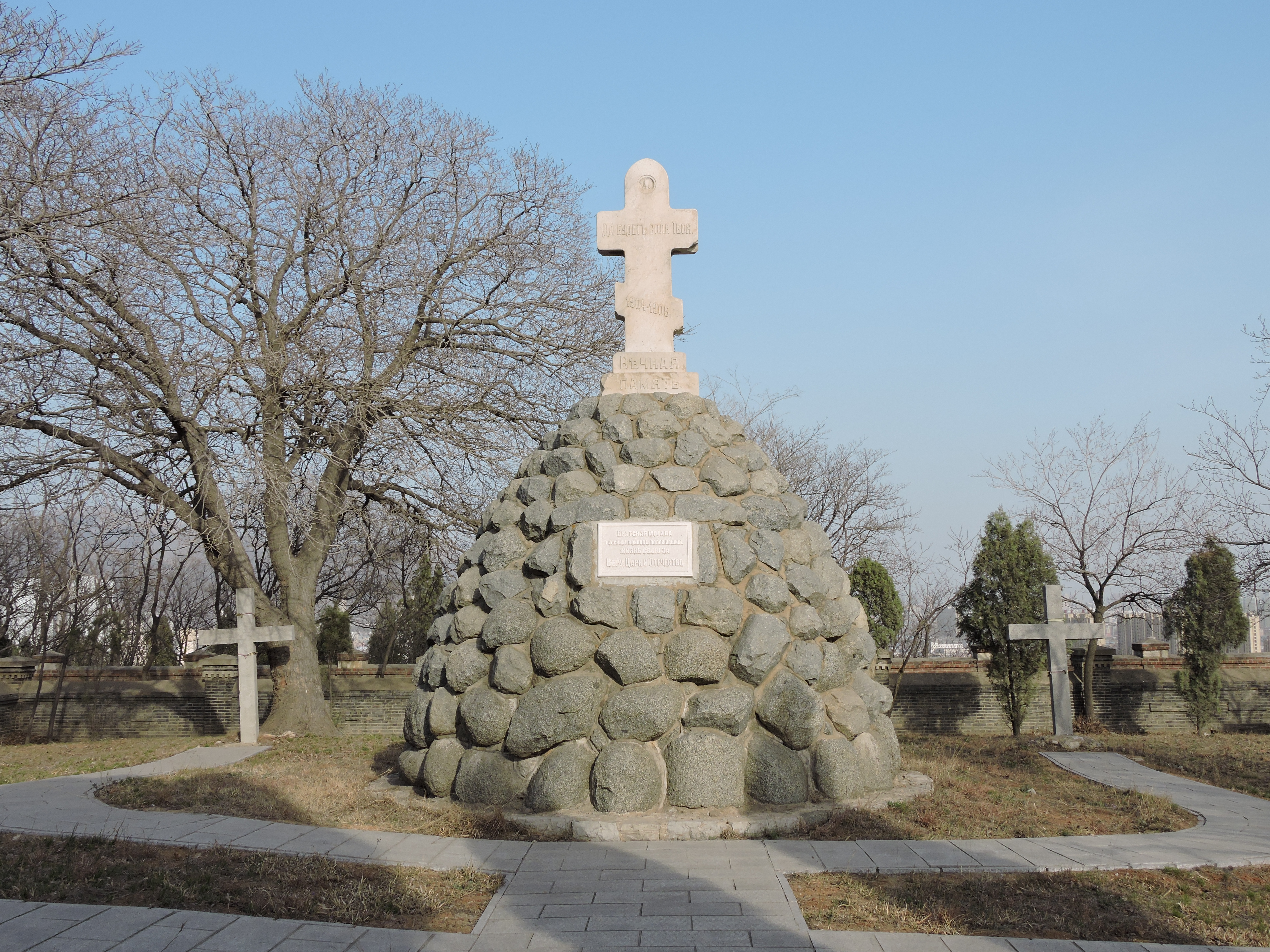
Цзиньчжоу Кладбище Российской Армии в Наньшане Советское мемориальное кладбище
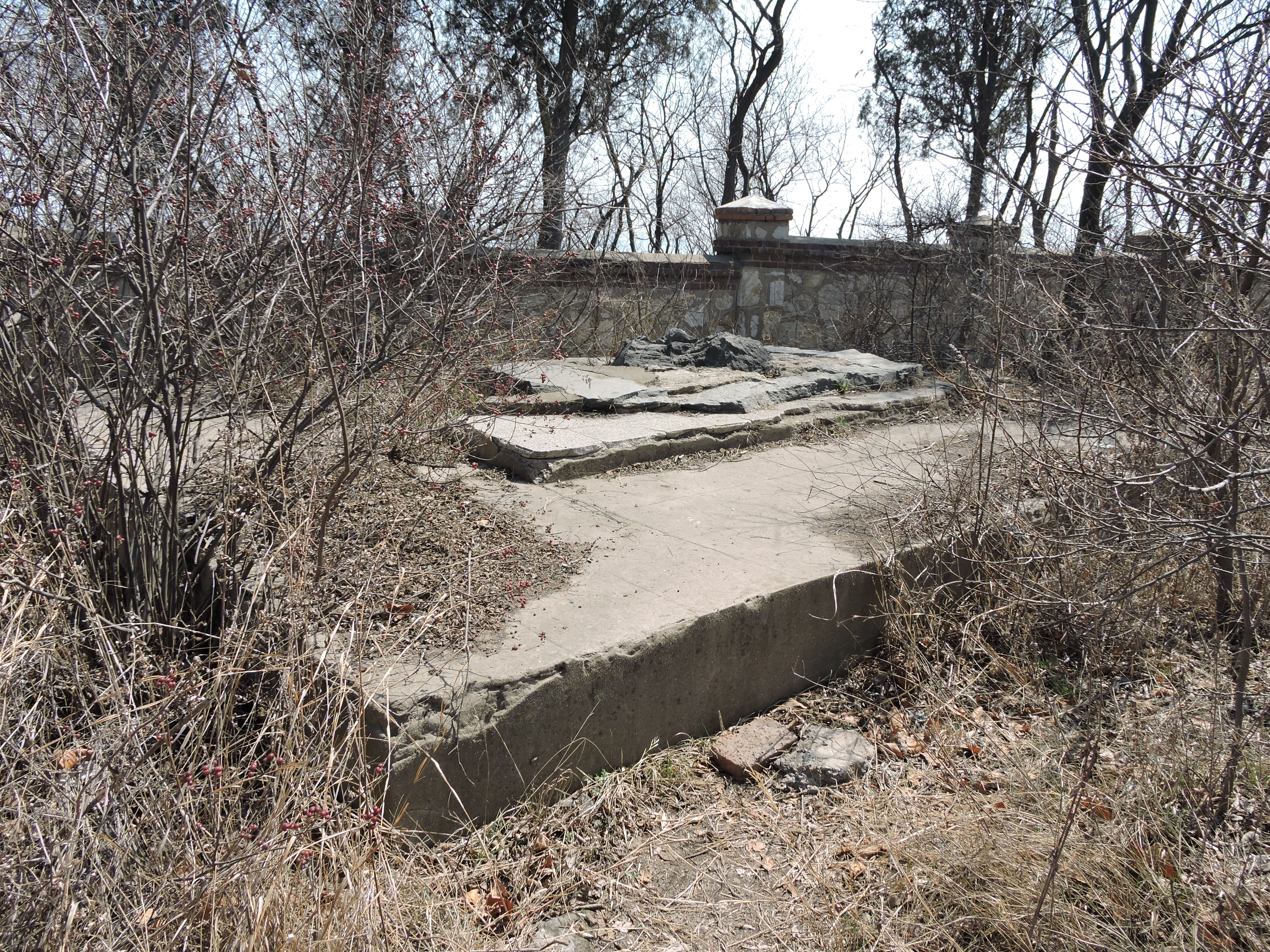
Цзиньчжоу Ноги Марэсукэ «Цзиньчжоу» — остатки стихотворного памятника.
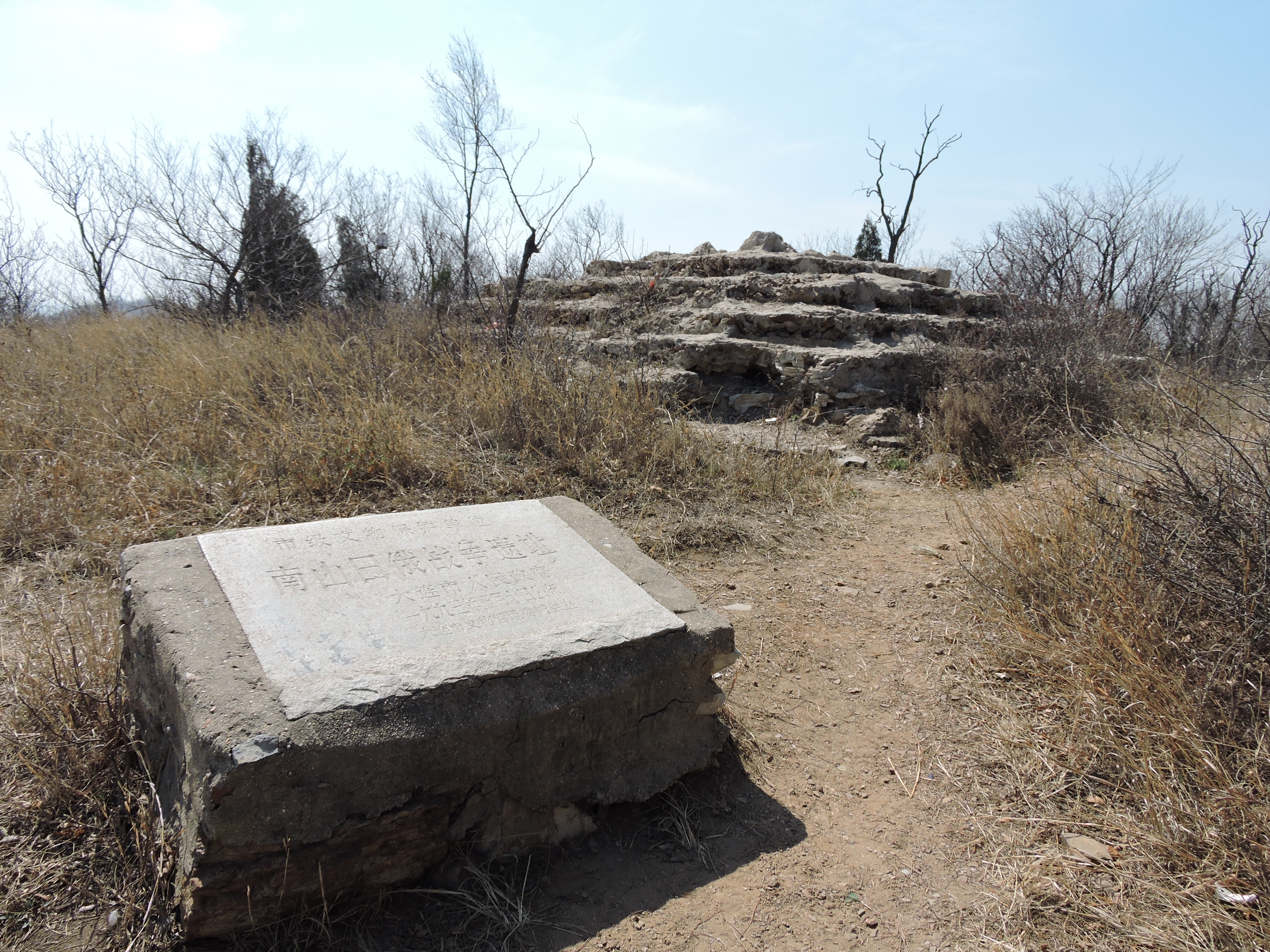
Место «Памятника достижений Наньшаня» в Наньшане, Цзиньчжоу.
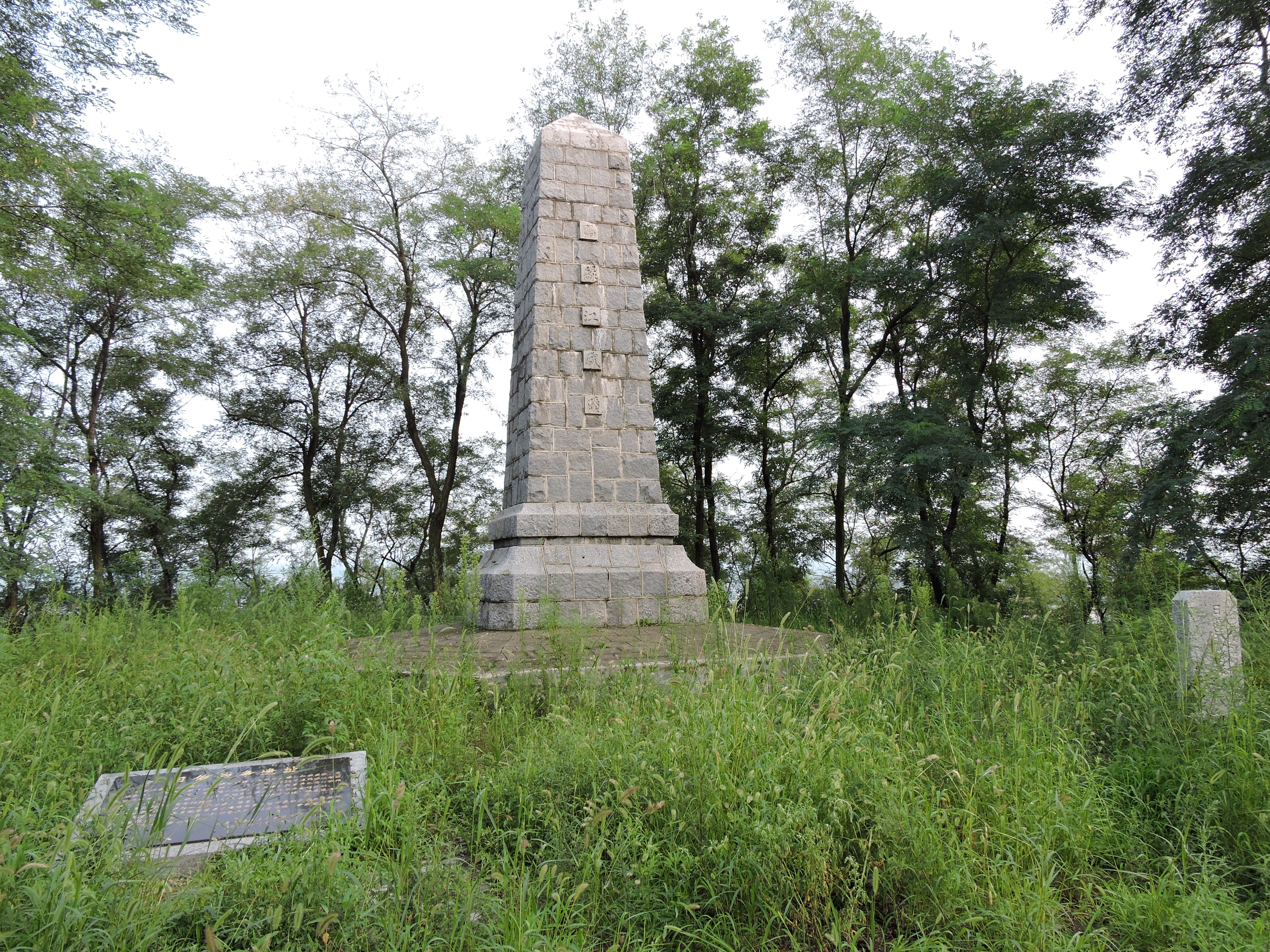
Даньдун Цзюляньчэн увековечивает «Памятник Победы на реке Ялу» в ознаменование Бой на реке Ялу
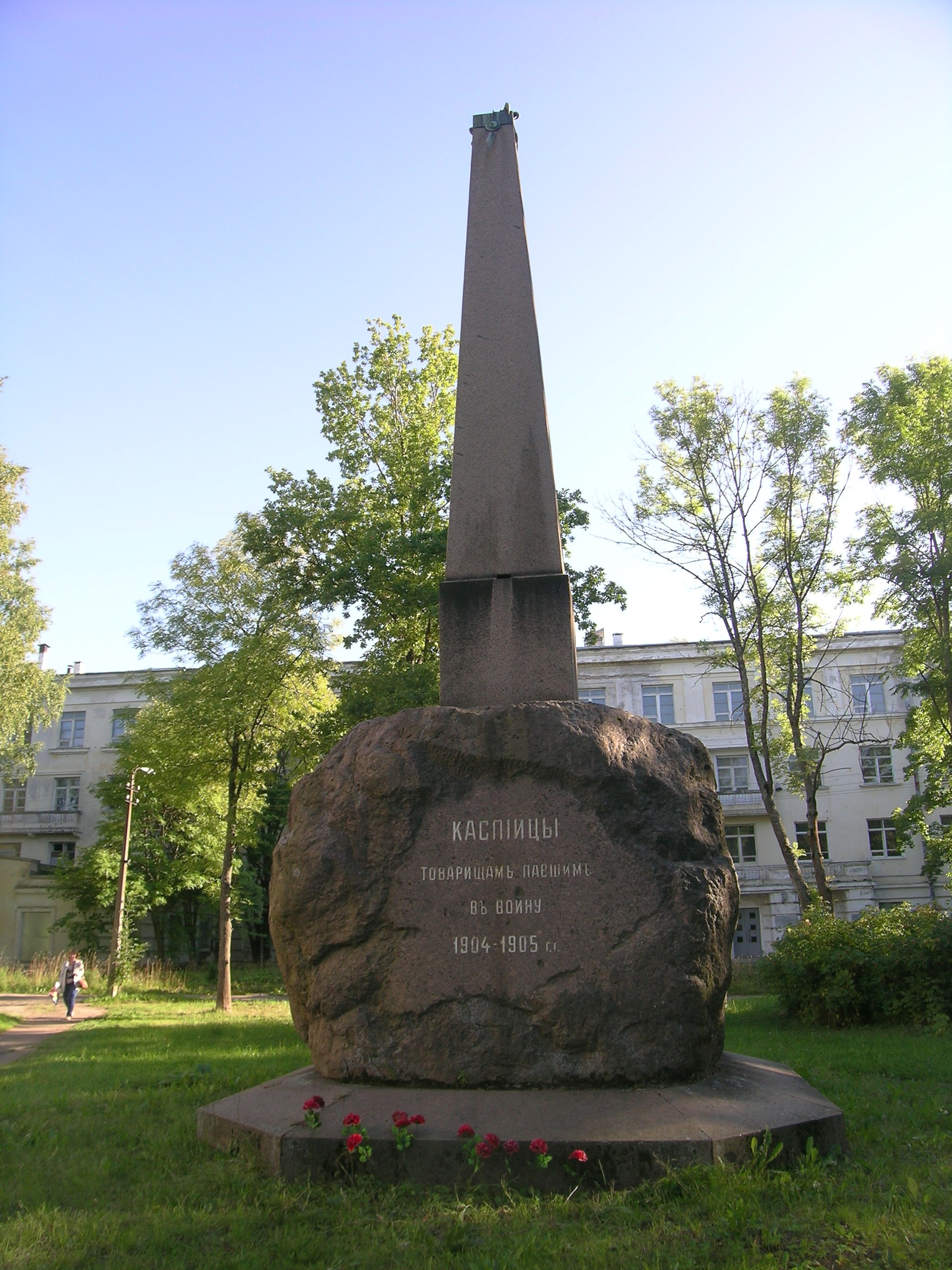
Памятник в Петергофе. Надпись: «КАСПІИЦЫ товарищамъ павшимъ въ войну 1904—1905 г.г.»
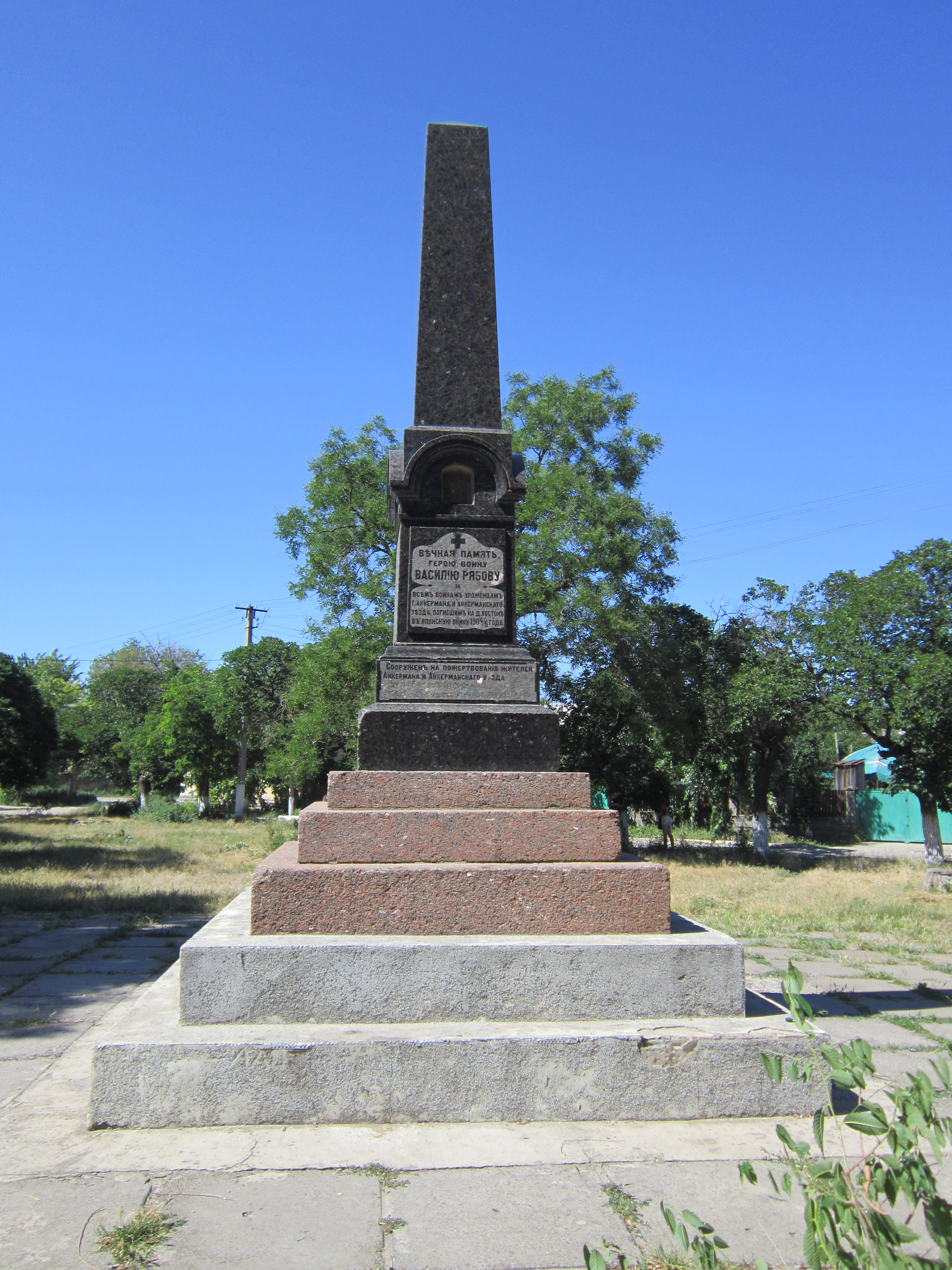
Памятник герою русско-японской войны Василию Рябову в Белгороде-Днестровском (Украина)
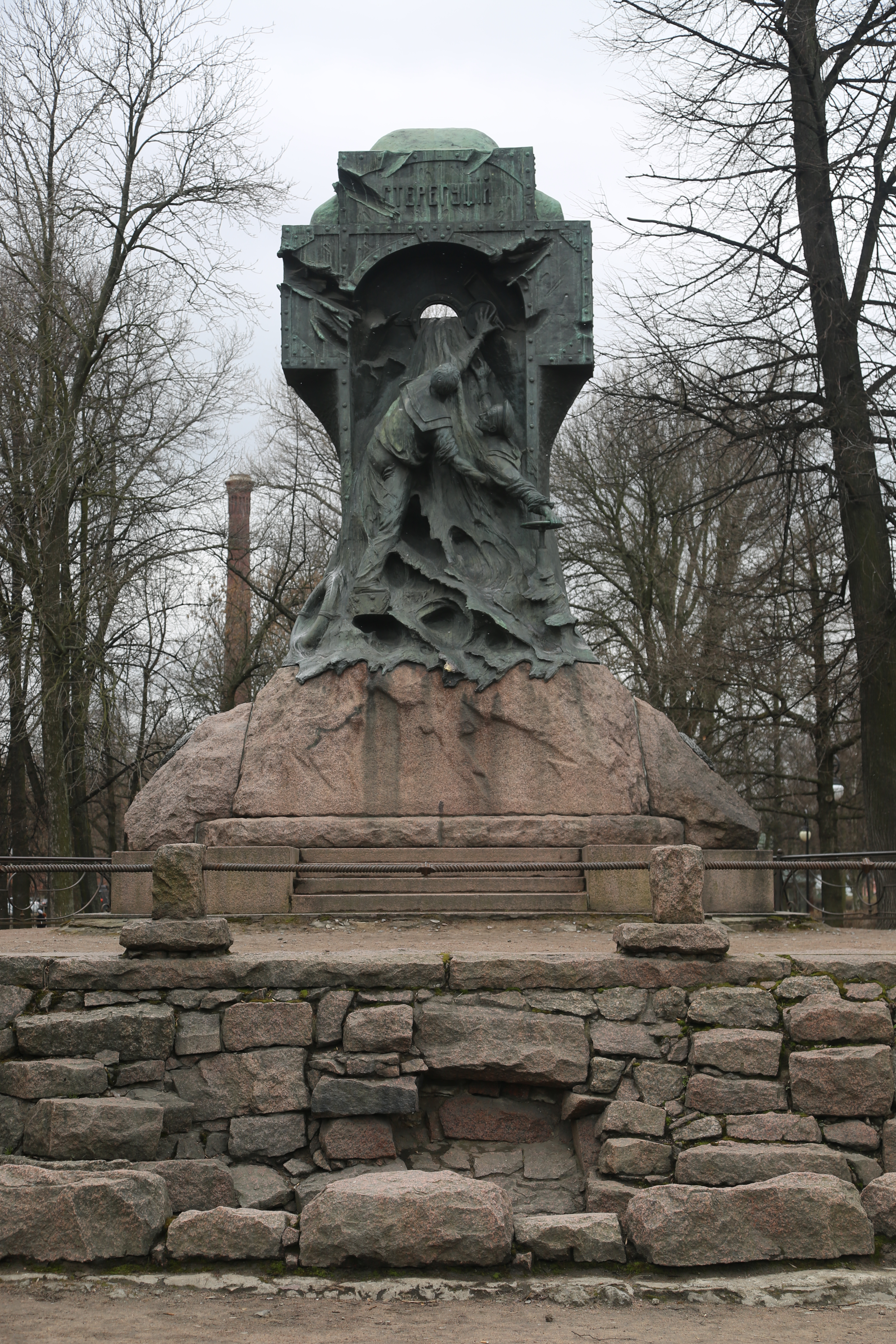
Памятник матросам миноносца «Стерегущий» в Санкт-Петербурге
Памятник «Героям Русско-японской войны 1904—1905 гг.» во Владивостоке
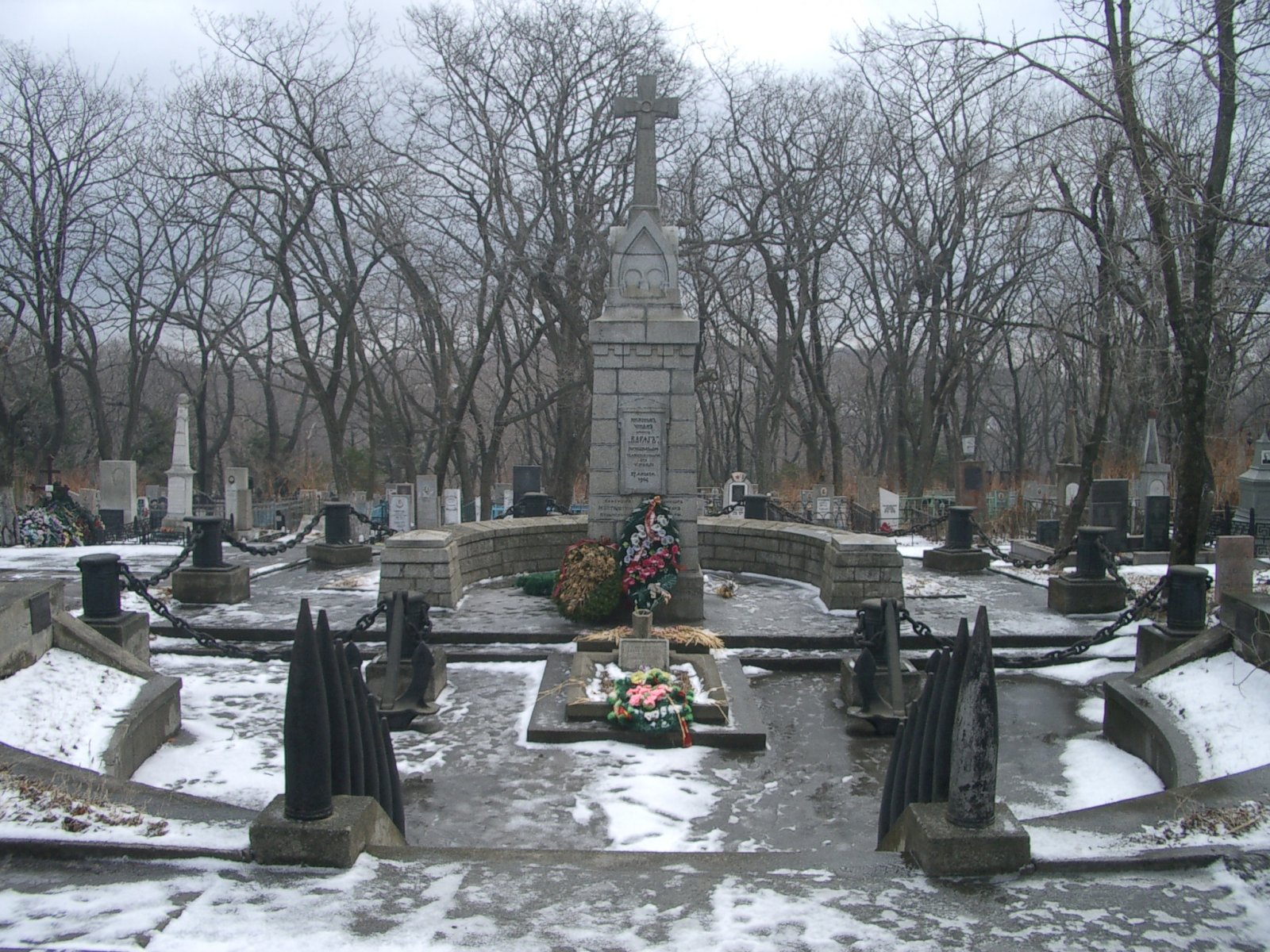
Памятник «Морякам крейсера „Варяг“» во Владивостоке (захоронение нижних чинов крейсера «Варяг» на Морском кладбище Владивостока)
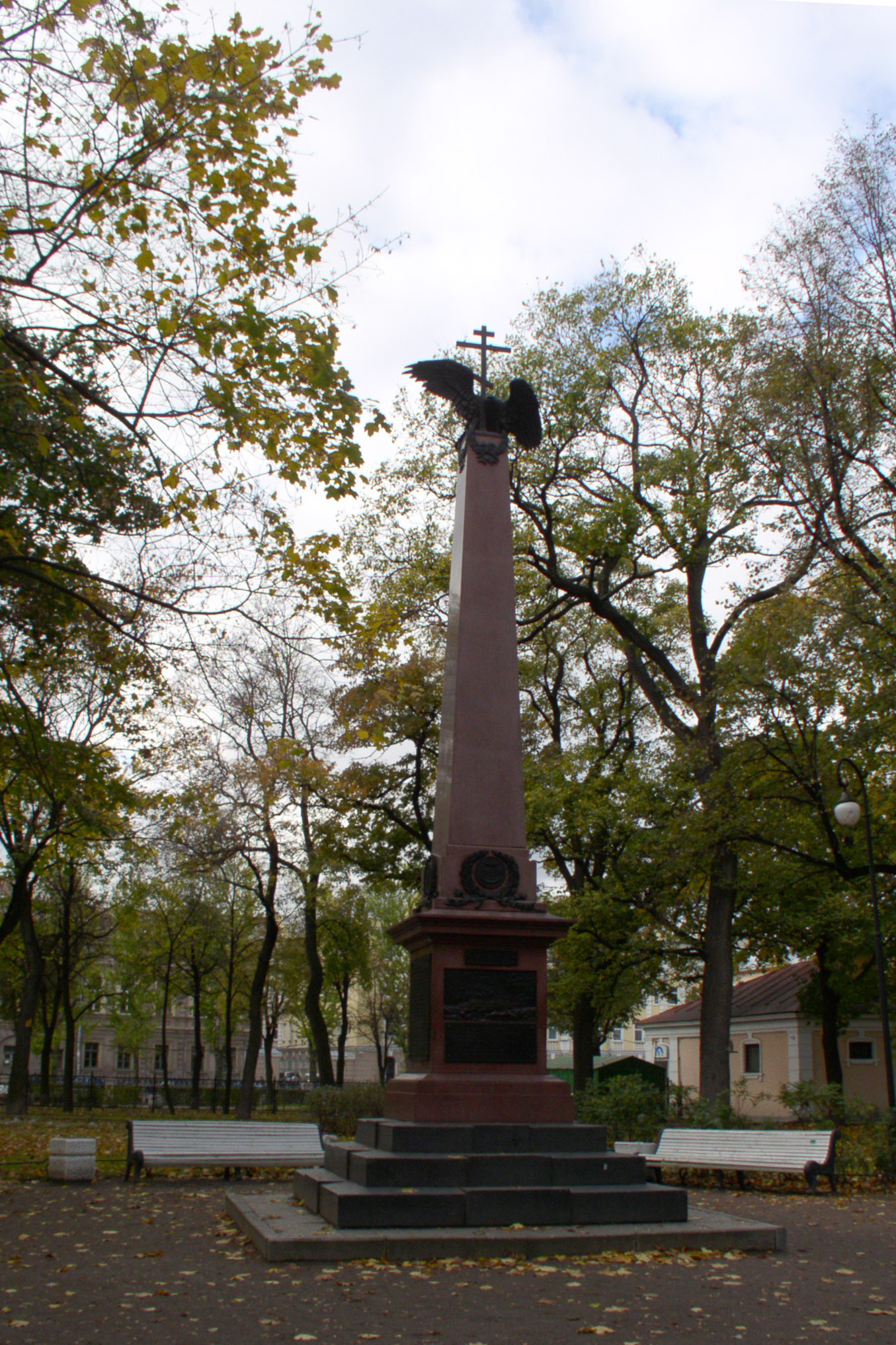
Обелиск «Погибшим в Цусимском сражении на броненосце „Александр III“» в Никольском саду в Санкт-Петербурге